# Littérature polonaise
La littérature polonaise regroupe toutes les littératures en langue polonaise, ainsi que d'autres langues employées en Pologne à travers son histoire, comme l'arméno-kiptchak, le cachoube, le masourien, le ruthène, le silésien, le sorabe, le yiddish.
La Pologne a connu une histoire mouvementée : elle disparaît à la fin du XVIIIe siècle, ressuscite après la guerre 1914-1918 puis tombe victime des totalitarismes nazi et communiste. Par conséquent, la littérature de ce pays a souvent été appelée à jouer le rôle de gardien de l'âme nationale et des valeurs patriotiques. Ainsi, alors que la Pologne est occupée par la Russie, la Prusse et l’Autriche-Hongrie, elle voit naître ses plus grands chefs-d'œuvre, notamment avec les écrivains du courant romantique exilés en France. Leurs écrits participent à l'éveil et à la construction de la conscience nationale polonaise.
Si, depuis toujours, l'Histoire est omniprésente en son sein, la littérature polonaise est également le lieu des expérimentations et les auteurs polonais deviennent les représentants d’une fusion culturelle unique en Europe grâce, notamment, aux écrivains d'origine juive. Au XXe siècle, confrontés aux totalitarismes nazi puis soviétique, les écrivains qui n'acceptent pas les règles prescrites de l’idéologie imposée, sont de nouveau condamnés à l'exil, physique ou spirituel. On doit à ces rebelles d’esprit des œuvres uniques qui transmettent l'expérience de la guerre, de l'horreur des camps et de la résistance face à l’oppression.
Héritière de sa longue histoire, la littérature contemporaine polonaise est en réinvention permanente, ce dont témoigne le dernier prix Nobel remporté par Olga Tokarczuk en 2018. Depuis sa création en 1901, six écrivains polonais ont reçu cette ultime récompense, signe de reconnaissance internationale : Henryk Sienkiewicz (1905), Władysław Reymont (1924), Isaac Bashevis Singer (1978, yiddish), Czesław Miłosz (1980), Wisława Szymborska (1996) et Olga Tokarczuk (2018).

Les lauréats polonais du prix Nobel de littérature
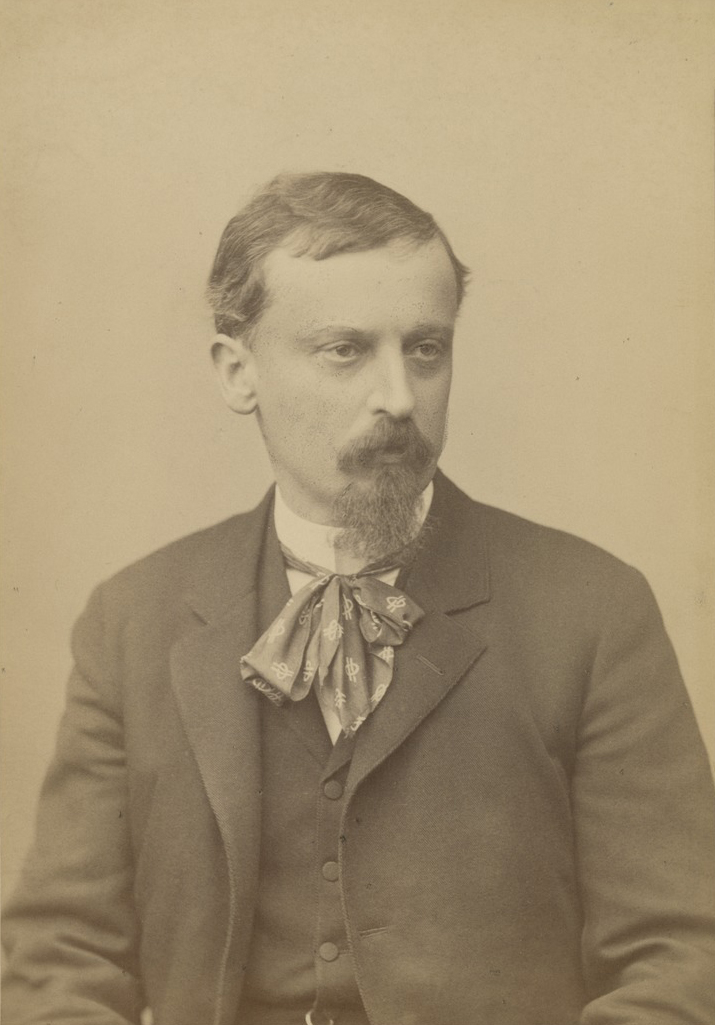
Henryk Sienkiewicz (1846–1916)
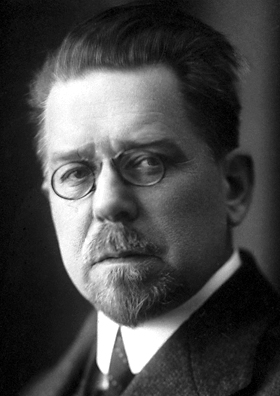
Władysław Reymont (1865–1925)
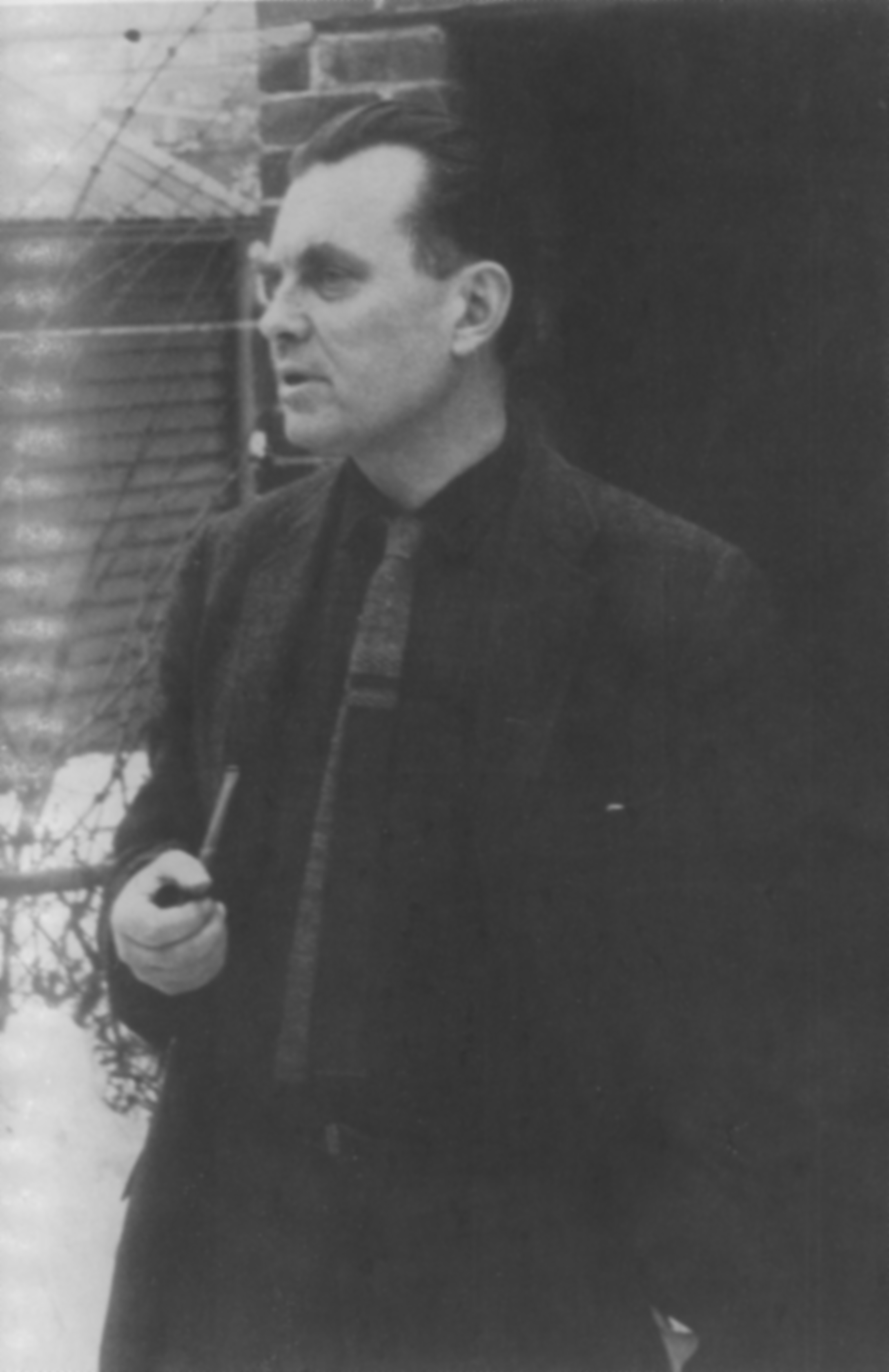
Czesław Miłosz (1911–2004)
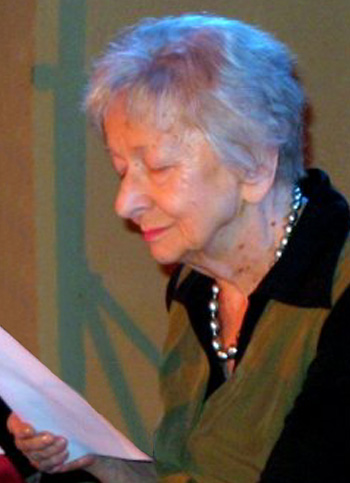
Wisława Szymborska (1923–2012)
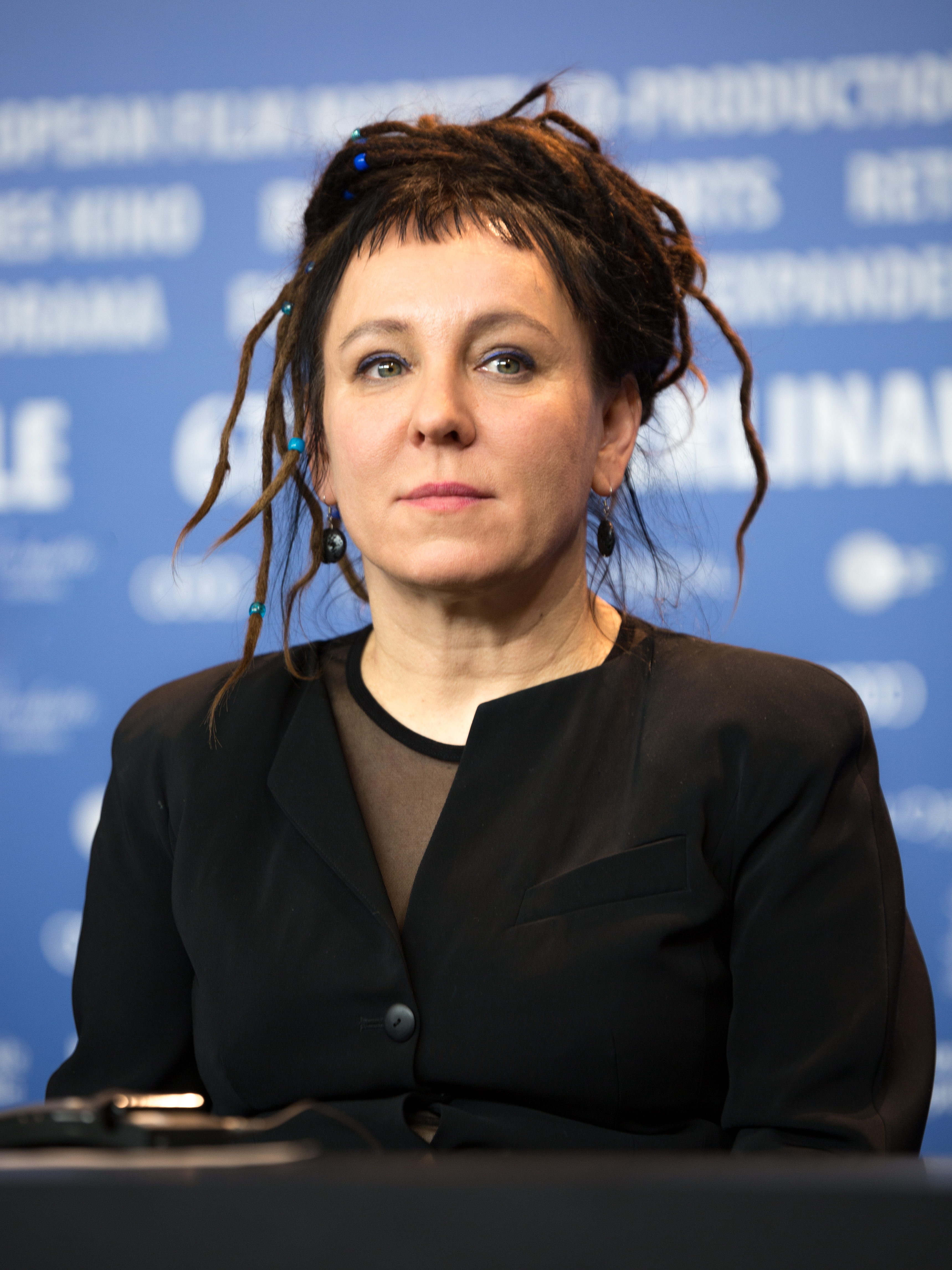
Olga Tokarczuk (1962-)

## Moyen Âge

Psautier de Saint-Florian, fin XIVs

Les tribus slaves qui formeront en Xe siècle le royaume de Pologne ignorent l'écriture, mais possèdent un patrimoine artistique développé et une littérature orale. L'activité littéraire stricto sensu commence en Pologne après la christianisation du pays. Le baptême du prince des Polanes Mieszko Ier en 966, qualifié de baptême de la Pologne, place ce pays dans la sphère de la culture chrétienne occidentale et latine. Ce sont des moines bénédictins et cisterciens, qui introduisent le latin, apportent des livres religieux et des auteurs de l'Antiquité. L’influence du latin sur la langue polonaise est considérable. Elle est à l’origine de l’alphabet, mais aussi des codifications et des normalisations successives de la langue et de la littérature polonaise. Les moines créent des écoles autour des cathédrales où ils alphabétisent des cercles de plus en plus vastes de la population et forment le fleuron des érudits polonais. La transmission du savoir dans le monde médiéval s’est essentiellement fondée sur les copies manuscrites.
Ainsi, les XIe et XIIe siècles se caractérisent par la domination absolue du latin et la primauté de la prose sur la poésie. À cette époque, la plupart des auteurs sont d'origine étrangère comme Bruno de Querfurt ou Gallus Anonymus (1066-1145), bien que rapidement apparaissent des écrivains autochtones tels que Wincenty Kadłubek (1150-1223), qui s'inspirent des genres narratifs alors populaires en Europe occidentale : la vie des saints et des chroniques. Il existe de très nombreux textes latins conservés jusqu'à nos jours, produits sous la première dynastie polonaise des Piasts (960-1370).
Les premières œuvres en polonais apparaissent au XIIIe siècle. La prose artistique s'enrichit alors d'un genre nouveau : les sermons. L’évêque de Cracovie, Iwo Odrowąż (1170?- 1229), émule de l’école parisienne de la montagne Sainte Geneviève, préconise l’utilisation du polonais pour prononcer les sermons. Le premier auteur polonais connu pour ces sermons remplis d'exemplums est le dominicain Pérégrin d'Opole (1260?-1333), pénitencier de la famille ducale de Silésie, ce qui lui a valu de prononcer des homélies devant la cour. La poésie laïque est représentée essentiellement par des poèmes didactiques et des poésies de circonstances.

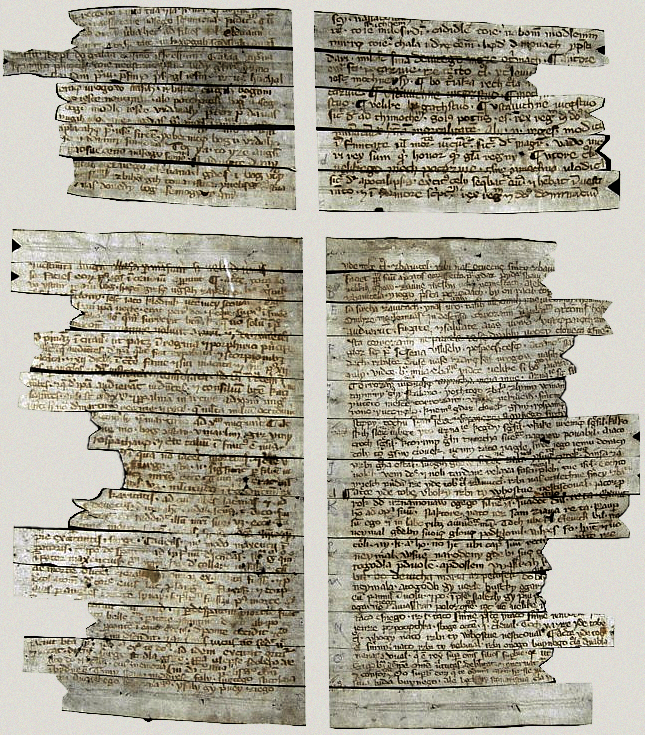
Sermons de Sainte-Croix, XIVs

Le XVe siècle est une époque charnière où apparaissent les premières influences humanistes. La prédication savante, la prose épistolaire et les traités philosophiques se développent principalement dans la communauté universitaire de l'Académie de Cracovie, fondée en 1364. Les auteurs les plus remarquables de cette littérature savante sont : Mateusz de Cracovie, Paweł Włodkowic, Stanisław de Skarbimierz, Tomasz Strzempiński et Jan de Ludzisko. L'Histoire de la Pologne de Jan Długosz (Annales seu cronicae incliti Regni Poloniae) est considéré comme le sommet de l'historiographie latine de la Pologne du XVe siècle.
Le théâtre polonais est à ses débuts avec des représentations liées à la vie liturgique : mystères et moralités.
Épitaphes, récits amusants et satiriques d'étudiants circulent pendant toute l'époque médiévale.

### Quelques monuments de la littérature polonaise médiévale en polonais
La version polonaise la plus ancienne de texte biblique, celle des Psaumes, est conçue en 1280, au château royal de Cracovie. Copiée et recopiée, elle circule pendant au moins deux siècles et demi. Le nom de Psautier du monastère de Saint-Florian qui lui est donné aujourd’hui, tient au fait qu’en 1827, un exemplaire en est retrouvé en Autriche, non loin de Linz, au monastère de Sankt Florian.
- Bogurodzica - (l'Hymne à la mère de Dieu) écrit entre le XIe et le XIIIe siècle est le plus ancien poème connu de la langue polonaise ;
- Bulle de Gniezno (Ex commisso nobis) du pape Innocent II, promulguée en 1136, le plus ancien document contenant quelques mots isolés en polonais ;
- Livre de Henryków est la chronique de la fondation de l'abbaye cistercienne à Henryków, écrite en latin après 1268. Elle contient la première phrase en langue polonaise connue. Elle est inscrite sur la liste du patrimoine mondiale de l'UNESCO[5] ;
- Sermons de Sainte-Croix (XIVe siècle) sont les plus anciens textes polonais en prose[6] ;
- La Bible de la reine Sophie (en) (1453–1455) est la plus ancienne traduction intégrale polonaise de la bible conservée. Elle a été réalisée pour Zofia de Holszany, la quatrième épouse du roi Władysław II Jagellon ;
- Traductions de la Bible en polonais (en).

### Quelques monuments médiévaux de la littérature polonaise en langue latine
- Dagome iudex est une description du pays du prince Mieszko Ier. Ce premier écrit latin conçu en Pologne avant 992 est conservé au Vatican ;
- Chronica et gesta ducum sive principum Polonorum écrit par le moine bénédictin Gallus Anonymus  entre 1112 et 1116, relate l'histoire de la Pologne de ses débuts mythiques, en passant par l'ascendance du prince Mieszko Ier, jusqu'à l'époque qui lui est contemporaine. Cette chronique, inspirée par les chansons de geste, s'arrête en 1113 ;
- Carmen Mauri (Chant de Maure) est un poème épique aujourd'hui perdu, écrit entre 1153 et 1163 par un moine bénédictin nommé Maure sur le sort tragique du palatin silésien Piotr Włostowic ;
- Chronica Polonorum (La Chronique de la Pologne) écrit au XIIIe siècle par l'évêque de Cracovie Wincenty Kadłubek est l'histoire de la Pologne de ses débuts jusqu'à 1202 ;
- Gaude Mater Polonia est un chant latin écrit en 1253 par le chanoine de Cracovie Wincenty de Kielce pour la canonisation de saint Stanislas, le patron de la Pologne ;
- Chronique de Janko de Czarnków fin  XIVe siècle ;
- Historia Polonica écrit entre 1455 et 1480 par le chanoine de Cracovie Jan Długosz. Cette œuvre monumentale domine l'historiographie polonaise du Moyen Âge
- Légende de saint Alexis (XVe siècle), un poème didactique ;
- Dialogue de Maître Polycarpe avec la Mort (XVe siècle) est le plus long poème médiéval polonais, une variation sur le motif populaire de la danse macabre[7].

### Les auteurs notables
- Gallus Anonymus (1066-1145)
- Wincenty Kadłubek (1150-1223)
- Wincenty de Kielce (1200-1261)
- Mikołaj de Pologne (1235-1316)
- Pérégrin d'Opole (1260-1333)
- Jan Łodzia (?-1346)
- Janko de Czarnków (1320-1387)
- Paweł Włodkowic (1370-1435)
- Adam Świnka de Zielona (?-1434)
- Stanisław de Skarbimierz (? – 1431)
- Jan de Ludzisko (1400-1460)
- Jan Długosz (1415-1480)
- Władysław de Gielniów (1440-1505)
- Grzegorz de Sanok (1406-1477)

## XVIesiècle: Renaissance
Parmi les événements qui jalonnent le passage du Moyen Âge à la Renaissance, figure l'invention et la démocratisation de l’imprimerie. Fin XVe siècle, cette technique révolutionnaire de reproduction des livres modifie profondément l'accès au savoir et transforme l'histoire de la pensée en Occident. Ainsi, l'humanisme, mouvement culturel né en Italie, dont Pétrarque est le précurseur au XIVe siècle, conquiert l'Europe au siècle suivant grâce aux imprimeurs. Sur le sol polonais, le premier imprimeur est Kasper Straube (en) un Bavarois qui s'installe à Cracovie en 1473. On lui doit le premier document imprimé en Pologne - Almanach cracoviense ad annum 1474 (en). Mais c'est Jan Haller (en) qui apporte une contribution décisive au développement de l'imprimerie sur le territoire polonais. Il publie entre autres Les Statuts du Royaume de Pologne (en) (1506) du primat de Pologne Jan Łaski, des œuvres d'Érasme de Rotterdam et de Mikołaj Kopernik. Il convient de noter également que les quatre premiers livres cyrilliques imprimés dans le monde ont été publiés à Cracovie, en 1491, par l’imprimeur Schweipolt Fiol.
La Renaissance polonaise dure de la fin du XVe à la fin du XVIe siècle et elle est considérée comme l’âge d’or de la culture polonaise. La littérature polonaise confirme son unité culturelle avec l'Europe occidentale et méditerranéenne tandis que le royaume de Pologne puis la république des Deux Nations (Pologne-Lituanie) à l'apogée de sa puissance économique sous la dynastie Jagellon, connaît, grâce à la tolérance religieuse de ses monarques, un afflux d'intellectuels et d'artistes de toutes confessions persécutés chez eux. Dans le même temps, la noblesse polonaise part faire ses humanités en Italie après un premier cursus à l'Académie de Cracovie fondée en 1364, le Gymnase de Poznań (début XIVe siècle), l'Académie de Królewiec (1544), l'Académie de Vilnius (1578) ou l'Académie de Zamość (1594).
La langue latine reste encore prédominante dans de nombreux domaines (histoire, morale, religion...). Les sujets religieux sont toujours présents, dont témoignent de nombreuses traductions bibliques, la plus célèbre étant la Bible de Wujek, traduction faite par le père jésuite Jakub Wujek, publiée en 1599. Elle sera rééditée jusqu’au XXe siècle et ce n'est qu'en 1965 que les bénédictins de Tyniec livrent la nouvelle "Bible du millénaire". La Bible de Wujek n'est pas la première. La première traduction de la Bible date de 1561 et elle est l'œuvre de Jan Leopolita, pseudonyme de Jan Nicz de Lwów, un professeur de l’université de Cracovie, est dédiée au roi Zygmunt August. Elle est aussitôt contestée par l’Église car d’une facture très libre.
La première bible polonaise calviniste est la Bible de Brest de 1563. En effet, c'est l'époque de la Réforme et des Vaudois et Hussites trouvent refuge dans le royaume de Pologne, alors que Martin Luther gagne de nombreux partisans dans les ports germanophones de la mer Baltique. L'introduction officielle et massive de la Réforme en Pologne est l'œuvre surtout de Jan Łaski (1499-1560), le neveu du primat de Pologne. Les Frères Polonais (frange la plus radicale de la Réforme) publient, en 1572, une traduction intégrale signée par Szymon Budny et traduite du grec.
Sous l’influence de la Réforme, mais aussi avec l’essor de la langue polonaise, se multiplient également les nouvelles traductions des Psaumes. Les plus importantes sont le Psautier de Cracovie (1532), le Psautier de Walentyn Wróbel (1539), mais surtout celui de Mikołaj Rej (1545). Ignorant de l’hébreu, Rej travaille avec un savant hébraïste. La plus remarquable traduction des Psaumes est faite par Jan Kochanowski (1530-1584). Son Psautier de David (1579) connaît plus de vingt éditions jusqu’en 1642, utilisées par toutes les confessions chrétiennes en Pologne car Kochanowski privilégie dans sa version ce qui unit dans leur foi les catholiques, les protestants et les orthodoxes.
La Renaissance en Pologne est aussi présente dans les traités philosophiques sur la morale et la politique. Jan Ostroróg (1430-1501) est l'auteur d'un ouvrage Monumentum pro Reipublicae ordinatione (Mémorial sur l'organisation de la République) où il présente son programme de réformes politiques au nom de la raison. Celui-ci est repris plus tard par Andrzej Frycz-Modrzewski (1503-1572) qui décrit le fonctionnement de l'État dans une perspective humaniste. Selon lui, les paysans doivent être propriétaires de leurs terres et les citadins s'occuper du commerce et de l'artisanat. La loi doit être la même pour tous, l'église doit collaborer et aider l'État dans son fonctionnement, le trésor d'État doit être alimenté par l'impôt régulier, l'enseignement dans les écoles doit préparer les jeunes aux activités publiques, les relations entre le roi et l'oligarchie des nobles doivent être régies de telle manière que le roi puisse régner en pleine souveraineté, mais en accord avec les lois. La plupart de ces postulats seront mis en œuvre ultérieurement en Pologne.
Quant aux sciences naturelles, la place de la Renaissance polonaise dans l'histoire de la pensée européenne est considérable grâce à l'apport de Mikołaj Kopernik (1473-1543), dont la thèse héliocentrique est déduite non pas par l'observation, mais par la constatation d'une contradiction logique dans le système de Ptolémée.
La langue et la littérature polonaises progressent au-delà des thèmes religieux. Les formes littéraires varient davantage, de l’ode, des pastorals et des sonnets à l’élégie, la satire et la romance.
La nouvelle poésie humaniste est d'abord latine. Elle s'épanouit à la cour royale de Cracovie, puis elle atteint les cours des magnats aussi bien laïques qu'ecclésiastiques. Les poètes, bien que profondément inspirés par les auteurs antiques, puisent dans les traditions locales et célèbrent la puissance et la beauté de leur terre natale. Leur langue est le latin mais ils prennent pour sujets la Pologne contemporaine. Mikołaj Hussowski (en) (1480-1533?) est le premier poète qui exprime des sentiments personnels. Avec Andreas Cricius (Andrzej Krzycki, 1482-1537) apparaît en Pologne un type d'humaniste courtisan, tandis que la poésie du diplomate Johannes Dantiscus (Jan Dantyszek, 1485-1548) présente un caractère surtout didactique et moralisateur. Le poète latin le plus éminent de la première moitié du XVIe siècle est Clément Janicius (Klemens Janicki, 1516-1542). Ce premier poète lyrique polonais dépasse ses prédécesseurs aussi bien par la forme parfaite de son distique élégiaque que par la pureté de sa langue.
Grâce à sa grande valeur formelle, la poésie latine contribue à la formation de la poésie nationale polonaise. Jan Kochanowski (1530-1584), créateur de la poésie polonaise moderne, commence par écrire en latin et, tout au long de sa vie, cultive la poésie latine parallèlement à la production en langue polonaise. Aussi Szymon Szymonowicz (1558-1629), surnommé Pindare polonais, compose en deux langues. Biernat de Lublin (1460 -1529) est l'un des premiers à écrire en polonais, mais sa langue est très archaïque et difficile à lire déjà dans la seconde moitié du XVIe siècle.
Mikołaj Rej (1505-1569) est le premier à revendiquer une littérature de langue polonaise, mais c'est à Jan Kochanowski que revient le titre du plus grand poète polonais de la Renaissance. Auteur du drame (à l'antique) Renvoi des ambassadeurs grecs (1565-1566) et des Psaumes, dont certains sont mis en musique par son contemporain Mikołaj Gomółka et chantés aussi bien par les catholiques que par les protestants, c’est bien aux Thrènes (1580), un recueil d'élégies dédié à sa fille décédée, qu’il doit sa renommée posthume, laquelle n’a jamais faibli. C'est lui qui crée la poésie polonaise et codifie sa versification qui de nos jours étonne encore tant par sa richesse thématique que par la concision et la pureté de sa langue, de la légèreté de ses épigrammes à la gravité déchirante des Thrènes. Épicurien et gaillard, Jan Kochanowski associe l'ardeur religieuse à l'apologie de la vie, célèbre la paix et le bonheur rustiques et incarne ainsi la vigueur et la sagesse tranquille d'une période faste de la culture polonaise. Son influence est profonde et sa poésie encore aujourd'hui frappe par sa modernité.
Le premier dictionnaire orthographique polonais de Stanisław Murzynowski (en) est publié en 1551.

### Les auteurs notables
- Biernat de Lublin (1465-1529)
- Jan Dantyszek (1485-1548)
- Marcin Bielski (1495-1575), chroniqueur, historien, poète
- Klemens Janicki (1516-1542)
- Erazm Gliczner (1535-1603)
- Łukasz Górnicki (1524-1603)
- Jakub Górski (1525 -1585)
- Mikołaj Hussowski (en) (1480?-1533?)
- Jan Kochanowski (1530-1584)
- Andrzej Krzycki (1482–1537)
- Jan Łaski (1499–1560)
- Andrzej Frycz Modrzewski (1503–1572)
- Stanisław Orzechowski (1513-1566)
- Jan Ostroróg (1436–1501)
- Bartosz Paprocki (1543?–1614)
- Sebastian Petrycy (1554-1626)
- Mikołaj Rej (1505–1569)
- Piotr Skarga (1536–1612)
- Szymon Szymonowic (1558–1629)

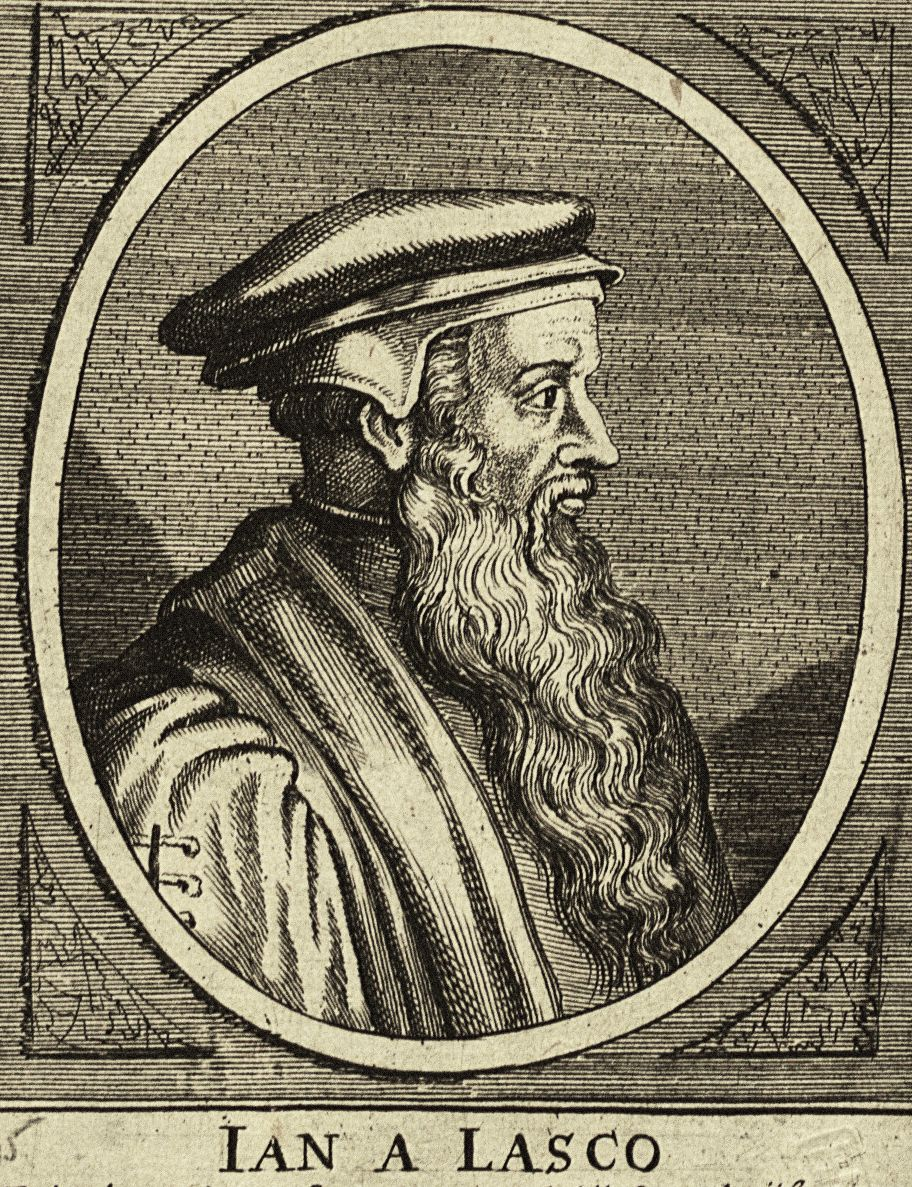
Jan Łaski
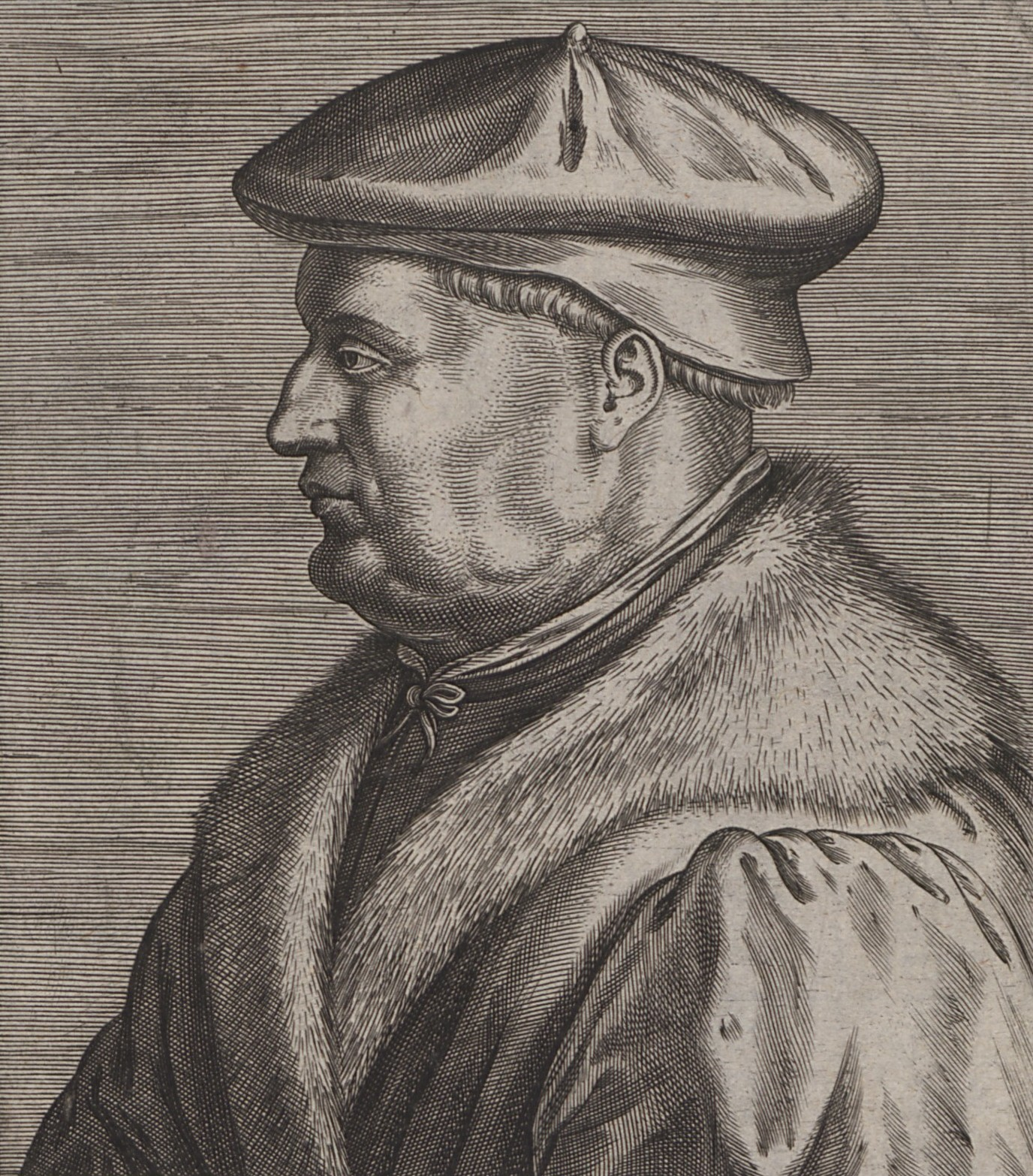
Jan Dantyszek (Johannes Dantiscus)
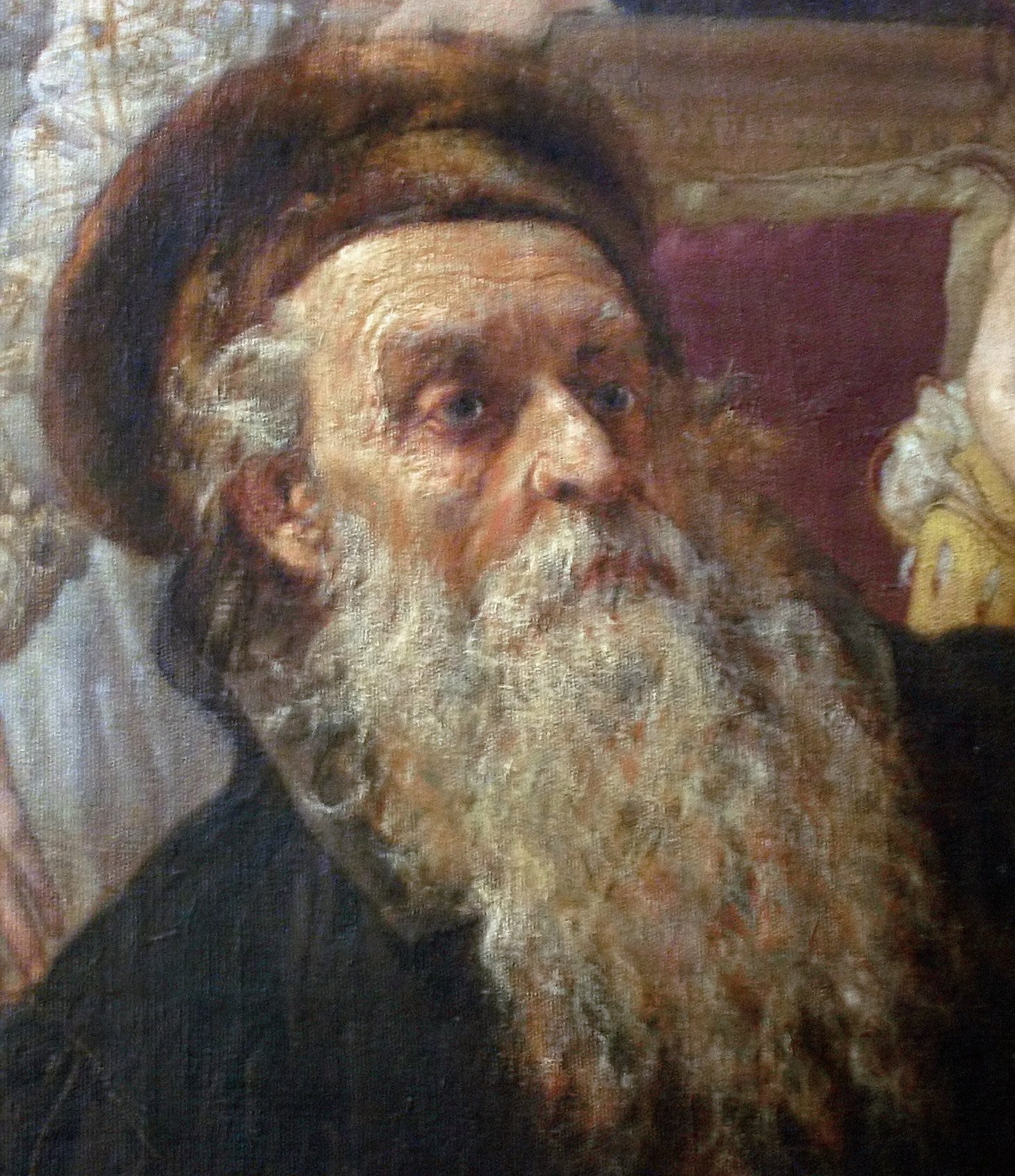
Andrzej Frycz-Modrzewski
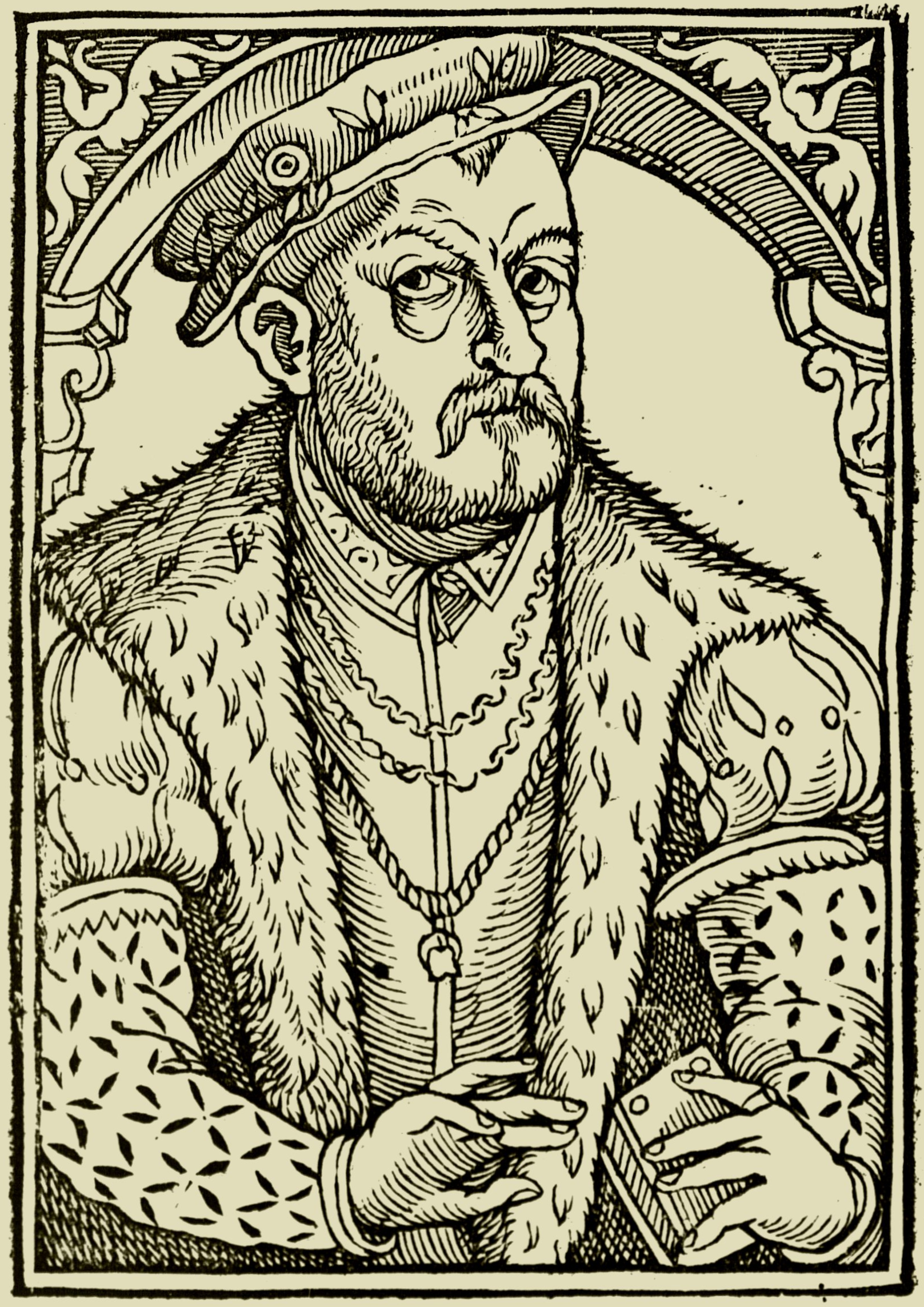
Mikołaj Rej
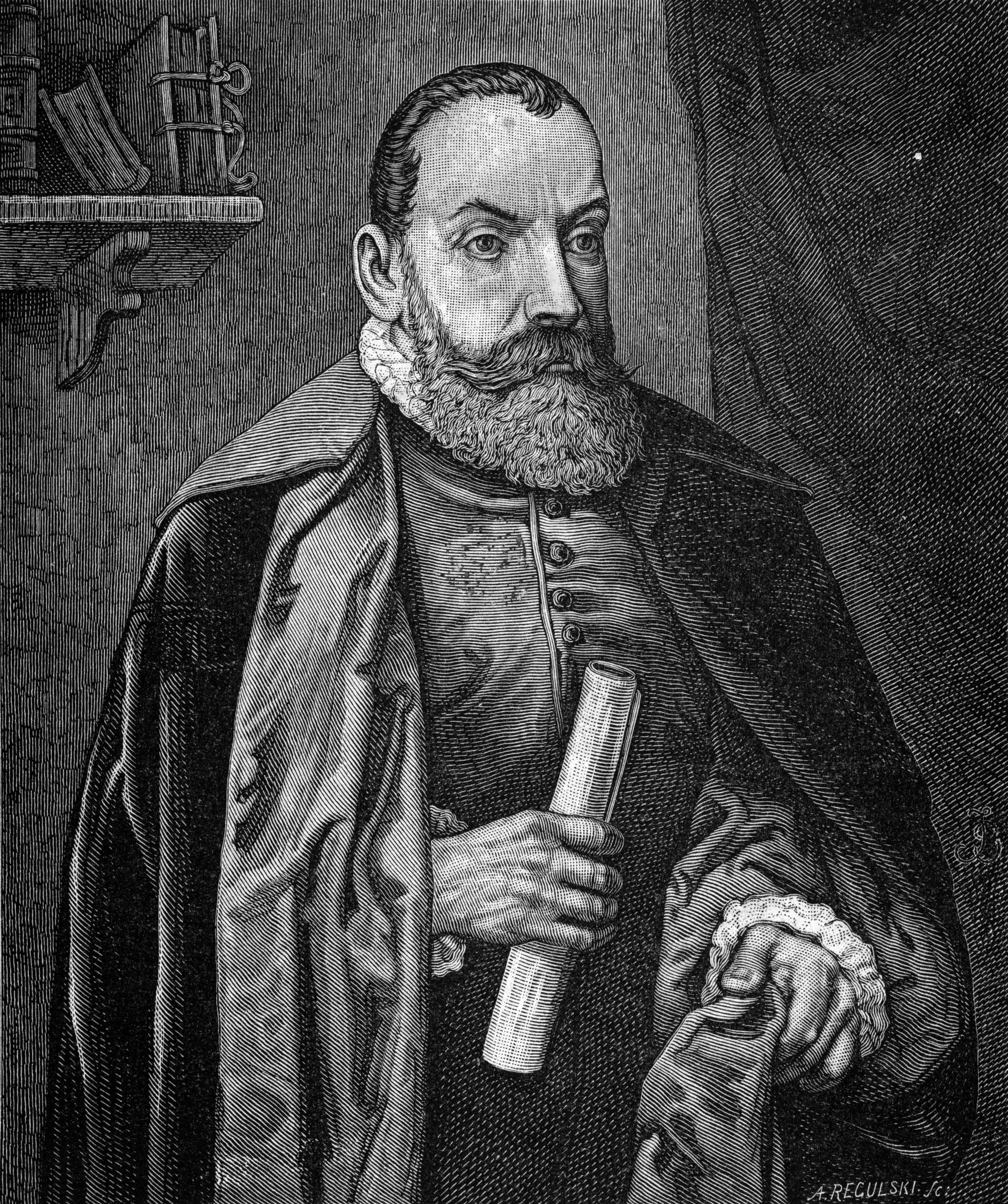
Jan Kochanowski

## XVIIesiècle: Baroque (1620-1740)
Le baroque est apparu en Pologne au début du XVIIe siècle. C’était la période du règne des premiers rois électifs et de la Contre-Réforme, le temps de longues guerres avec les pays voisins (Suède, Russie, Turquie) et des rébellions cosaques de Krzysztof Kosiński, Severyn Nalyvaïko, Bohdan Khmelnitski. La Pologne, remarquablement stable jusqu'alors, est devenue un pays institutionnellement faible et fragile, offert à la convoitise des puissances extérieures et voué aux divisions internes. C'est à cette époque trouble qu'apparaît un courant spécifiquement polonais : le sarmatisme.
Contrairement au style Renaissance qui cherche à représenter l'idéal, la beauté et l’harmonie de la nature, l'art baroque se veut dramatique, saisi par la précarité des choses. Il oppose le miroir de la mort à toutes les activités humaines : l'amour est éphémère, le bonheur n'est rien d'autre qu'une illusion et l'existence devient une suite de métamorphoses où la réalité n'a désormais pas plus de poids qu'un souffle. Les incertitudes, les angoisses religieuses et les guerres augmentent le sens du concret et inspirent des scènes d'un grand réalisme, bien qu'elles soient pénétrées de l'esprit didactique.
Le baroque amène le goût prononcé pour l’étrange et l’étrangeté découle aussi d’une façon alambiquée de s’exprimer. Le style macaronique devient un symbole de raffinement tandis que le marinisme est la manière à suivre. Pour mieux impressionner leurs lecteurs, les auteurs recourent aux effets toujours plus sophistiqués, abusent d'ornements et émaillent la langue de mots latins. Paradoxe, contradiction, symbole, allégorie, métaphore, paraphrases et digressions de tout genre deviennent leurs moyens artistiques de prédilection. Ainsi les textes baroques sont souvent teintés d'emphase, d'exagération et d’exaltation religieuse.
Les thèmes littéraires de l'époque peuvent être regroupés en trois catégories principales : poésie métaphysique, poésie courtoise et la production sarmate.
Le courant métaphysique représenté par Daniel Naborowski (1573-1640) Mikołaj Sęp-Szarzyński (1595-1640), Zbigniew Morsztyn (1628?-1689), Sebastian Grabowiecki (1543-1607) ou encore Stanisław Lubomirski (1642-1702) questionne le destin de l'homme et le rôle du hasard dans le monde au sens eschatologique. La poésie baroque courtoise, moins angoissée et pleine de virtuosité formelle, est l'œuvre de Jan Andrzej (1621-1693) et Hieronim Morsztyn. Enfin, Jan Chryzostom Pasek (1636-1701) et Wacław Potocki (1621-1696) sont les plus éminents représentants de la production sarmate qui exalte l’univers du manoir noble et de sa campagne comme l'idéal de l’ordre et de l’harmonie de l’existence.
Les genres littéraires les plus populaires de cette époques sont : sonnet, épopée, journal intime, hagiographie, sermon et romance.
L'œuvre particulièrement intéressante de cette époque est le récit des Mémoires de Jan Pasek (1630-1701). Écrits entre 1656 et 1688 dans un style plein de verve, ils constituent un précieux témoignage des mœurs et coutumes de son temps. Gentilhomme de petite noblesse, Pasek passe sa jeunesse à guerroyer contre les Suédois, les Hongrois et les Moscovites. Il se marie dans l'espoir de se fixer mais cela lui apporte plus de désagréments que d'avantages et la vie dans son domaine est émaillée de querelles et de procès avec ses voisins. De même, les lettres que le roi Jan Sobieski (1629-1696) échangea pendant une trentaine d'années avec sa femme, Marie-Casimire, dont il fut passionnément épris, constituent une source précieuse d’informations sur l’esprit du temps, ainsi que les relations au sein de ce couple passionnel.
L’époque des rois d’origine saxonne, Auguste II et Auguste III, marque le déclin du système nobiliaire polonais. C’est aussi la période de la dégénérescence du baroque qui subsiste dans ses formes figées jusqu’aux années trente du XVIIIe siècle.

### Les auteurs notables
- Sebastian Grabowiecki (1543–1607)
- Stanisław Herakliusz Lubomirski (1642-1702)
- Jan Andrzej Morsztyn (1621–1693)
- Zbigniew Morsztyn (1628?-1689)
- Daniel Naborowski (1573–1640)
- Krzysztof Opaliński (1611–1655)
- Jan Chryzostom Pasek (1636–1701)
- Wacław Potocki (1621–1696)
- Maciej Kazimierz Sarbiewski (1595–1640)
- Szymon Starowolski (1588–1656)
- Mikołaj Sęp Szarzyński (1550–1581)
- Samuel Twardowski (1600?–1661)

## XVIIIesiècle: Lumières (1740-1822)
La période des Lumières en Pologne correspond au temps du règne de Stanisław August Poniatowski (1764-1795). Certains historiens lient le début symbolique de cette époque avec la publication, en 1760-1763, de l'œuvre en quatre volumes de Stanisław Konarski « De la manière de délibérer efficacement ». Cependant, il est également coutumier dans la littérature sur ce sujet de voir le commencement de la nouvelle ère littéraire dans les années 1740.
Inspirée par les philosophes français et incarnée par les mouvements de classicisme et de sentimentalisme, la littérature polonaise de l'époque se caractérise avant tout par le souci des affaires publiques. Il s'agit de moderniser le pays, en s'appuyant sur les principes d'humanisme et de rationalisme. Les Lumières polonaises initiées et portées par les membres du clergé catholique éclairé, prônent l'esprit moralisateur et rationaliste et accordent une grande importance à l'éducation et à la science. C'est une période où s'opère en Pologne un passage progressif d'une culture élitaire à une culture nationale et populaire.
La réforme du système d'éducation, entamée par le prêtre piariste Stanisław Konarski (1700-1773) avec la fondation en 1740 du Collegium Nobilium destiné à former les élites de la nation, s'étend sur les autres établissements scolaires. Elle a pour but l'instruction du citoyen polonais, cultivant son esprit critique et conscient de ses devoirs et de son rôle dans le développement social, économique et culturel de sa patrie. En 1747, les évêques Andrzej et Józef Załuski ouvrent à Varsovie la première bibliothèque publique. En 1765, le roi Stanisław August fonde l'Académie du corps des cadets de la noblesse.
Le monarque favorise aussi l'essor des arts, des sciences et de l'industrie. Il est secondé dans ses efforts par les savants et scientifiques ecclésiastiques : Stanisław Konarski, Hugo Kołłątaj (1750- 1812), Stanisław Staszic (1755-1826) et Franciszek Jezierski (1740-1791). Chaque jeudi, le roi, s'entoure de politiques, de poètes, de journalistes et d’écrivains. Ses dîners culturels, les fameux jeudis du roi, inspirés par les salons parisiens, aboutissent à la publication du premier magazine littéraire polonais Jeux savants et agréables. Aussi le périodique socio-politique Monitor, cofondé en 1765 par le jésuite Franciszek Bohomolec (1720-1784), contribue à façonner l'opinion publique dans l'esprit des réformes. De nombreux journaux savants et gazettes voient le jour à cette période.
L'année 1765 voit également la création du premier théâtre public. À son inauguration le 19 novembre 1765, les acteurs polonais interprètent Les importuns, la comédie de Józef Bielawski, librement adaptée des Fâcheux de Molière. Cette première scène nationale permanente devient, sous la direction de Wojciech Bogusławski (1757-1829), une école du goût artistique mais aussi un instrument d'éducation morale, civique et patriotique. Le succès de ce théâtre incite les aristocrates polonais, pétris de culture française, à créer dans leurs palais des théâtres privés. À Łańcut, dans le théâtre de la princesse Lubomirska, sont montées en 1792 les Parades de Jan Potocki (1761- 1815). Franciszek Zabłocki (1754-1821), reconnu comme le maître de la comédie polonaise de l'époque des Lumières, crée en 1781, Petit-maître en amourettes, un chef-d’œuvre encore présent dans les théâtres polonais d’aujourd’hui. Il est le seul parmi les dramaturges polonais du XVIIIe siècle, à avoir réussi à appliquer les modèles étrangers à la tradition littéraire polonaise.
Il semble que le premier salon en Pologne, indépendamment de la cour, soit celui tenu par Izabela Czartoryska née Morsztyn (1671-1758). Les salons à la française se tiennent ensuite chez la princesse Barbara Sanguszko au palais de Saxe et chez le prince Adam Czartoryski et sa femme Izabela née Fleming, dans leur résidence du palais Bleu. La princesse Czartoryska fait de son domaine de Puławy à la fois un sanctuaire de la polonité (elle y crée le premier musée national polonais) et un sanctuaire du cosmopolitisme où les tendances artistiques européennes les plus récentes trouvent à s’exprimer. Puławy attire les artistes et devient un centre culturel de première importance qui l'emporte même sur le château royal à Varsovie.
Ainsi, par les écoles et les salons les nouvelles idées politiques se diffusent d'en haut de la société et aboutissent à la création, en 1773, de la Commission de l'éducation nationale, le premier ministère de l’instruction publique en Europe séparé de l'Église, et à la préparation de la Grande Diète (1788-1792) qui proclame le 3 mai 1791 la première constitution du continent européen.
Les belles lettres polonaises du temps de Stanisław August cherchent à allier le beau à l'utile, instruire en amusant et amuser en instruisant. Elles veillent à la pureté et la clarté de la langue. Satire, fable, roman, comédie sont alors les genres littéraires les plus populaires.
L'un des auteurs phares de l'époque est le mondain évêque de Varmie Ignacy Krasicki (1735-1801). Il est créateur du roman moderne et des contes philosophiques en Pologne. Le chef de file du sentimentalisme, Franciszek Karpiński (1741-1825) accorde sa préférence à l'idylle. Il ne manque pas de joyaux rococo dans la poésie de l'évêque Adam Naruszewicz (1733-1796) Stanisław Trembecki (1739-1812), Franciszek Kniaźnin (1750-1807), Józef Szymanowski (1748-1801) et d'autres poètes attachés à la cour royale ou aux cours des magnats où des élégiaques et des poèmes d’amour.
Cependant, les événements dramatiques de l'histoire de Pologne au XVIIIe siècle - les partitions et la disparition de la Pologne en tant qu'État souverain en 1795 - contribuent davantage à créer une littérature civique et patriotique plutôt qu'a favoriser les formes du jeu et du divertissement.
Après la chute de l’insurrection de Kościuszko, les compagnons d’armes de ce dernier s’organisent en légions en Italie et combattent aux côtés des Français de l'armée napoléonienne les ennemis communs. La guerre de 1806-7 et la création par Napoléon du grand-duché de Varsovie avec une armée et une administration polonaises suscitent en Pologne une vague d’enthousiasme qui trouve un vif écho dans les œuvres d’écrivains tels que Kajetan Koźmian (1771-1856) Jan Paweł Woronicz (1757- 1829) ou Marcin Molski (1751- 1822). Malgré la défaite et le nouveau partage des territoires polonais et la création en 1815 du royaume de Pologne subordonné à la Russie, l'épopée napoléonienne rayonnera dans les œuvres de la génération suivante : les romantiques polonais.

### Les auteurs notables
- Wojciech Bogusławski (1757-1829)
- Franciszek Bohomolec (1720–1784)
- Tadeusz Czacki (1765–1813)
- Jakub Jasiński (1759–1794)
- Franciszek Salezy Jezierski (1740–1791)
- Franciszek Karpiński (1741–1825)
- Franciszek Kniaźnin (1750–1807)
- Hugo Kołłątaj (1750–1812)
- Stanisław Konarski (1700–1773)
- Onufry Kopczyński (1736–1817)
- Kajetan Koźmian  (1771-1856)
- Ignacy Krasicki (1735–1801)
- Marcin Molski  (1751- 1822)
- Adam Naruszewicz (1733–1796)
- Julian Ursyn Niemcewicz (1758–1841)
- Józef Maksymilian Ossoliński (1748 -1826)
- Jan Potocki (1761-1815)
- Stanisław Staszic (1755-1826)
- Józef Szymanowski (1748-1801)
- Stanisław Trembecki (1739–1812)
- Maria Wirtemberska (1768 -1854)
- Jan Paweł Woronicz (1757- 1829)
- Franciszek Zabłocki (1754–1821)

## XIXesiècle: Romantisme (1822-1864)
L'année 1822 marque symboliquement le début du courant romantique en Pologne. C'est l'année de la publication des premiers poèmes d’Adam Mickiewicz (1798-1855), le chef de file du romantisme polonais et l’un des fondateurs de la littérature polonaise moderne. Ses Ballades et romances (1822) sont considérés comme le manifeste du romantisme polonais. En raison des circonstances historiques polonaises spécifiques - le pays est soumis à la domination étrangère tout au long du XIXe siècle - le romantisme polonais est un appel à la lutte pour la liberté et l’indépendance. Ainsi, l’insurrection de 1830-31 est son point culminant, tandis que l'échec du soulèvement de 1863-64 marque sa fin. C’est l’époque où le génie poétique polonais atteint son apogée.
Le romanisme polonais prend ses racines dans le mouvement littéraire des Lumières appelé sentimentalisme, qui rompt déjà avec l'esthétique du classicisme en s'opposant à la toute-puissance de la raison et en proclamant la supériorité des sentiments. La rébellion romantique contre le rationalisme et ses règles exalte l’intuition, l'imagination et l'originalité. En 1818, Kazimierz Brodziński (1791-1835) publie le fameux traité Sur le classicisme et le romantisme où il présente comme romantique tout ce qui n'est pas classique : Madame de Staël, Friedrich Schiller, Friedrich Schlegel, Shakespeare. De même, le jeune Mickiewicz voit dans Shakespeare, Schiller et Byron les précurseurs du romantisme contemporain. Selon lui, ce dernier « en ranimant les images par les sentiments a créé un nouveau genre de poésie où l'esprit passionnel transparaît dans les traits sensuels de l'imagination. » Les classiques réagissent de manière virulente en critiquant sévèrement l’irrationalisme et la fascination par la culture « basse ».
Pour les romantiques polonais, la littérature est une forme de manifestation de la conscience nationale. Tout en célébrant l’affirmation de l’individu, ils sont en quête de l’identité d’un peuple privé d'État, qui se forme alors non pas en référence à une citoyenneté, mais par le sentiment d'appartenance à un ensemble symbolique de références historiques, de lieux de mémoire, et œuvres littéraires.
Le souvenir du passé commence à dominer dans la vie culturelle du pays presque au lendemain de l’effondrement de l’État en 1795, et les premiers romantiques polonais : Adam Mickiewicz, Seweryn Goszczyński (1801-1876), Tomasz Zan (1796-1855) et Maurycy Mochnacki (1803-1834) continuent cette exploration du passé et des traditions populaires qui apparaissent à leurs yeux comme le creuset et le conservatoire de l'identité nationale. Deux ouvrages de Mickiewicz sont particulièrement révélateurs de cet historicisme romantique : Grażyna (1823) et Konrad Wallenrod (1828). Ce dernier poème présente le drame moral du révolté solitaire, servant la collectivité en dehors d’elle et apparemment contre ses intérêts.
D'autres artistes romantiques qui débutant dans les années 1820 et 1830 sont Józef Bohdan Zaleski (1802-1886), Antoni Malczewski (1793-1826), Maurycy Gosławski (1802-1834), Ludwik Nabielak (1804-1883), Józef Korzeniowski (1797-1863), Aleksander Fredro (1791-1876) et Zygmunt Krasiński (1812-1859).
Mickiewicz délaisse ses héros révolutionnaires après la défaite de l'insurrection dite de novembre. Désormais il exaltera la mission collective des Polonais dans le devenir de l’humanité. Les répressions qui s'ensuivent en 1831 poussent des milliers de Polonais à l'exil, qui sont alors très nombreux à s'installer en France. Ils y trouvent un climat favorable, à la fois culturel et politique, et les plus grands chefs-d'œuvre de la littérature polonaise naissent à Paris, au sein de ce que l'on appelle la Grande Emigration. Ceux qui restent au pays sont privés de moyens culturels et brimés par la censure et se livrent à des activités clandestines. Certains comme Józef Ignacy Kraszewski sont emprisonnés, mais il y en a aussi qui se réconcilient avec la nouvelle situation politique et, par opportunisme, collaborent avec les occupants (Zygmunt Kaczkowski, Henryk Rzewuski).
Publié en 1834 à Paris, l'épopée lyrique Messire Thadée de Mickiewicz devient aussitôt le catéchisme national polonais. Dans cette œuvre majeure de la littérature polonaise, l'auteur idéalise la vie au manoir nobiliaire, exalte l'héroïsme de ses habitants qui rejoignent l'armée napoléonienne, et présente l'avenir de la Pologne comme le développement des valeurs organiques de l’esprit national conservées dans la tradition. Messire Thadée synthétise toutes les idées chères au grand poète : l'Esprit de la nation incarnée par le peuple, la conquête de la Liberté portée par l'élan de solidarité, le pluralisme culturel, la ferveur chrétienne et patriotique. Il transforme sa nostalgie du pays en vision prophétique où la grandeur et la nécessité du national est synonyme de l’universel. Son drame Les Aïeux (1822 et 1832), qui voit le jour à la même époque, offre une vision du peuple dépossédé de son autonomie, en lutte permanente pour préserver son identité. Mickiewicz y définit le rôle de l'artiste comme guide spirituel et porte-parole de la nation opprimée. Cependant, sa vision du théâtre est tellement novatrice - rhapsodique, historique, évoquant les mouvements de masses et l’action des hommes confrontés à l’action des esprits - qu'elle ne peut pas s'incarner de son vivant. Les Aïeux fonctionne surtout comme une œuvre poétique. La première mise en scène de cette pièce n'a lieu qu'en 1901 et est l'œuvre d'un autre géant de la littérature polonaise : Stanisław Wyspiański.
Juliusz Słowacki (1809-1849) est un autre grand chef spirituel de la nation polonaise et rival lyrique de Mickiewicz. Dans son messianisme romantique, il exprime l’idée qu’à travers l’Histoire, l’humanité, et en particulier la nation polonaise, doit se perfectionner pour tendre à l’idéal divin par la souffrance, le sacrifice et l’engagement. Il croit que le rôle de la poésie est de conserver et de transmettre aux générations futures la foi dans la patrie et dans ses valeurs traditionnelles. Il est auteur des pièces : Horsztynski, Mazepa, Beatrix Cenci, Lilla Weneda, Mazepa, Le rêve d'argent de Salomea, Abbé Marek. Cependant ses deux plus grands chefs-d’œuvre dramatiques sont : Kordian (1834), une pièce autobiographique conçue comme une réplique aux Les Aïeux de Mickiewicz et Balladyna qui abonde en réminiscences littéraires, surtout de Shakespeare. Mais c'est Beniowski (1841) qui lui apporte la notoriété. Ce poème évoque à la fois la Hongrie, la Pologne, la Sibérie, la France et l’île de Madagascar, et unit tout un monde d’aventures, de récits pittoresques, de digressions historiques, philosophiques et esthétiques, de réflexions personnelles et même d’invectives. À l'opposé dans le ton, le poème Anhelli écrit en beaux versets bibliques est un tableau lugubre de la vie des déportés polonais dans une Sibérie stylisée. C’est aussi une allusion claire au sort des émigrés polonais de France, avec leurs misères, leurs divisions, leurs querelles. Mortellement malade, Słowacki compose encore deux œuvres d’importance : Genèse par l’Esprit, en prose rythmée, qui présente l’histoire du monde comme une suite d’incarnations de l’Esprit qui, au milieu des vicissitudes et de la douleur, tend à la perfection et y entraîne individus et peuples; et le Roi-Esprit, qui est l’histoire symbolique de la future Pologne où le même Esprit travaille à délivrer « son âme angélique de son crâne grossier ».
Zygmunt Krasiński (1812-1859) est le troisième barde-prophète de la nation. Les œuvres qui assurent sa renommée sont surtout les drames poétiques : Comédie Non-Divine (1835) et Irydion (1836) et les poèmes Avant-l’aube (1843) et Psaumes de l’avenir (1845-1848). Toutes sont consacrées au thème de la souffrance et du sacrifice, de l’espoir historique possible et de la révolution comme la pire des solutions aux maux de l’Histoire, car toute action par la violence, par la lutte armée, est un mal qui engendre le mal. Pessimiste, Krasiński voit le monde sans amour, mu par la violence et les ambitions personnelles, où seule l’incarnation de l’esprit chrétien dans l’Histoire peut ouvrir une perspective d’espérance. Il décrit aussi l’écroulement de l'Église enfermée sur sa doctrine face aux problèmes du monde. Il idéalise le martyre de la Pologne, « Christ des nations », et croit dans sa mission rédemptrice de la nation polonaise qui par sa pacifique souffrance contribuera à la rédemption morale de l’humanité.
Considéré souvent comme le quatrième poète-prophète, Cyprian Kamil Norwid (1821-1883) vit dans la misère et, contrairement à ses confrères, il ne connait la gloire qu'à titre posthume. Son esprit novateur, sa philosophie et la profondeur de sa pensée ne sont pas compris par ses contemporains. Fasciné par la personnalité et l’art de Chopin, il lui consacre plusieurs œuvres, telles que Promethidion (1851), Fleurs Noires (1856), Le Piano de Chopin (1865).
Ainsi, paradoxalement, les monuments de la littérature polonaise naissent dans l'exil, fruits de la nostalgie des poètes qui ne connaissent pas la lutte armée.
Dans la Pologne occupée, c'est bien la poésie combattante qui domine. Elle exalte le sentiment patriotique et pousse à résister à l’envahisseur. Elle est l'œuvre des poètes-soldats qui participent au soulèvement de novembre de 1830 : Seweryn Goszczyński (1801-1876), Wincenty Pol (1807-1872), Lucjan Siemieński (1807-1877), Konstanty Gaszyński (1809-1866); puis à celui du Printemps des Peuples : Ryszard Berwiński (1819-1879), Kornel Ujejski (1823-1897), Teofil Lenartowicz (1822-1893) et enfin à l'insurrection de Janvier 1863. Certains comme Gustaw Ehrenberg (1818-1895) connaissent la déportation en Sibérie, d'autres comme Mieczysław Romanowski (1833-1863) trouvent la mort sur un champ de bataille. Des anciens insurgés tels Konstanty Gaszyński (1809-1866), Stefan Garczyński (1805-1833), Michał Czajkowski (1804-1886), Zygmunt Miłkowski (1824-1915) et Maurycy Mochnacki (1803-1834) continuent à lutter en exil.
La poésie pastorale d'inspiration populaire de Władysław Syrokomla (1823-1862) et Teofil Lenartowicz (1822-1893) chante le peuple et son labeur dans la campagne polonaise.
Le romantisme polonais est surtout l'œuvre des poètes et des dramaturges. Le roman polonais est encore à ses débuts et il vivra pleinement sa consécration avec la génération suivante. Cependant Józef Ignacy Kraszewski (1812-1887), l'un des écrivains les plus prolifiques de l'histoire de la littérature polonaise, prépare déjà le terrain aux romanciers positivistes. Son travail est impressionnant non seulement numériquement mais aussi en raison de sa diversité thématique. De ses romans historiques qui se fixent pour but de "préserver la conscience morale par l’illumination du passé" les plus notables sont : Conte Ancien, Ulana et la trilogie du temps des rois de Saxe : Comtesse Cosel, Brühl et De la guerre de Sept Ans. Il convient également de noter ici la production romanesque de Henryk Rzewuski (1791-1866), auteur de très populaires Souvenirs de Soplica (1839) admirés pour ses évocations nostalgiques de la vie dans la vieille Pologne, Narcyza Żmichowska (1819-1876) et Zygmunt Miłkowski (1824-1915).
Les pièces de théâtre d'Aleksander Fredro (1791-1876) constituent un phénomène à part. Sa vision de l’amour heureux tranche nettement avec les préoccupations nationales de son époque et la vision de l’amour romantique présent chez ses contemporains. Ce vétéran de l’armée napoléonienne vit retiré sur ses terres et écrit des comédies qui s'inscrivent dans la continuation de la tradition polonaise du XVIIIe siècle. Prisées par le public, fustigées par la critique pour son manque d'engagement patriotique, ses œuvres finement écrites font rire et fustigent avec une malice bienveillante les vices et la sottise de ses compatriotes. Fredro manie l’humour, le comique de situation, sans aucun but didactique et dans un dénouement de l’intrigue toujours heureux. L’Empoignade, Monsieur Jowialski, Les Vœux d'une jeune fille, Les Dames et les Hussards, Mari et femme sont ses comédies les plus célèbres et lui valent d’être salué comme le « Molière polonais ».
Mystiques et prophétiques, trois œuvres-phares du théâtre romantique polonais : Les Aïeux d'Adam Mickiewicz, Kordian de Juliusz Słowacki et La Comédie non-divine de Zygmunt Krasiński, toutes écrites en exil et publiées à Paris (1832-35), sont une profession de foi de toute une génération et leurs héros - toujours poètes - voient leur malheur personnel transfiguré par le malheur national. Sur le plan formel, ces drames porteurs de l'espoir et de la promesse d'une renaissance, se caractérisent par une composition dépourvue d'unité, où les parties dialoguées alternent avec des parties lyriques et la prose avec des vers irréguliers et changeant de mètre. Ce héros romantique polonais, qui après avoir victorieusement résisté à la tentation de l’individualisme, s’engage corps et âme pour la cause nationale et devient chef de file de la lutte pour l’indépendance, est une des figures qui marquent durablement la littérature polonaise depuis le XIXe siècle. Tantôt érigé en règle à suivre, tantôt décrié comme entrave à la liberté créatrice de l’artiste, il continue à être présent dans la littérature polonaise du XXe   et   XXIe siècle.

### Les auteurs notables
- Ryszard Berwiński (1819-1879)
- Kazimierz Brodziński (1791–1835)
- Michał Czajkowski (1804-1886)
- Gustaw Ehrenberg (1818–1895)
- Aleksander Fredro (1791–1876)
- Konstanty Gaszyński (1809-1866)
- Antoni Górecki (1787–1861)
- Maurycy Gosławski (1802-1834)
- Seweryn Goszczyński (1801–1876)
- Klementyna Hoffmanowa (1798–1845)
- Zygmunt Krasiński (1812–1859)
- Józef Ignacy Kraszewski (1812–1887)
- Teofil Lenartowicz (1822–1893)
- Antoni Malczewski (1793–1826)
- Adam Mickiewicz (1798–1855)
- Zygmunt Miłkowski (1824-1915)
- Maurycy Mochnacki (1803–1834)
- Ludwik Nabielak (1804-1883)
- Cyprian Kamil Norwid (1821–1883)
- Wincenty Pol (1807-1872)
- Józef Korzeniowski (1797-1863),
- Henryk Rzewuski (1791-1866),
- Lucjan Siemieński (1807-1877)
- Juliusz Słowacki (1809–1849)
- Władysław Syrokomla  (1823-1862)
- Kornel Ujejski (1823–1897)
- Józef Bohdan Zaleski (1802–1886)
- Tomasz Zan (1796–1855)
- Narcyza Żmichowska (1819-1876)

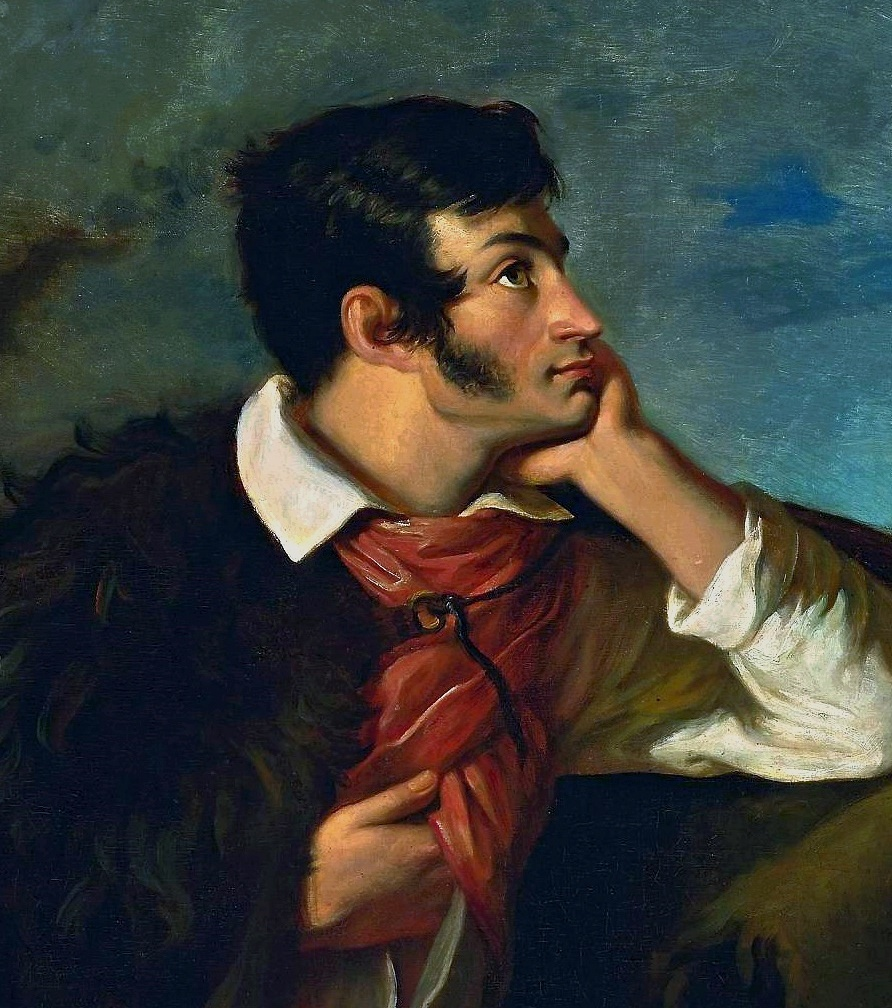
Adam Mickiewicz
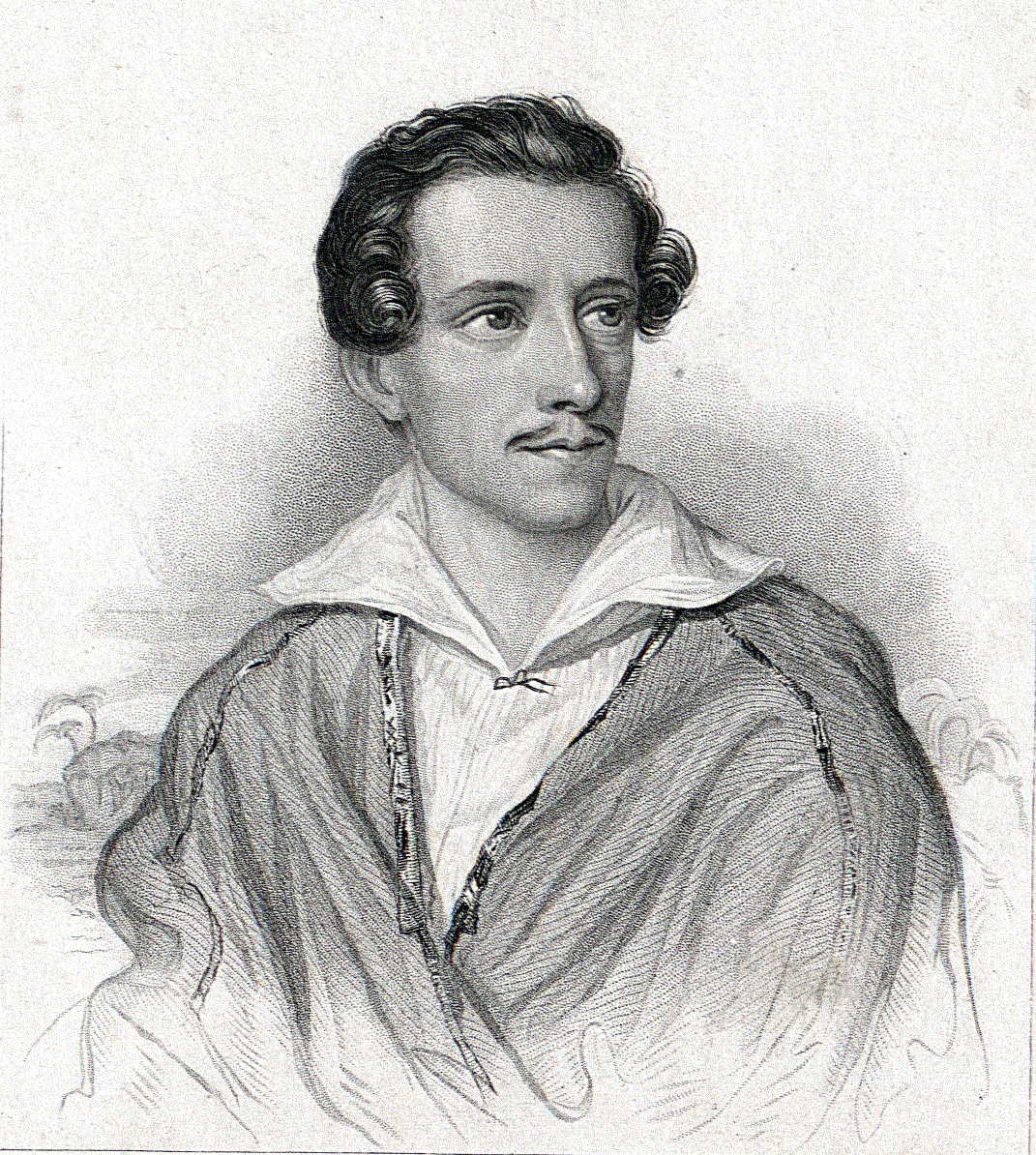
Juliusz Słowacki
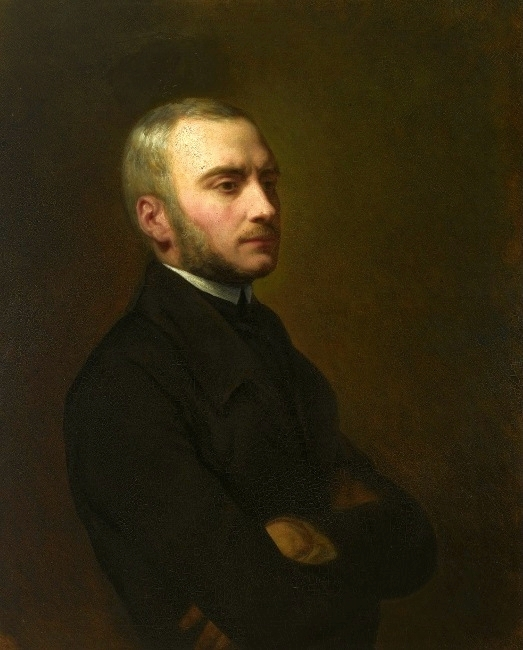
Zygmunt Krasiński
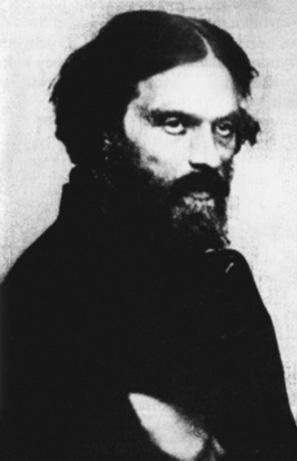
Cyprian Kamil Norwid
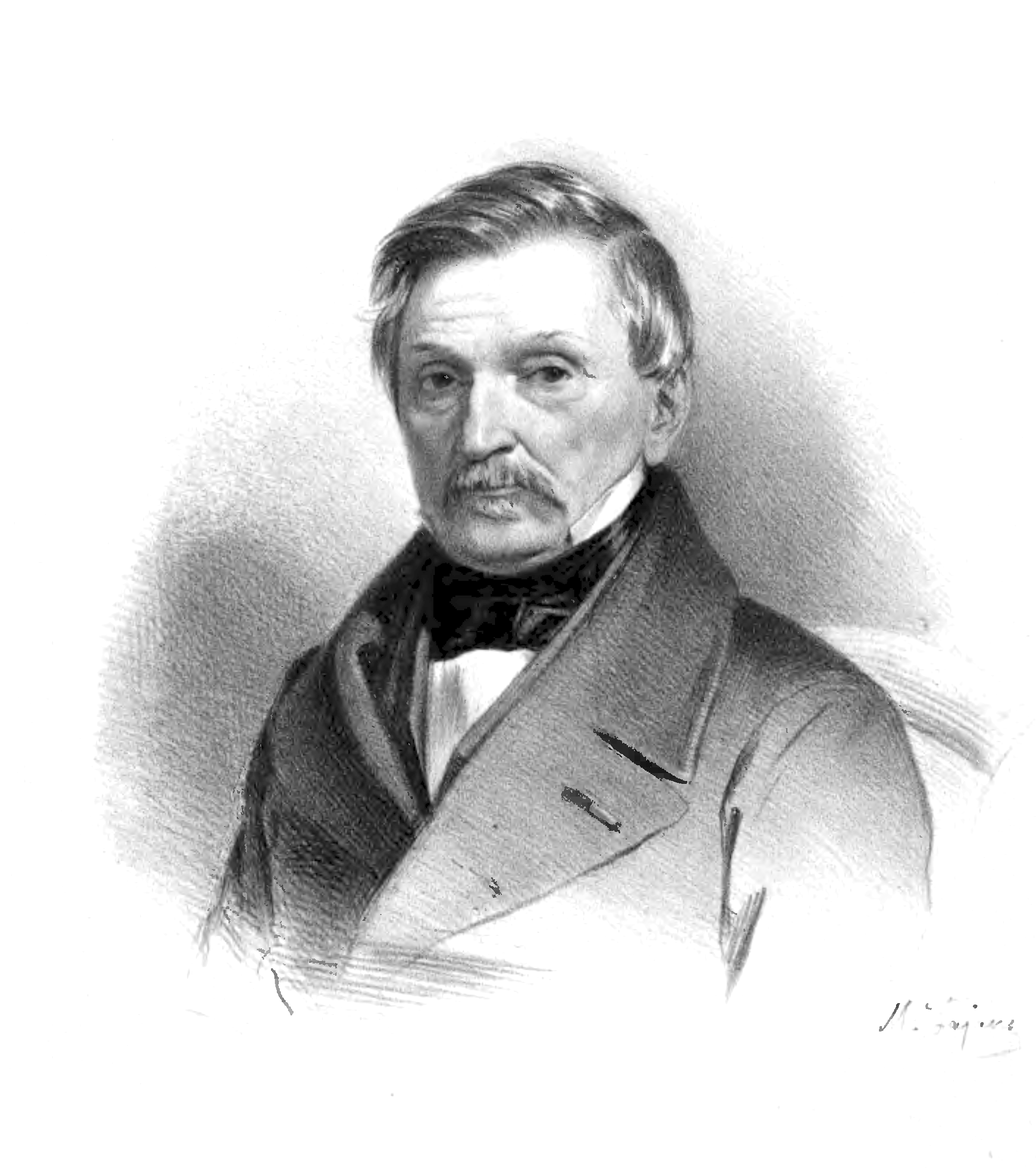
Aleksander Fredro

## XIXesiècle: Positivisme (1864-1890)
La défaite de l’insurrection de 1863-1864 compromet les rêves messianiques et romantiques des Polonais. Elle entraîne également une terrible répression tsariste. Une nouvelle vague d’environ 10 000 réfugiés rejoint les immigrés polonais déjà installés en France et en Angleterre après l'échec de l'insurrection de 1830-1831. Arrestations, confiscations et déportations en Sibérie touchent plusieurs milliers de personnes. L’autonomie du royaume de Pologne, rebaptisée "pays de la Vistule", est supprimée, les écoles sont russifiées. L’Église catholique, coupée de Rome et régie par un collège depuis Saint-Pétersbourg, subit des persécutions. Toutes formes d’associations, outre celles à caractère purement économique, sont interdites. La censure et l'interdiction de la presse font que la vie intellectuelle polonaise se déroule désormais dans la conspiration. Dans la zone d'occupation prussienne (puis allemande après l’unification des pays germaniques), Bismarck mène une violente politique de germanisation. Les Allemands occupent peu à peu la plupart des postes dans l’administration et dans l’enseignement. Des noms et des prénoms polonais, ainsi que des noms de lieux sont germanisés. En raison du Kulturkampf, l’Église polonaise perd ses prérogatives, telles que la formation et la nomination des prêtres ou le contrôle des écoles. Les Polonais sont poussés à vendre leurs terres, confiées à une Commission de colonisation.
Cette situation amène la nécessité d'élaborer un nouveau modèle de littérature nationale. La banqueroute du romantisme politique et le besoin d'assurer la survie de la nation polonaise tant sur le plan spirituel qu'économique, décide la nouvelle génération d'écrivains à abandonner les idéaux d'une lutte armée, vouée à l'échec devant la puissance militaire des occupants, et à mettre en place un programme de résistance sociale. Ce programme de l'humanisme militant passe dans l'histoire sous le nom de positivisme. Cependant le cadre temporaire comme le nom de ce nouveau courant littéraire font toujours débat. Ses idéologues eux-mêmes (par exemple Piotr Chmielowski) reconnaissent qu'ils utilisent cette appellation puisque le début de leur action coïncide avec le développement du positivisme en tant que philosophie en Europe. Les termes : réalisme et naturalisme sont également utilisés pour décrire la littérature polonaise des années 1870 et 1880.
Après le soulèvement de janvier 1863, le « Paris polonais » cesse de jouer un rôle idéologique et le centre de la culture polonaise revient en Pologne occupée. La principale offensive dans cette lutte pacifique est menée par les élèves de l’éphémère Ecole Principale de Varsovie (1862-1869) et leur champ de bataille est la presse. C'est le journal Przegląd Tygodniowy (Revue Hebdomadaire) qui devient la tribune des jeunes, bientôt suivi par d'autres. L'époque connait un essor spectaculaire de la presse populaire et, avec elle, de nouvelles formes d'expression journalistique. Onze quotidiens, plusieurs hebdomadaires et deux revues mensuelles à caractère scientifique qui paraissent alors à Varsovie réservent chacun une place de choix au roman-feuilleton qui gagne ainsi un public de plus en plus large. Les chroniques de Bolesław Prus (1847-1912), de Jan Lam (1838-1886) et d'Aleksander Świętochowski (1849-1938) deviennent des classiques du genre et contribuent à la renommée littéraire de ces journalistes. Henryk Sienkiewicz (1846-1916) est chroniqueur pour Gazeta Polska (Gazette Polonaise) où il débute avec ses Lettres d'Amériques.
En 1871, Świętochowski, le chef de file des positivistes, publie son fameux manifeste Nous et Vous où il condamne le « romantisme révolutionnaire », l'irresponsabilité de l'irrédentisme et ses effets néfastes, et milite pour le progrès. Inspirés par la philosophie scientifique et matérialiste occidentale - les œuvres de John Stuart Mill, Henry Spencer, Henry Thomas Buckle, Hippolyte Taine, Charles Darwin ou encore Ernest Renan sont largement diffusées et commentées - les jeunes auteurs concluent que le corps social polonais est malade et que seul le développement organique, harmonieux et solidaire de toutes les couches sociales peut aboutir à une réelle renaissance de la nation. La reconquête de la liberté doit passer par la refonte de la société par le travail, par l’évolution sociale et par la puissance économique.
La littérature positiviste polonaise s'appuie sur les sciences et met en avant l'expérience. Elle se veut réaliste, utilitaire et attentive à la justice sociale. Elle défend l’idée de la résistance économique et culturelle par le biais du "travail organique", c'est-à-dire à la base de la société, auprès des classes les plus démunies : généralisation d'instruction, égalité des droits, intégration des minorités, émancipation des femmes, éducation scientifique, réformes agraires. La prose narrative, surtout les nouvelles et le roman, supplantent les genres poétiques et dramatiques. La place dévolue aux bardes romantiques, visionnaires et guides spirituels, est désormais occupée par des écrivains qui se considèrent comme un maillon de la société, œuvrant modestement à l'amélioration du quotidien de leurs compatriotes opprimés. Leurs méthodes, empruntées à celle des savants, servent le même objectif : l’approfondissement du savoir humain et l'aboutissement d'une société nouvelle.
Dans un premier temps, le postulat de l'utilitarisme réduit l'œuvre littéraire à sa fonction didactique, mais rapidement l'artistique l'emporte. Les auteurs dépeignent la misère des classes populaires avec réalisme et une émotion retenue. Ils dénoncent l'injustice, sensibilisent au sort des enfants, femmes, minorités et présentent des modèles éthiques à suivre. Cette direction est réalisée principalement en prose : dans les romans d'Eliza Orzeszkowa (1841-1910) Monsieur Graba et Marta, des textes satiriques de Henryk Sienkiewicz (1846-1916) Les Humoresques de Worszałła ou les écrits de Michał Bałucki (1837-1901) Un lopin de terre et Plus haut.
Le positivisme s'avère l'âge d'or de la nouvelle polonaise dans laquelle excellent : Bolesław Prus (1847-1912) avec Antek, Michałko, Katarynka, le Gilet, Le Reflux, Henryk Sienkiewicz (1846-1916) avec Esquisses au fusain, Mémoires d'un précepteur de Poznan, Janko le musicien, Pour du pain, Bartek le vainqueur, Gardien de phare, Eliza Orzeszkowa (1841-1910) : Image des années de la faim, Samson le Fort, Gedali, Donnez-moi une fleur, Tadeusz, A...B...C, Gloria victis et Maria Konopnicka (1842-1910) : Mendel Gdański, Notre vielle jument, Miséricorde de la commune, Fumée, Images des prisons.
C'est également l'époque d'un véritable triomphe du roman historique et social, nourri des travaux menés dans les diverses sciences sociales et en Histoire, qui acquiert alors un vrai statut scientifique. Le premier roman d'inspiration naturaliste polonais, publié en 1883, est L'Avant-poste de Bolesław Prus (1847-1912), un des meilleurs romanciers du positivisme polonais. Il dépeint un paysan polonais, obstinément attaché à son lopin de terre qu'il refuse de vendre aux colons allemands. Son sens d’observation, le talent à brosser des portraits réalistes et son humour plein de tendresse se révèlent pleinement dans les deux plus grandes œuvres de Prus : La Poupée (1887-1889), une grande fresque de la société polonaise de l’époque, et Pharaon (1897) qui décrit la politique de puissance et la solitude du pouvoir sur le fond de l'Égypte ancienne. Les deux romans ont un tel succès que Prus est proposé au Prix Nobel de littérature.
L'œuvre d'Eliza Orzeszkowa (1841-1910) se range résolument du côté des faibles et des opprimés : les femmes, les paysans et les Juifs. Son roman Meir Ezofowicz (1878) raconte les relations conflictuelles entre Juifs orthodoxes et modernes, tandis que dans Au bord du Niemen (1878), son livre le plus abouti, la romancière revient sur les événements tragiques du soulèvement de 1863. Elle évoque la question de fidélité à sa terre natale, les combattants tombés au nom de la liberté et leur rôle dans la prise de conscience patriotique de ceux qui ne se sont pas battus mais ont subi les conséquences de la répression.
Si le réalisme - compris comme mimesis de la réalité - influence la majorité des écrivains polonais, ces derniers n'acceptent pas les postulats du naturalisme et jugent son pessimisme dangereux pour le moral des Polonais, dans un contexte politique déjà difficile. Ils craignent que la conviction que la Nature et l’Histoire sont amorales puisse mener à des conclusions fatalistes quant au sort de la Pologne et provoquer un pessimisme encore plus grand parmi les lecteurs en quête d'espoir. C’est pourquoi, les écrivains polonais, même s’ils ont recours aux techniques propres aux romans naturalistes, se distancient de l'idéologie naturaliste.
Le roman historique joue un rôle particulièrement important dans le "réconfort des cœurs polonais". Son doyen Józef Ignacy Kraszewski est actif jusqu'en 1887, mais c'est Henryk Sienkiewicz, le prix Nobel de littérature de 1905 qui en deviendra un véritable maître, aimé et admiré de tous. Évoquer le passe glorieux est sa manière de lutter contre l'oppression, et des générations de Polonais grandiront sous l'emprise des récits vibrants de sa trilogie : Par le fer et par le feu (1883-1884), le Déluge (1886) et Messire Wołodyjowski (1887-1888), ainsi que de son roman l'Ordre Teutonique. Cependant c'est le monumental Quo vadis? (1895-1896) sur le martyre des premiers chrétiens, non sans parallèle avec le martyre subi par ses compatriotes, qui lui vaut une renommée mondiale.
Si le temps est jugé "peu poétique", il voit tout de même naître deux grands talents lyriques : Adam Asnyk (1838-1901) auteur de poèmes érotiques et du recueil des sonnets Au-dessus des profondeurs, et Maria Konopnicka (1842-1910) dont la grande épopée paysanne Monsieur Balcer au Brésil (1910) retrace l'émigration polonaise en Amérique. Les Tableaux en vers de la poétesse, décrivant la misère des classes opprimées, la déchéance des femmes séduites, la situation tragique des chômeurs et des enfants mourant de faim dans la rue, sont également devenus un modèle du genre.
Des écrivains qui font leurs débuts après 1880 rejettent le caractère tendancieux de la littérature positiviste et proclament la nécessité de l'objectivité artistique. Les pionniers de la nouvelle direction sont Antoni Sygietyński (1850-1923) avec son roman Sur les rochers de Calvados et Adolf Dygasiński (1839-1902), professeur de biologie et darwiniste convaincu, auteur de nouvelles et de romans, consacrés à la vie des animaux: Le Lièvre, Ce qui se passe dans les nids.
Vers la fin du XIXe siècle, le programme positiviste connait une crise et les écrivains issus de ce mouvement mettent en scène des personnages déçus, perdus, désemparés, en quête du sens de l'existence. C'est le cas Des Émancipées de Bolesław Prus, des nouvelles du recueil Les Mélancoliques d'Eliza Orzeszkowa et du roman psychologique Sans dogme de Henryk Sienkiewicz.
La période proprement positiviste ne dure qu'une vingtaine d'années et dans des conditions politiques extrêmement dures. Cependant, ses résultats dans le domaine économique et culturel créent les fondations solides de la culture polonaise moderne, en réalisant une synthèse du projet rationnel et universel de la société des Lumières avec l'aspect culturel national développé par la littérature romantique.
L'époque voit un développement spectaculaire de toute forme d'expression journalistique mais aussi scientifique, alliant la méthode analytique avec des valeurs indéniablement littéraires comme en témoignent les ouvrages historiographiques de Karol Szajnocha, Władysław Łoziński ou encore Kazimierz Chłędowski.

### Les auteurs notables
- Adam Asnyk (1838–97)
- Michał Bałucki (1837–1901)
- Edmund Chojecki (1822–99)
- Adolf Dygasiński (1839–1902)
- Maria Konopnicka (1842–1910)
- Jadwiga Łuszczewska (1834–1908)
- Julian Ochorowicz (1850–1917)
- Eliza Orzeszkowa (1841–1910)
- Bolesław Prus (1847–1912)
- Henryk Sienkiewicz (1846–1916)
- Antoni Sygietyński (1850–1923)
- Aleksander Świętochowski (1849–1938)

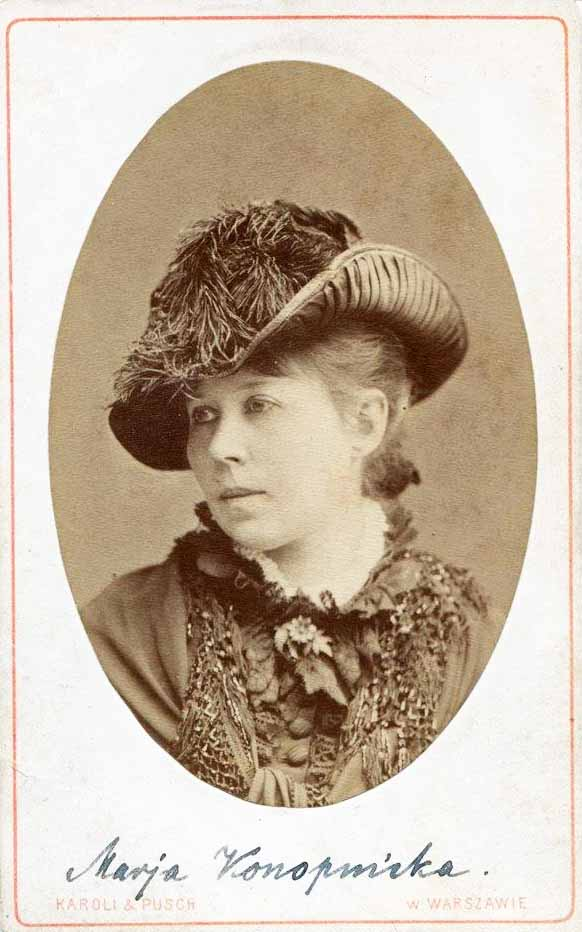
Maria Konopnicka
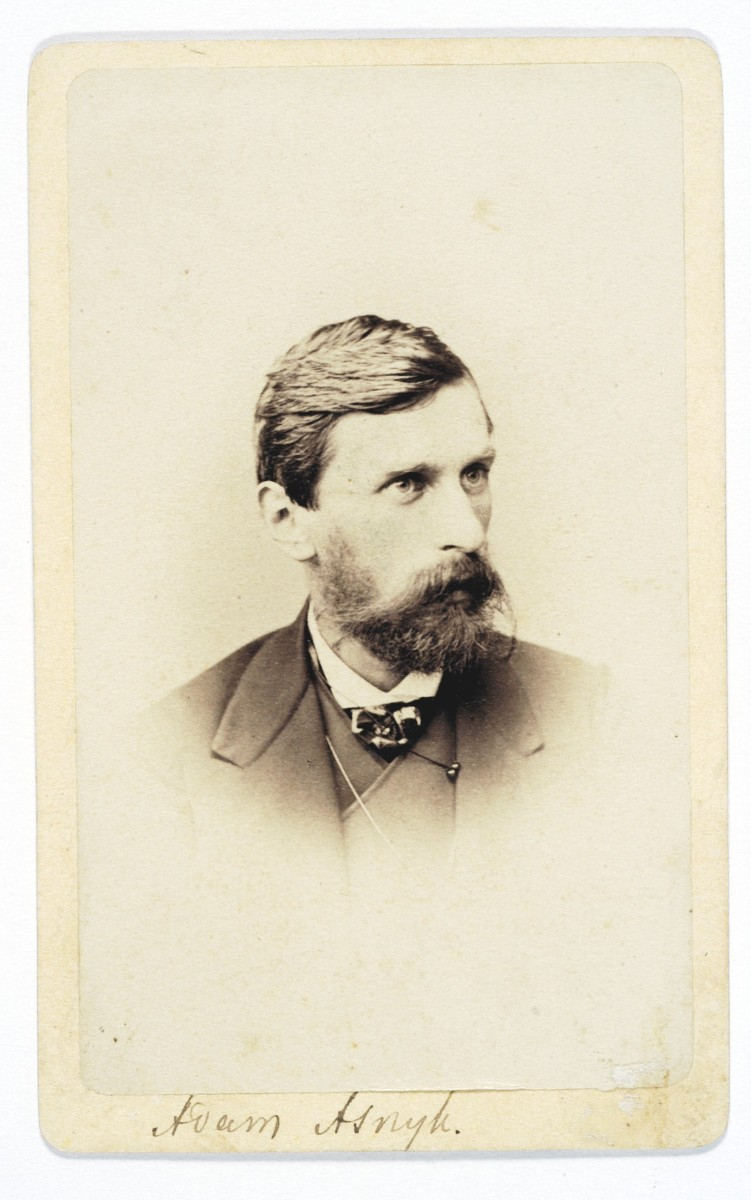
Adam Asnyk
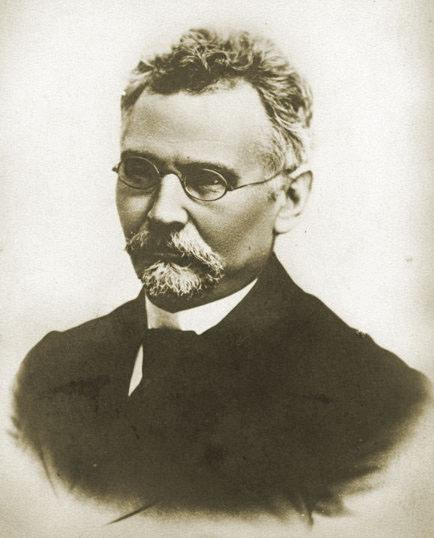
Boleslaw Prus
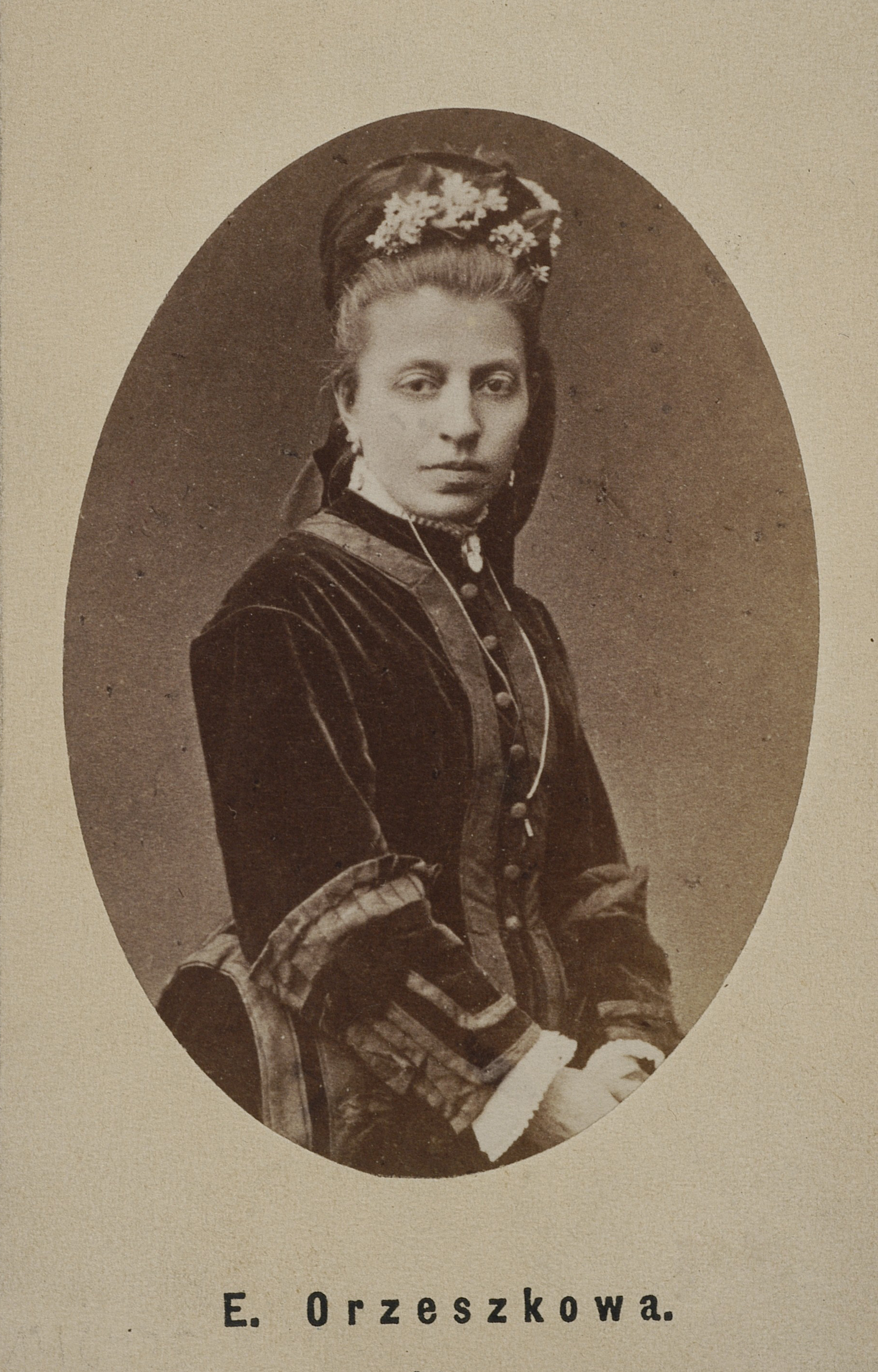
Eliza Orzeszkowa
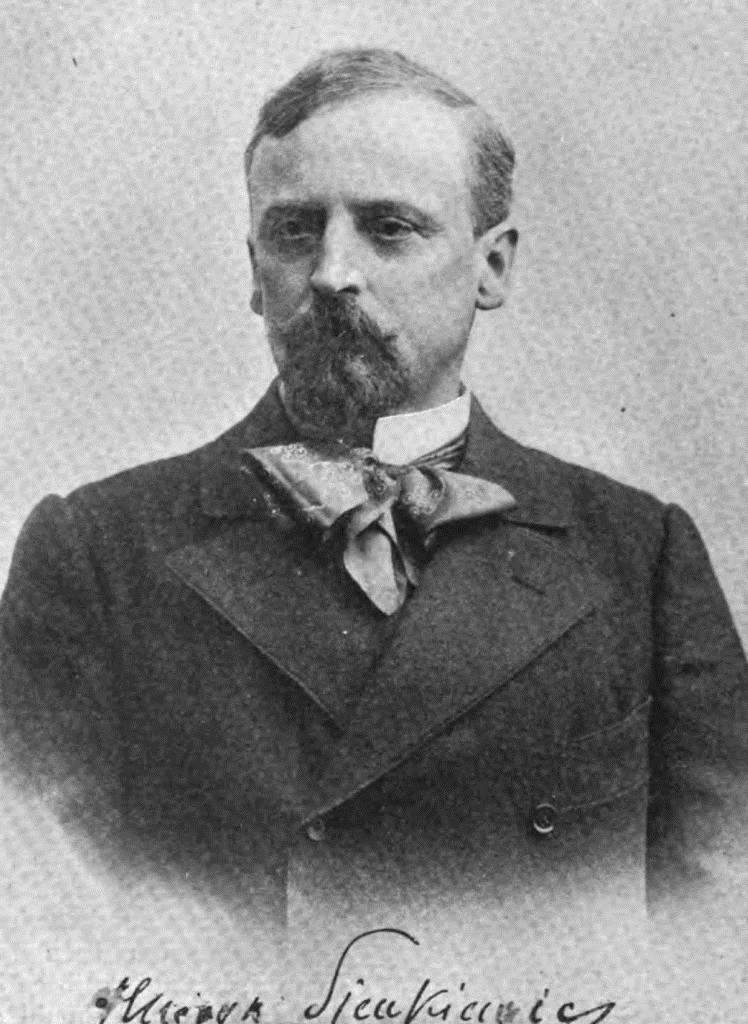
Henryk Sienkiewicz

## XIXesiècle: Jeune Pologne (1891-1918)
1891, année de la publication du premier recueil des poèmes de Kazimierz Przerwa-Tetmajer (1865-1940) marque le début symbolique du courant moderniste de la Jeune Pologne, bien que des tendances réalistes persistent et produisent encore des chefs-d'œuvre tels que le célèbre roman de Bolesław Prus Pharaon paru en 1891. Les représentants de la jeune génération se dressent contre le rationalisme, la croyance au progrès et l'utilitarisme de leurs aînés. Ils rejettent l'idée d'un monde privé de mystère et cherchent à découvrir une transcendance, un au-delà du réel et des sens. Comme les romantiques avant eux, les jeunes professent la supériorité des sentiments et des émotions sur la raison. Ils célèbrent l'individu et sont convaincus de la place particulière de l'art et de l'artiste au sein, voire au-dessus, de la société. Cependant, contrairement aux romantiques, ils entendent libérer l'artiste de tout engagement moral. Ce dernier ne doit obéir qu'à son instinct et ne poursuivre que son propre élan créatif. L'Art n'a aucune fin, il est sa propre fin.
Les artistes polonais voyagent beaucoup et participent au climat d'intense effervescence artistique qui règne alors dans les principaux foyers européens à Munich, Vienne, Saint-Pétersbourg et Paris où se mélangent divers courants de : modernisme, décadentisme, symbolisme, expressionnisme, néo-romantisme, impressionnisme et catastrophisme. C'est à Cracovie et à Lwów, dans la zone d'occupation autrichienne - où la répression est moins forte que celle sous le joug russe et prussien - que le mouvement de la Jeune Pologne se développe le plus. Sa principale tribune est d'abord la revue littéraire et artistique Życie (La Vie), éditée à Cracovie de 1897 à 1900 et dont Stanisław Przybyszewski (1868-1926) est le rédacteur en chef, et ensuite Chimera (La Chimère) dirigée par Zenon Przesmycki (1861-1944).
Le programme esthétique du mouvement, dont le nom est emprunté à la série d'articles publiés en 1898 par le critique littéraire Artur Górski (1870-1957) dans Życie, se cristallise progressivement, sous l'influence du modernisme européen, et en particulier des philosophes allemands Arthur Schopenhauer et Friedrich Nietzsche. C'est Przybyszewski qui en formule les revendications principales dans Confiteor en 1899 : la libération de la littérature de tout devoir sociétal ou national, l'Art pour l'Art, et l'exploration du subconscient, puisque l'Art est le résultat d’un contact inconscient avec l’Absolu. Pour l'atteindre, il faut donc se libérer des chaînes du monde des perceptions et rechercher des paroxysmes créatifs, y compris par l'effet de l’alcool, de la drogue et de la sexualité.
Les visions crépusculaires des parnassiens polonais sont chargées de sensualité. Ils recherchent l'Absolu et la Beauté, et la nature féminine les intrigue. Cependant, elle leur semble ambivalente, mystérieuse et indéniablement fatale. Ainsi les poèmes de Kazimierz Przerwa-Tetmajer (1865-1940) reconnu comme le poète phare des révoltés modernistes polonais, fourmillent de déclarations idéologiques à la mode : Je ne crois en rien, Mensonge, Fin du XIXe siècle, Hymne au Nirvana, Horrifié par la vue des gens... Le poète aborde hardiment le sujet de la sexualité mais son érotisme, conformément à l'esprit de l'époque, est sombre puisque condamné à une inévitable déception. Une autre célébrité, Jan Kasprowicz (1860-1926), est l'auteur de poèmes naturalistes (les sonnets du cycle D'une chaumière), symbolistes (Rosier sauvage) et expressionnistes (Au monde qui disparaît, Salve Regina).
L'époque voit aussi les débuts poétiques de Leopold Staff (1878-1957) (Rêves de pouvoir, Jour de l'âme), Bolesław Leśmian (1877-1937) (Verger au carrefour), Tadeusz Miciński (1873-1918) (Dans l'obscurité des étoiles), Jan Lemański (1866–1933), Lucjan Rydel (1870-1918), Antoni Lange (1861-1929) et Stanisław Wyspiański (1869-1907).
Exaltée et décadente, la bohème artistique de Cracovie se réunit au café Jama Michalika où des poètes côtoient des peintres. C'est ici que Tadeusz Boy-Żeleński (1984-1941), cousin de Kazimierz Przerwa-Tetmajer, devient l'intime de Stanisław Przybyszewski et l'ami de l'écrivain et artiste Stanisław Wyspiański (1869-1907). Boy-Żeleński, le parolier du premier café-cabaret polonais Petit Ballon vert qui officie à Jama Michalika, sera après la guerre le grand promoteur et traducteur de la littérature française en Pologne.
Cependant, la vie de la bohème n'est pas sans danger et la jeune Pologne regorge de talents d'une grande sensibilité dont la trajectoire tragique leur vaut le surnom de Météores, tels le poète Stanisław Korab Brzozowski qui se suicide ou les poètes Jan August Kisielewski et Maria Komornicka qui décèdent prématurément des suites de leurs maladies mentales.
En théâtre, les drames Noces (1901) et Délivrance (1903) de Stanisław Wyspiański (1869-1907) dans lesquels l'artiste dépeint des illusions et des mythes nationaux sont jusqu'à nos jours considérés comme des chefs-d'œuvre du théâtre polonais. Gabriela Zapolska (1857-1921) triomphe avec Moralité de Mme Dulska qui a sa première en 1906. Il convient de noter également les pièces d'Adolf Nowaczyński (1876 -1944), Tadeusz Rittner (1733-1921), Lucjan Rydel (1870-1918), Stanisław Przybyszewski et Stefan Żeromski.
Au début du XXe siècle, le programme moderniste avec son air désabusé commence à céder la place à des tendances réalistes, liées à la violente transformation économique et aux bouleversements sociétaux qu'elle engendre. Après une vague de violentes grèves et de révoltes paysannes de la révolution polonaise de 1905, l'urgence sociale l'emporte sur les postures décadentes. Il s’agit tantôt de grandes fresques sociales d’inspiration naturaliste, tantôt de portraits plus intimistes, centrés sur les mœurs et la psychologie des personnages. Les romanciers de la Jeune Pologne ne dépassent pas le cadre esthétique fixé par leurs prédécesseurs. Ils prolongent la tradition naturaliste, tout en l’enrichissant de l’acquis symboliste. Tel est le cas de Wacław Sieroszewski (1858-1945), Stefan Żeromski (1864-1925), Władysław Reymont (1867-1925) et Władysław Orkan (1875-1930). Les innovations de Wacław Berent (1878-1940) et Karol Irzykowski (1873-1944) font exception, sans toutefois convaincre les lecteurs. Les plus grands talents prosaïques de l'époque sont sans conteste Stefan Żeromski et Władysław Reymont.
Le premier roman de Stefan Żeromski (1864-1925) Les Travaux de Sisyphe (1898) est consacré aux lycéens polonais qui résistent à la russification en organisant un enseignement clandestin de langue et de culture polonaises. Dans les Hommes sans-foyer (1900), l'écrivain dénonce la situation sociale misérable dans laquelle vit l'intelligentsia - médecins, enseignants, ingénieurs - à la merci des industriels et des propriétaires fonciers. Les préoccupations sociales et morales, toujours solidement ancrées dans les réalités politiques, historiques et économiques polonaises, reviennent dans tous les romans de Żeromski : Cendres (1904), le Rêve de l'épée (1905), les Pavés nus (1906), Nocturne, (1907), Histoire d'un péché (1908), le Fleuve fidèle (1912). Son rayonnement moral et son intégrité artistique vaudront à l'auteur le surnom de la "conscience nationale polonaise" et une grande manifestation patriotique lors de ses funérailles en 1925.
En 1899, Władysław Reymont (1867-1925) signe une grande fresque réaliste, La Terre promise, sur le capitalisme débridé et sauvage du monde manufacturier dans la ville multiculturelle de Łódź, Manchester polonais sans foi ni loi et de toutes les démesures, qui en l'espace d'une génération s’est muée de hameau en mégalopole qui « embaume les millions ». Réaliste à la manière de Zola, son contemporain, Reymont s'installe pendant plusieurs mois à Lodz où il se documente et observe surtout pour rendre avec justesse, la brutalité et l’effervescence de la ville, les passions et les tragédies qu'elle suscite. Puis il s’attelle à une saga encore plus importante sur le monde rural. Les Paysans est un roman en quatre parties à la charnière entre l’univers traditionnel des campagnes et les bouleversements qu’apporte le XIXe siècle. Saluée par la critique mondiale, l’œuvre lui vaut le Prix Nobel de littérature en 1924.
Une place à part revient aux prosaïques qui abordent le sujet de la libération nationale et de la lutte révolutionnaire comme Andrzej Strug (1871-1937) (Les gens du souterrain, L'Histoire d'une balle), Stanisław Brzozowski (1878-1911). Il convient également de mentionner la trilogie lunaire de Jerzy Żuławski (1874-1915) considérée comme un chef-d'œuvre de la science-fiction polonaise (Sur le Globe d'argent, Vainqueur, La Vieille Terre), et les romans très prisés par le grand public de Maria Rodziewiczówna (1863-1944) (Dewajtis), Helena Mniszkówna (1878-1943) (Lépreuse), Wacław Gąsiorowski (1869-1939) et Artur Oppman (1867-1931).
La Première Guerre mondiale à laquelle aucun artiste n'est indifférent, met un terme au mouvement de la Jeune Pologne.

### Les auteurs notables
- Wacław Berent (1878–1940)
- Stanisław Brzozowski (1878-1911)
- Wacław Gąsiorowski (1869-1939)
- Karol Irzykowski (1873-1944)
- Feliks Jasieński  (1861-1929)
- Jan Kasprowicz (1860–1926)
- Maria Komornicka (1876-1949)
- Stanisław Korab-Brzozowski (1876-1901)
- Antoni Lange (1863–1929)
- Jan Lemański (1866-1933)
- Bolesław Leśmian (1878–1937)
- Tadeusz Miciński (1873–1918)
- Helena Mniszkówna (1878-1943)
- Franciszek Nowicki (1864–1935)
- Władysław Orkan (1875–1930)
- Kazimierz Przerwa-Tetmajer (1865–1940)
- Stanisław Przybyszewski
- Zenon Przesmycki (1861-1944)
- Władysław Reymont (1867–1925)
- Maria Rodziewiczówna (1863–1944)
- Waclaw Sieroszewski (1858–1945)
- Leopold Staff (1878–1957)
- Andrzej Strug (1871–1937)
- Tadeusz Rittner (1873–1921)
- Stanisław Wyspiański (1869-1907)
- Tadeusz Boy-Żeleński (1874–1941)
- Stefan Żeromski (1864–1925)
- Gabriela Zapolska (1857–1921)
- Jerzy Żuławski (1874-1915)

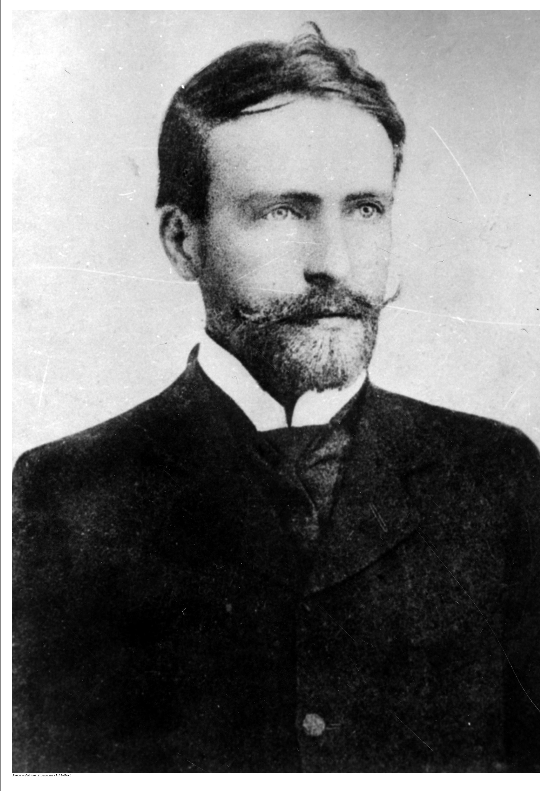
Stanisław Wyspiański
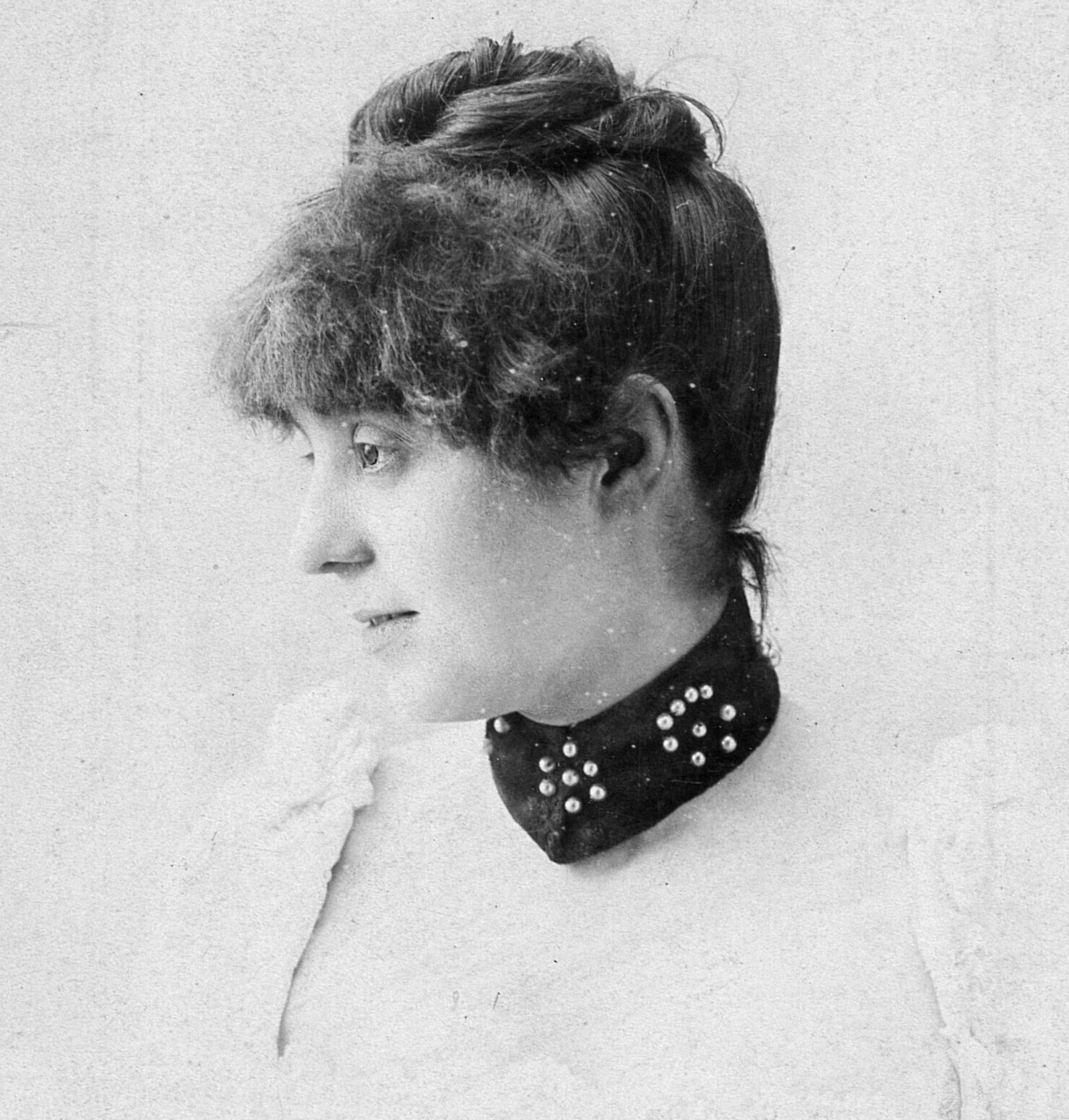
Gabriela Zapolska
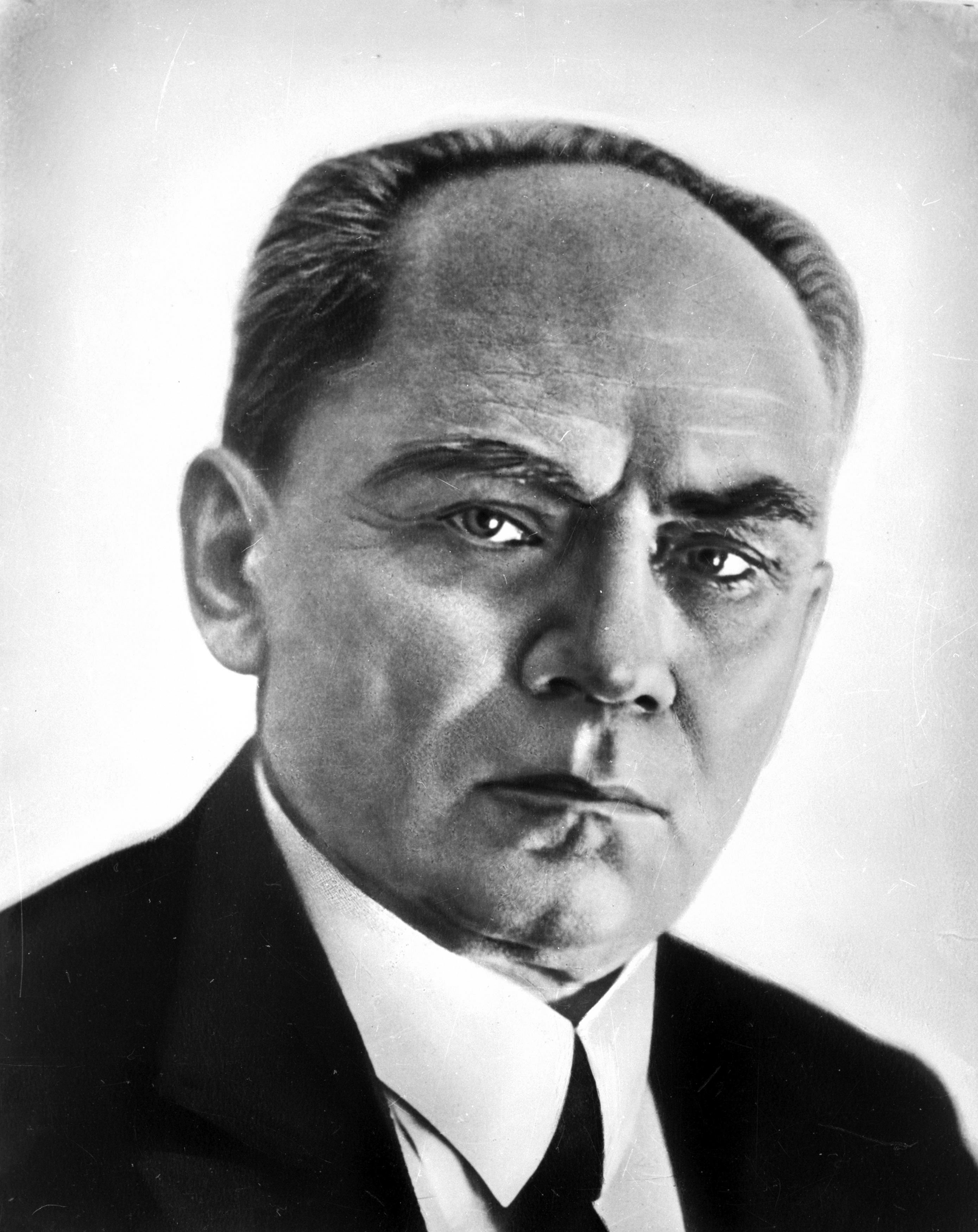
Stefan Żeromski
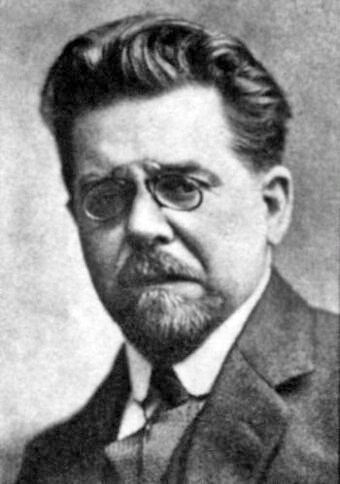
Władysław Reymont
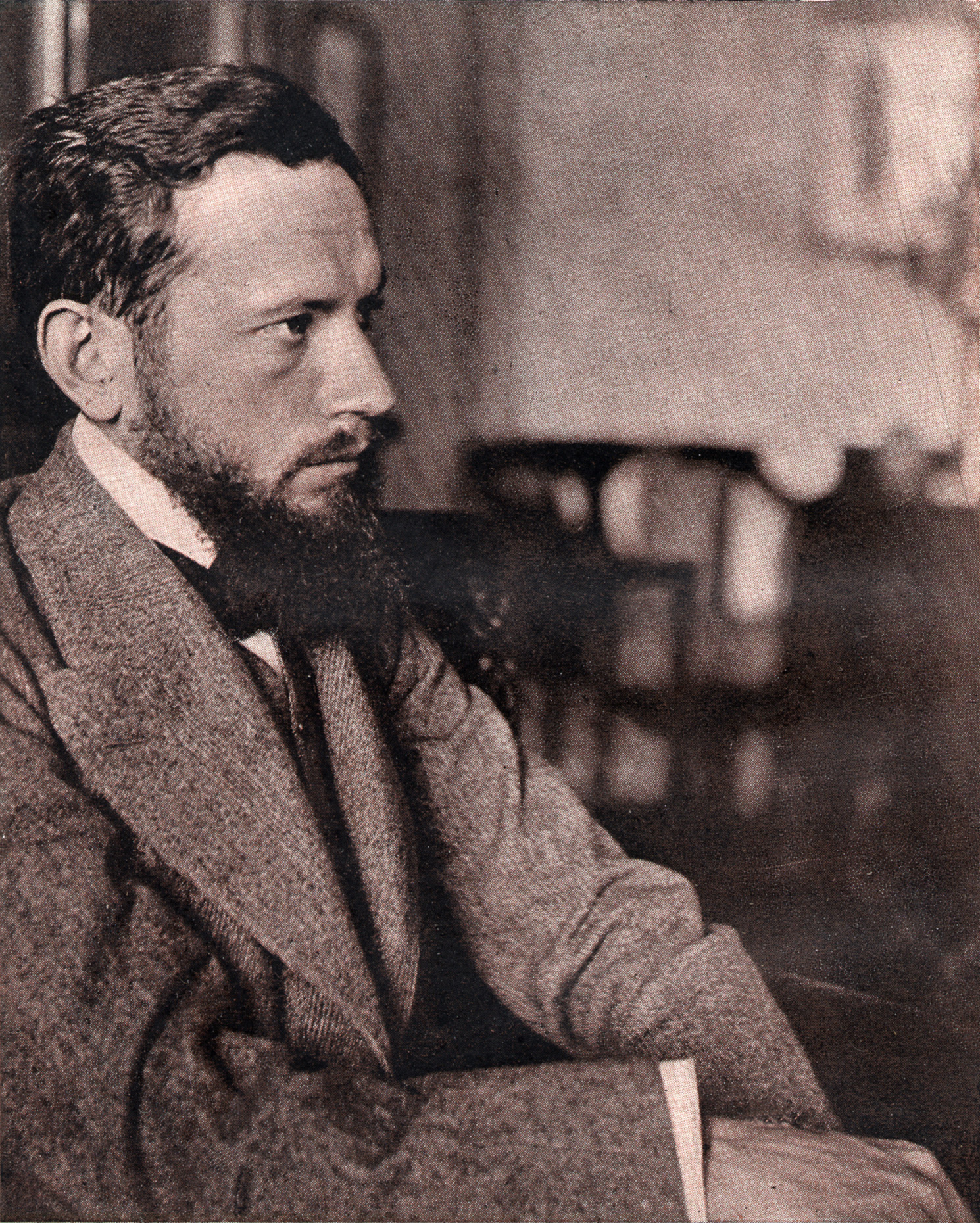
Leopold Staff
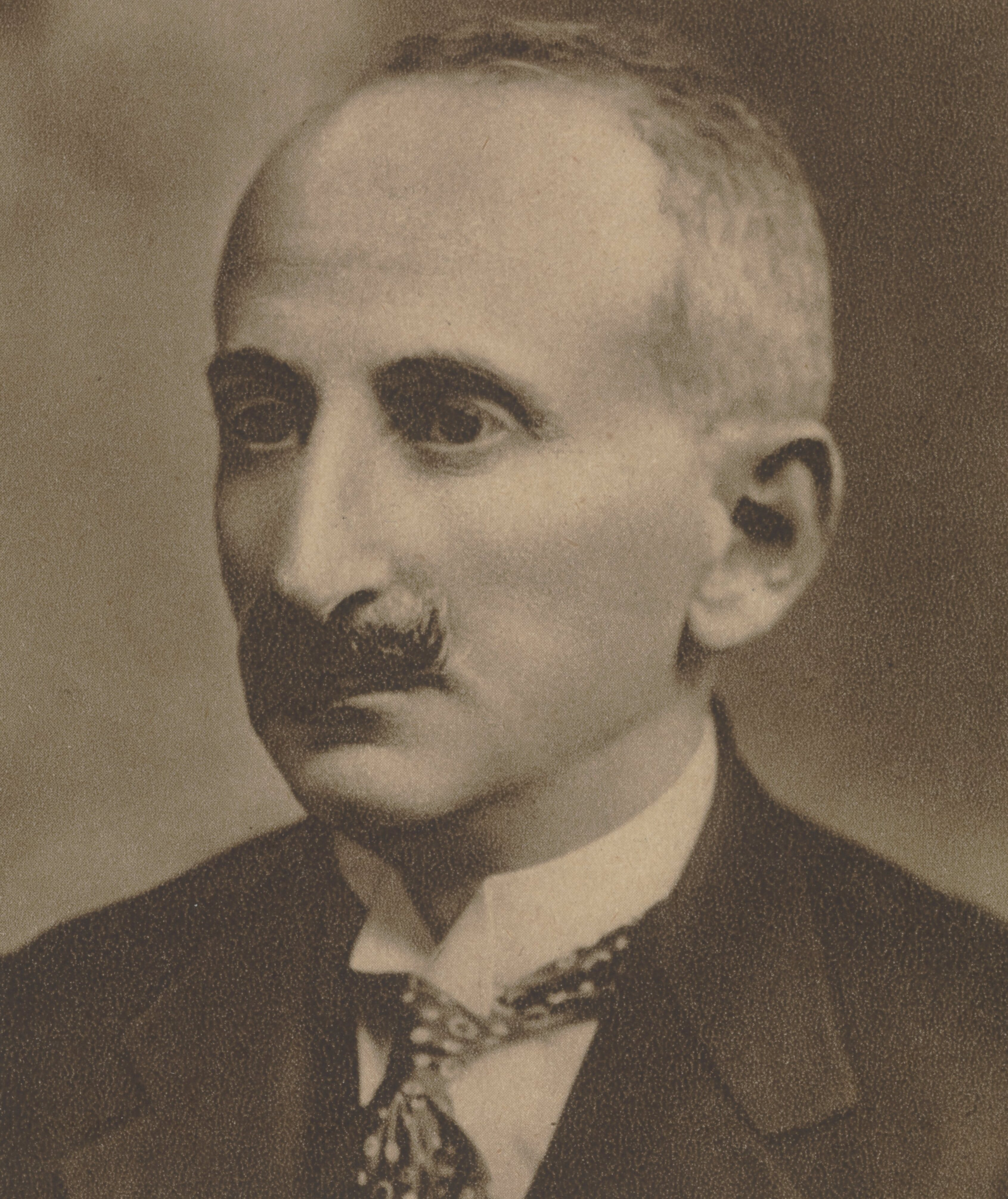
Bolesław Leśmian

## XXesiècle: Entre-deux-guerres (1918-1939)
Bien qu'il s'agisse d'un laps de temps très court, vingt ans entre les deux guerres mondiales est une période de développement spectaculaire de la civilisation occidentale : démocratisation de la société, émancipation des femmes, modernisation technique, théories scientifiques révolutionnaires d'Albert Einstein et de Sigmund Freud. C'est également une période de l'essor prodigieux des belles lettres polonaises. En effet, 1918, année du recouvrement de l'indépendance après 123 ans d'occupation et de la proclamation de la deuxième république de Pologne, marque un tournant majeur dans la littérature polonaise qui accueille ce fait à la fois comme une réalisation des espoirs mais aussi une libération des problèmes sociaux, économiques et nationaux. Le pays qui renaît à la sortie du premier conflit mondial est économiquement ruiné par l'exploitation sauvage de ses ressources et la politique de terre brûlée des occupants. Ses frontières ne seront stabilisées qu'en 1921, la majeure partie des territoires litigieux sera acquise par les armes au cours d'une série de guerres locales. Ce qui n'empêche pas le premier gouvernement polonais de mener d'ambitieuses réformes sociales : la journée de 8 heures, l’enseignement gratuit et le droit de vote des femmes.
La génération de la Jeune Pologne
Dans la situation inédite de la Pologne indépendante, la génération des écrivains plus âgés relève le défi des temps nouveaux et présente des œuvres nouvelles : Stefan Żeromski (L'Avant-printemps), Wacław Berent (Pierres vivantes), Andrzej Strug (Croix jaune), Bolesław Leśmian (Prairie) et Leopold Staff (Sentiers champêtres). L'Avant printemps, la dernière œuvre de Żeromski, publié l'année de sa mort en 1925 et de ce fait perçu comme un testament du grand écrivain que l’on nomme « la conscience de la littérature polonaise », est un événement tant littéraire que politique. Il dénonce avec force la légèreté coupable des élites, la frustration des travailleurs et le sentiment d’injustice qui engendre les révolutions, toutes aussi destructrices qu’inutiles. Ce roman d’apprentissage est également un roman des illusions perdues.
Toutefois, c'est la génération suivante, celle qui débute dans une Pologne désormais souveraine, qui décide du caractère de la littérature de cette période. Le décès la même année 1925 des grands écrivains Stefan Żeromski et Władysław Reymont marque d'une façon symbolique le changement de garde et d'époque.
Les Futuristes et l'avant-garde de Cracovie
Les poètes futuristes embrassent la liberté en reniant la tradition et en saluant l’avènement de la modernité technique triomphante. Fascinés par la Métropole, la Masse et la Machine, ils testent les limites du langage poétique et provoquent, avec délectation, l'esprit bourgeois conservateur. Le représentant le plus remarquable de cette Avant-garde de Cracovie est Julian Przyboś (1901-1971) alors que son principal idéologue est Tadeusz Peiper (1891-1969). Cet idéal de la modernité technique et du progrès social, bien que largement compromis en Europe Occidentale par la Grande guerre, se traduit chez certains futuristes - Anatol Stern (1899-1968), Aleksander Wat (1900-1967) et Bruno Jasieński (1901-1938) - par l'engagement politique dans le mouvement communiste. En 1929, Bruno Jasieński publie son roman subversif Je brûle Paris dans l'Humanité. Il est arrêté à Moscou, puis assassiné sur ordre de Staline.
Le groupe Skamander
Fondé en novembre 1918 à Varsovie, le groupe d'avant-garde Skamander réunit des individualités poétiques très diverses : Julian Tuwim (1894- 1953), Antoni Słonimski (1895-1976), Jan Lechoń (1899-1956), Kazimierz Wierzyński (1894-1969) et Jarosław Iwaszkiewicz (1894-1980). Cependant tous ces artistes, qui aiment se retrouver au café-cabaret Picador au 57 rue Nowy Świat partagent le même culte du quotidien et l'intérêt et le respect pour l'homme "commun". Ils s'affranchissent - pour un temps - du devoir patriotique de mener combat et clament la liberté de création. Ils réclament le droit de jouir de la vie et de chanter cette joie de vivre. Ils recherchent la simplicité dans l’expression artistique, en recourant au langage familier, néologismes et vulgarismes, tout en renouant avec la tradition antique. Deux brillantes poétesses : Maria Pawlikowska-Jasnorzewska (1893-1945) célèbre pour ses vers subtils érotiques féminins, et Kazimiera Iłłakowiczówna (1892-1883) sont proches de ce groupe. Parmi les poètes révolutionnaires s'élevant contre les injustices de la réalité sociale, politique et économique de l'époque, le plus remarquable est Władysław Broniewski (1897-1962), un autre proche des Skamandrites, restant profondément lié aux plus grandes traditions de la poésie sociale et patriotique polonaise. Le café cabaret Picador qui renoue avec la tradition de la célèbre Jama Michalika de Cracovie est fréquenté aussi par les représentants du Jeune Pologne : Stefan Żeromski, Wacław Berent, Bolesław Leśmian et Leopold Staff.
La presse et le reportage littéraire
Les poètes du groupe Skamander publient dans la très libérale revue hebdomadaire Wiadomości Literackie (Les Nouvelles Littéraires) connue pour ses articles subversifs et militants et dont Mieczysław Grydzewski est le rédacteur en chef. Cette prestigieuse revue de l'intelligentsia "libérale de gauche" polonaise constitue d'ailleurs un lieu où presque toutes les grandes plumes se rencontrent. C'est aussi ici que débute Irena Krzywicka (1899-1994), une figure emblématique du féminisme polonais et l'auteur de premiers reportages judiciaires.
Certains historiens de la littérature observent les premières manifestations du genre déjà dans la littérature baroque, mais indéniablement c'est le réalisme dans la prose des années 1870 qui préfigure la naissance du reportage moderne tel que nous le connaissons aujourd'hui. Dans les années 1930, le reportage comme genre littéraire est en plein essor, pratiqué surtout par les femmes. Wanda Mercel, Maria Kuncewiczowa (1899-1989) et Zofia Nałkowska (1884-1954) auscultent les milieux défavorisés de la société polonaise, alertent, dénoncent, s'engagent. C'est également le cas de Janusz Korczak (1878-1942). C'est pourtant Melchior Wańkowicz (1892-1974) qui est considéré comme le père du reportage polonais, dans lequel excellent également Józef Mackiewicz (1902-1985), Ksawery Pruszyński (1907-1950) et Arkady Fiedler (1894-1985). Le livre le plus important que Wańkowicz publie à cette époque est Na tropach Smętka (Sur les traces de Smętek, 1936) dans lequel il étudie les survivances de l'esprit polonais en Prusse orientale après six cents ans de domination germanique et dépeint l'escalade de la violence et de la haine que subissent des Polonais vivant dans cette région de la part de ses voisins d'origine allemande. Reçu avec beaucoup d'enthousiasme en Pologne, le livre est interdit en Allemagne. En septembre 1939, Wańkowicz est recherché par la Gestapo et les Allemands condamnent à mort tous ceux qui en gardent un exemplaire.
Présent en Espagne entre septembre 1936 et mars 1937, le grand reporter Ksawery Pruszyński, rendu fameux en Pologne par ses enquêtes dans la ville libre de Gdansk et en Palestine, publie Espagne rouge, Scènes de la guerre civile 1936-1937 dans lequel il constate lucidement et non sans abattement, que la révolution espagnole est plus féconde en suspects fusillés qu’en avancées sociales, ou que ses soldats peuvent se livrer sans vergogne au pillage des demeures abandonnées.
Le roman psychologique et expérimental
Dès les premières années de l'après-guerre, les romanciers se font l'écho d'une déception qui résulte de la confrontation avec la réalité d'un idéal de la société polonaise enfin libre. Les divisions, les inégalités, la situation sociale et matérielle des couches défavorisées préoccupent beaucoup les écrivains qui s'attachent à décrypter les malaises sociaux au travers des destins et des ressentis individuels. La psychologie et de la psychanalyse en plein essor à l'époque ne laissent pas les auteurs indifférents. A présent l'accent est mis davantage sur la caractérisation intérieure des personnages, sur la subjectivité et la singularité de leurs regards.
Zofia Nałkowska (1884-1954) dans Roman de Teresa Hennert (1923) et Juliusz Kaden-Bandrowski (1885-1944) dans Général Barcz (1922) critiquent sévèrement l'élite gouvernementale préoccupée essentiellement par la lutte pour le pouvoir. Nałkowska prolonge cette critique engagée sur le plan politique et social également dans Frontière (1935), l'histoire d'un étudiant qui fait carrière comme maire de la ville, mais empêtré dans un triangle amoureux tragique finit par se suicider. Dans Les Impatients (1939), la romancière reprend le thème social en décrivant des gens touchés par la fatalité du suicide dont la vie est révélée dans un collage de sensations, de souvenirs et d'évocations propres.
En faisant référence au drame de Juliusz Słowacki, le roman Kordian et Rustre (1932) de Leon Kruczkowski (1900-1962) entreprend une polémique avec la vision romantique des soulèvements nationaux et présente la réelle condition sociale des paysans à l'époque qui précéda l'insurrection de 1830.
La critique sociale marque aussi de son empreinte des œuvres épiques comme Nuits et jours (1932-1934) de Maria Dąbrowska (1889-1965), L'étrangère (1936) de Maria Kuncewiczowa (1899-1989), Les Filles de Nowolipki (1935) de Pola Gojawiczyńska (1896 -1963) ou encore la prose de Jarosław Iwaszkiewicz (1894-1980).
Witold Gombrowicz (1904-1969) est sans doute l'un des plus intéressants novateurs dans la prose polonaise du XXe siècle. Son premier roman intitulé Ferdydurke (1937), ironique et grotesque, fait le procès des stéréotypes moraux, sociaux et des mœurs. Gombrowicz à la fois dénonce et joue avec les conventions, sachant enfermer dans une parenthèse ironique tout ce qu'il vient de construire. Un jeu de l'authentique et de la fiction dans la construction du narrateur à la première personne de ce roman qui à la fois est et n'est pas Gombrowicz l'écrivain, est particulièrement intéressant.
Les expérimentations artistiques sont également le domaine de Bruno Schulz (1892-1942). Son écriture onirique proche de la poésie surréaliste est dominée par la métaphore, élément fondateur dans ses visions du milieu juif provincial (Boutiques de cannelle, Le Sanatorium au croque-mort, Clepsydre). L'écrivain décrit son monde intérieur dans lequel les perceptions, subconscientes et irrationnelles, s’expriment à l’aide d’une langue de symboles propre aux mythes. De même, la création de Stanisław Ignacy Witkiewicz (1885-1939) est un phénomène artistique inclassable dans le paysage littéraire d’avant-guerre. L'auteur brosse un univers annonciateur de catastrophes et grotesquement tragique (Adieu de l'automne, Insatiablement). Ses drames (Dans le petit manoir, les Cordonniers, etc.) sont précurseurs du théâtre européen de l'absurde. Witkiewicz pastiche, et même parodie, diverses conventions romanesques, créant un mélange des motifs aux origines littéraires les plus diverses dans une vision catastrophiste de l'avenir.
La jeune prose des années 1930 est représentée par Jarosław Iwaszkiewicz (1894-1980), Jerzy Andrzejewski (1909-1983), auteur de romans sociaux et Adolf Rudnicki (1912-1990), auteur d'esquisses psychologiques et morales romancées.
Teodor Parnicki (1908–1988) Emil Zegadłowicz (1888-1941) Michał Choromański (1904-1972), Tadeusz Dołęga-Mostowicz (1898-1939) Jan Parandowski (1895-978) Zofia Kossak-Szczucka (1889-1968)
L'avant-garde poétique des années 1930
Les années 1930 sont marquées par le sentiment de la menace pesant sur la civilisation dont témoignent les poèmes catastrophistes de Józef Czechowicz (1903-1939), la poésie philosophique de Mieczysław Jastrun (1903-1983) ou le lyrisme mêlé de grotesque de Konstanty Ildefons Gałczyński (1905-1953), qui se lie un certain temps avec le groupe poétique Kwadryga.
Actif de 1926 à 1933, Kwadryga est un groupe d'amis, membres du Cercle littéraire de l'université de Varsovie, créé à l'initiative de Stanisław Dobrowolski (1907-1985). Leurs poèmes, très éclectiques, s'articulent autour des postulats de l'art socialisé, de la justice sociale et de la dignité de travail. Le groupe Żagary (1931-1934) réunit les étudiants de la faculté de belles lettres polonaises de l'université de Vilnius dont Czesław Miłosz (1911-2004), Jerzy Putrament (1910-1986), Jerzy Zagórski (1907-1984) et (pendant un moment) Stanisław Mackiewicz (1896-1966). Ils recherchent un nouveau chemin poétique, en croyant comme les symbolistes et les romantiques avant eux, à la force des symboles. Leur poésie, remplie d'anxiété, est dominée par un pressentiment funeste de la guerre. La poésie de Miłosz est plus intellectuelle, philosophique, pleine d'élan, de métaphores et des visions de l'apocalypse, tandis que le radicalisme de Putrament le conduit droit au communisme.
Le théâtre
Dans le domaine théâtral, il convient de distinguer Jerzy Szaniawski, Karol Hubert Rostworowski, Jarosław Iwaszkiewicz, Adolf Nowaczyński, Stanisława Przybyszewska, Bruno Jasieński et Stanisław Ignacy Witkiewicz.
La critique littéraire
Tadeusz Boy-Żeleński (1874-1941), écrivain et traducteur inlassable des classiques français, est l'auteur des critiques littéraires.
Les historiens de la littérature les plus remarquables sont : Aleksander Brückner, Juliusz Kleiner, Julian Krzyżanowski et Kazimierz Czachowski.

### Les auteurs notables
- Jerzy Andrzejewski  (1909-1983)
- Jan Brzechwa (1900–1966)
- Roman Brandstaetter (1906-1987)
- Kazimierz Brandys (1916–2000)
- Marian Brandys (1912-1998)
- Tadeusz Breza (1905-1970)
- Władysław Broniewski (1897-1962)
- Leopold Buczkowski (1905-1989)
- Józef Czechowicz (1903-1939)
- Maria Dąbrowska (1889–1965)
- Jan Dobraczyński (1910–1994)
- Tadeusz Dołęga-Mostowicz (1898-1939)
- Konstanty Ildefons Gałczyński (1905-1953)
- Pola Gojawiczyńska (1896–1963)
- Witold Gombrowicz (1904–1969),
- Stefan Grabinski (1887–1936)
- Ferdynand Goetel  (1890-1960)
- Kazimiera Iłłakowiczówna (1892-1883)
- Jarosław Iwaszkiewicz (1894–1980)
- Mieczysław Jastrun (1903-1983)
- Bruno Jasieński (1901–1938)
- Juliusz Kaden-Bandrowski (1885-1944)
- Zofia Kossak-Szczucka (1890–1968)
- Leon Kruczkowski (1900-1962)
- Maria Kuncewiczowa (1899–1989)
- Jan Lechoń (1899–1956)
- Józef Łobodowski 1909-1988
- Józef Mackiewicz (1902-1985)
- Stanisław Mackiewicz (1896-1966)
- Stanisław Młodożeniec (1895–1959)
- Kornel Makuszyński (1884–1953)
- Czesław Miłosz (1911-2004)
- Gustaw Morcinek (1891–1963)
- Zofia Nałkowska (1884–1954)
- Igor Newerly (1903-1987)
- Ferdynand Antoni Ossendowski (1876–1945)
- Teodor Parnicki (1908-1988)
- Maria Pawlikowska-Jasnorzewska (1891–1945)
- Tadeusz Peiper (1891-1969)
- Jerzy Putrament (1910-1986)
- Julian Przyboś (1901–1970)
- Sergiusz Piasecki (1901-1964)
- Ksawery Pruszyński (1907-1950)
- Adolf Rudnicki (1912-1990)
- Anatol Stern (1899-1968)
- Julian Stryjkowski (1905-1996)
- Jerzy Szaniawski 1886-1970
- Magdalena Samozwaniec
- Bruno Schulz (1892–1942)
- Antoni Słonimski (1895–1976)
- Stefan Themerson (1910-1988)
- Julian Tuwim (1894–1953)
- Melchior Wańkowicz (1892-1974)
- Aleksander Wat (1900–1967)
- Adam Ważyk (1905-1982),
- Kazimierz Wierzyński (1894–1969)
- Stanisław Ignacy Witkiewicz (1885–1939)
- Jerzy Zagórski (1907-1984)
- Jerzy Zawieyski (1902-1969)

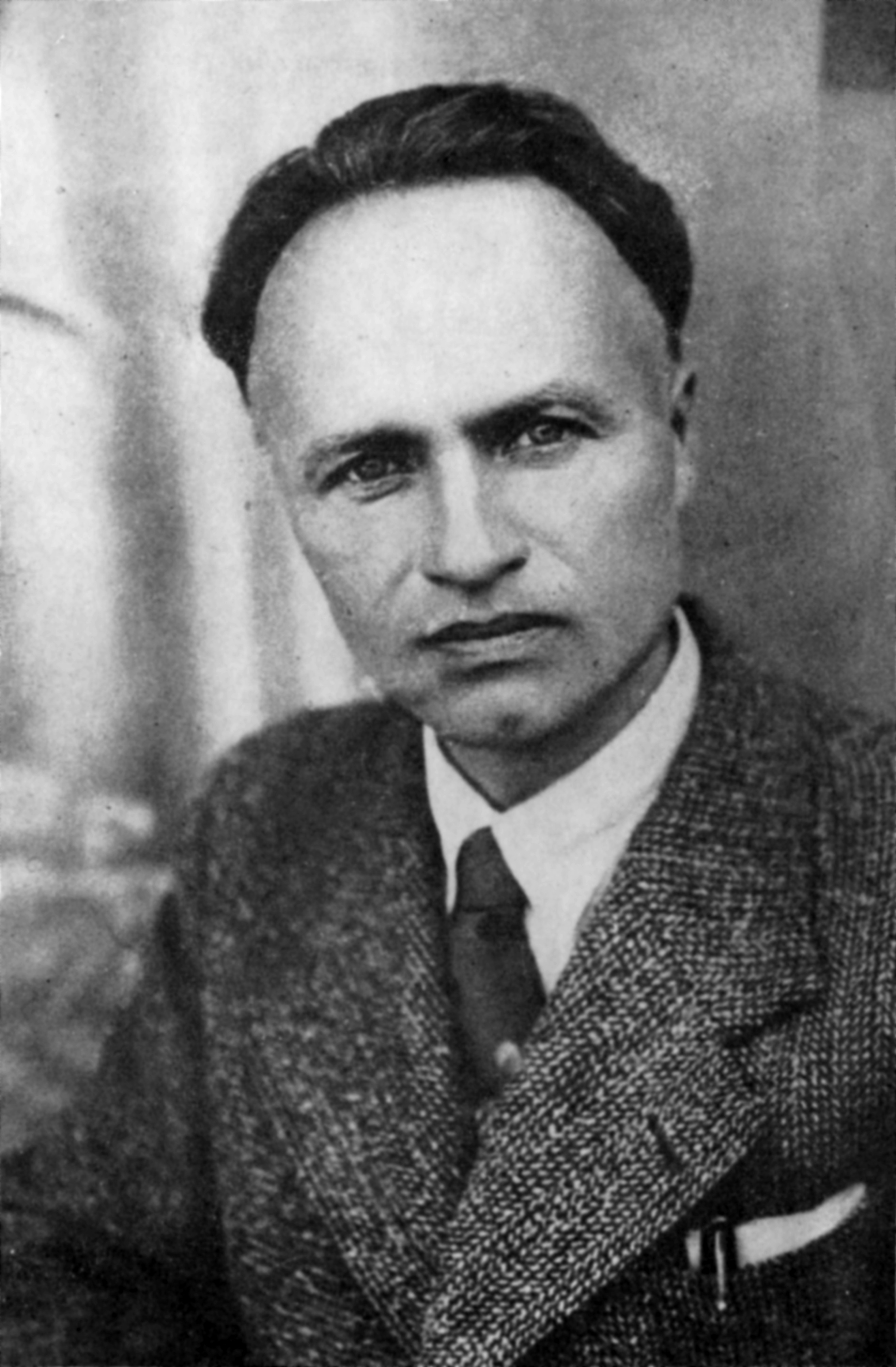
Julian Przyboś
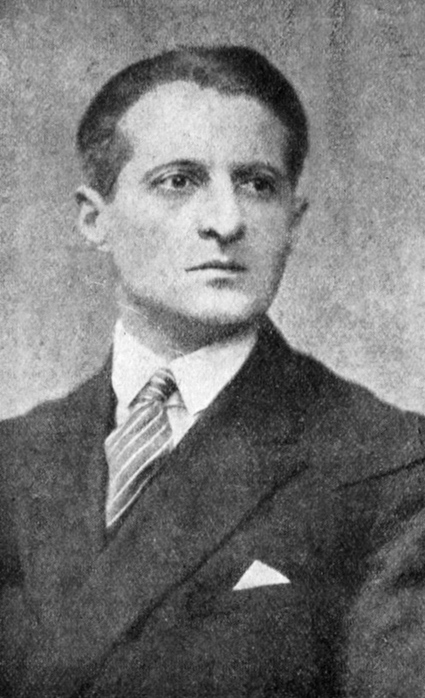
Julian Tuwim
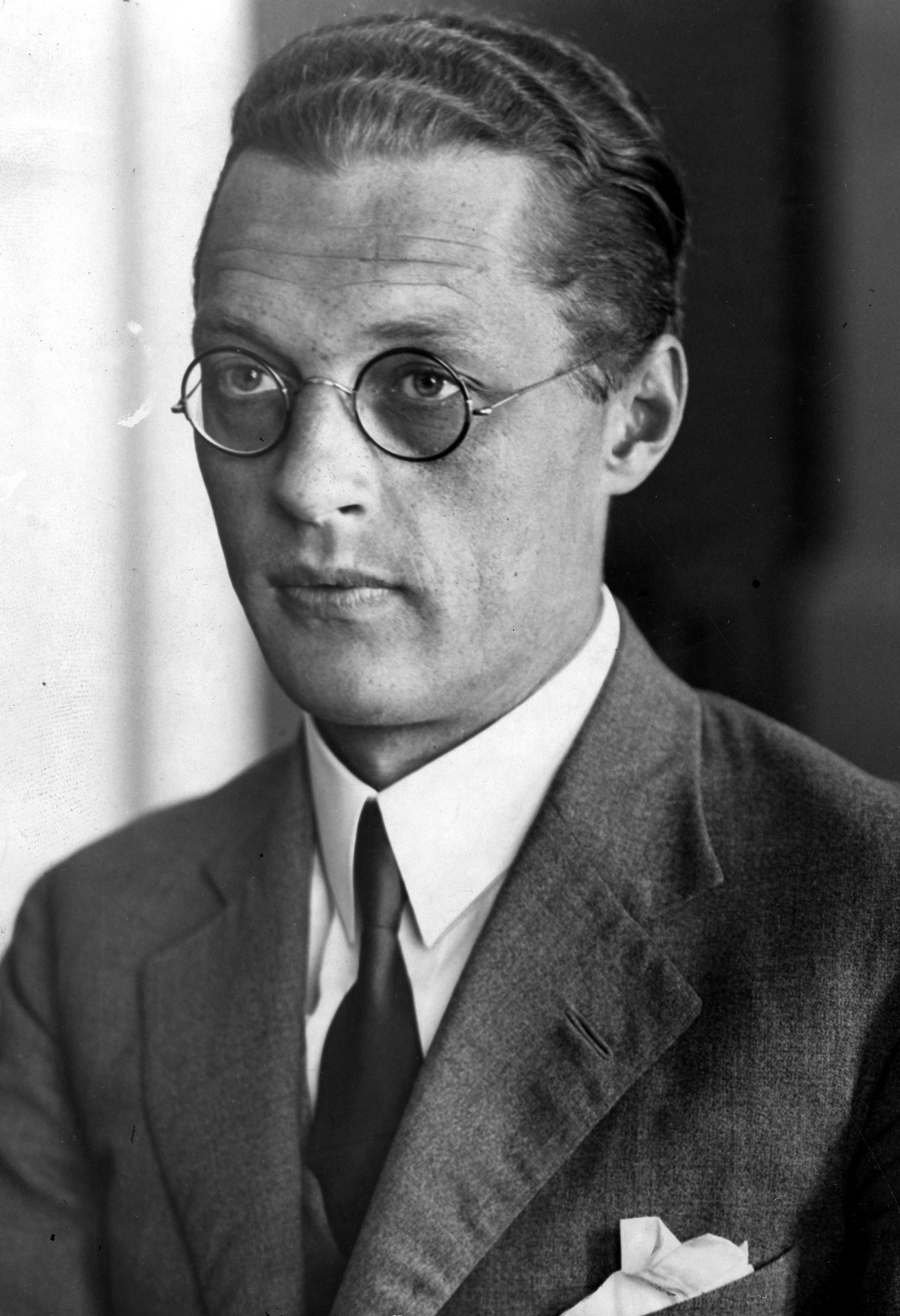
Kazimierz Wierzyński
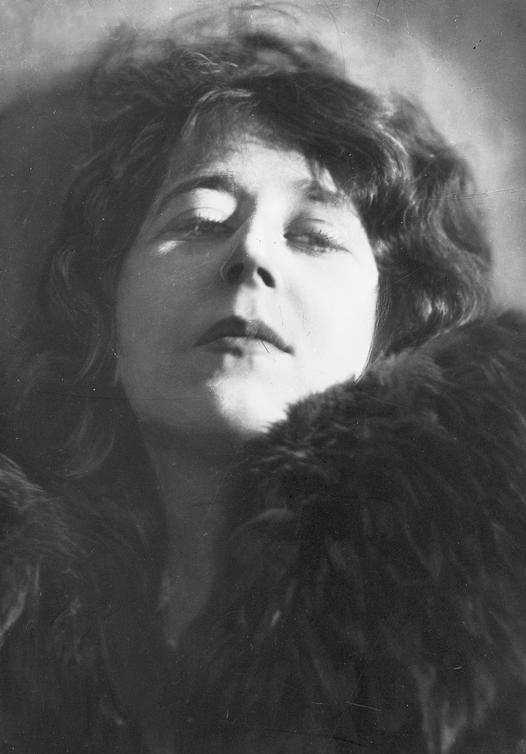
Maria Pawlikowska-Jasnorzewska
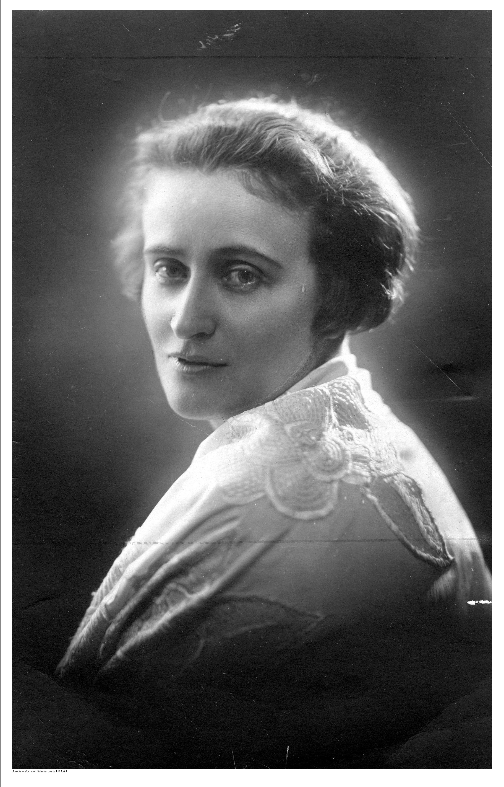
Kazimiera Iłłakowiczówna
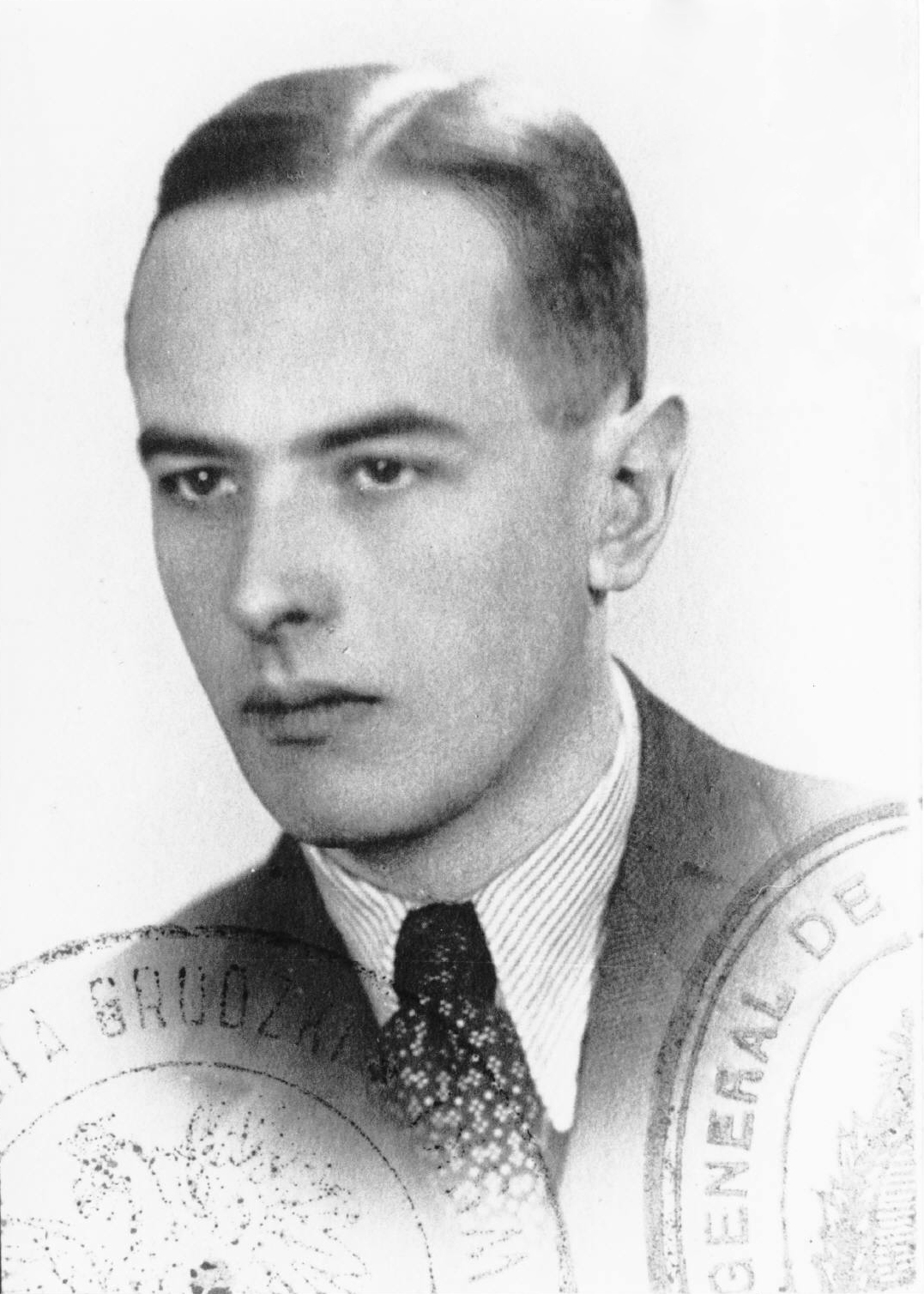
Witold Gombrowicz
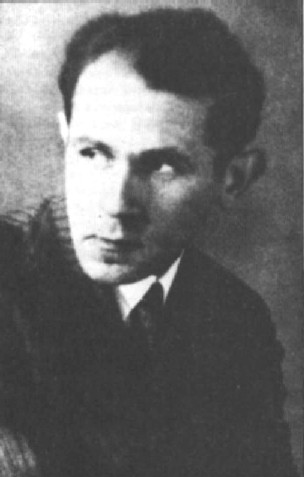
Bruno Schulz
Maria Dąbrowska
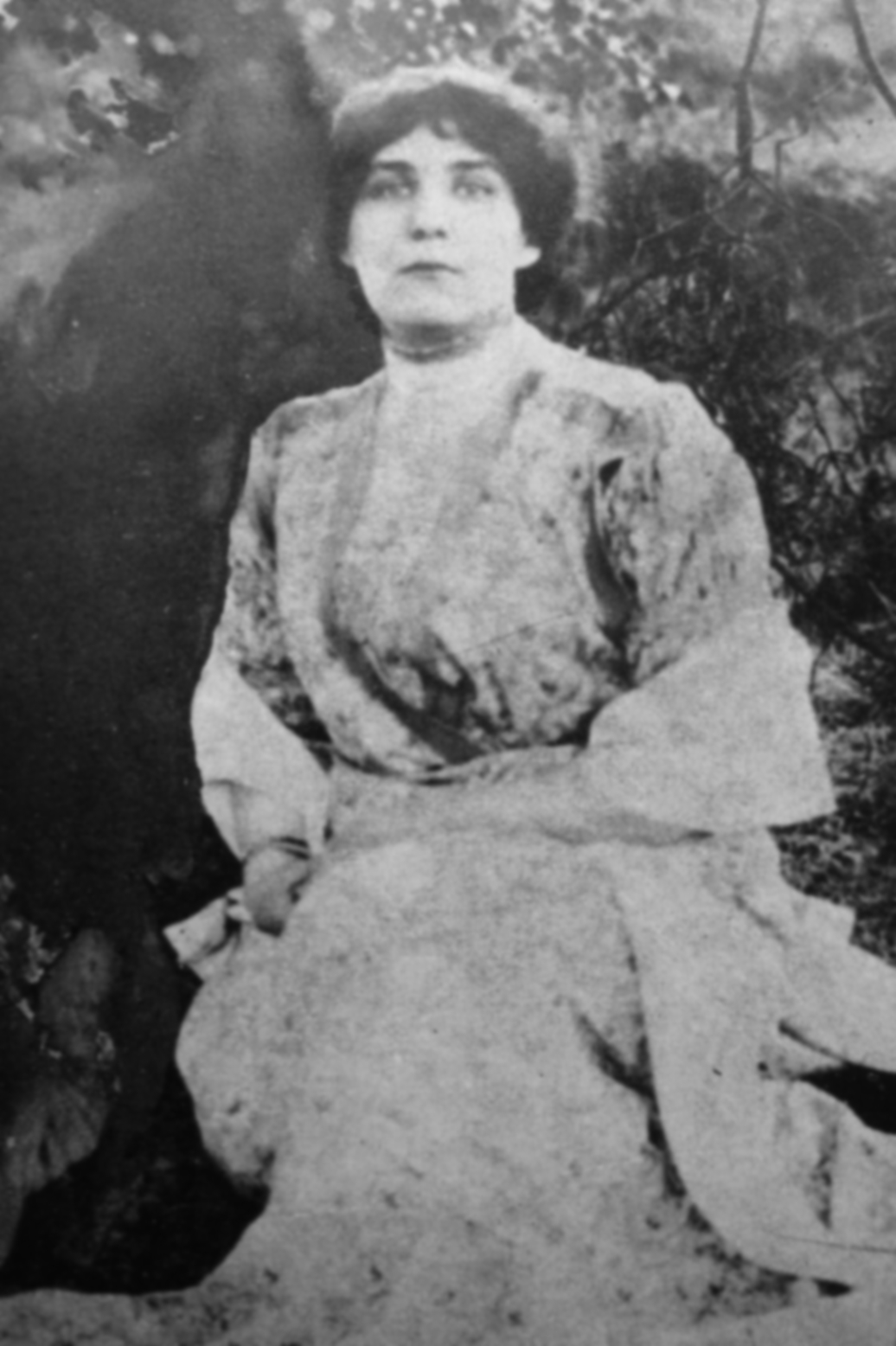
Zofia Nałkowska
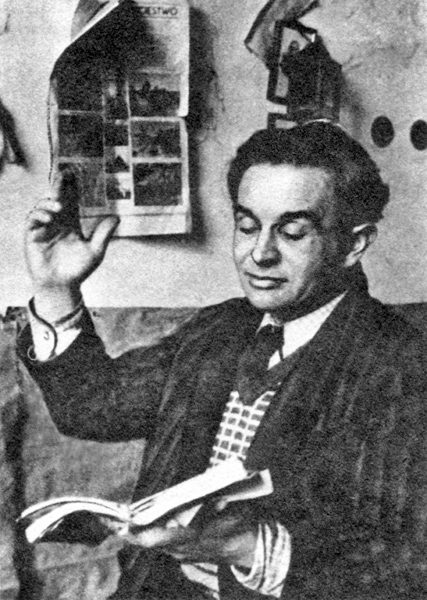
Konstanty Ildefons Gałczyński
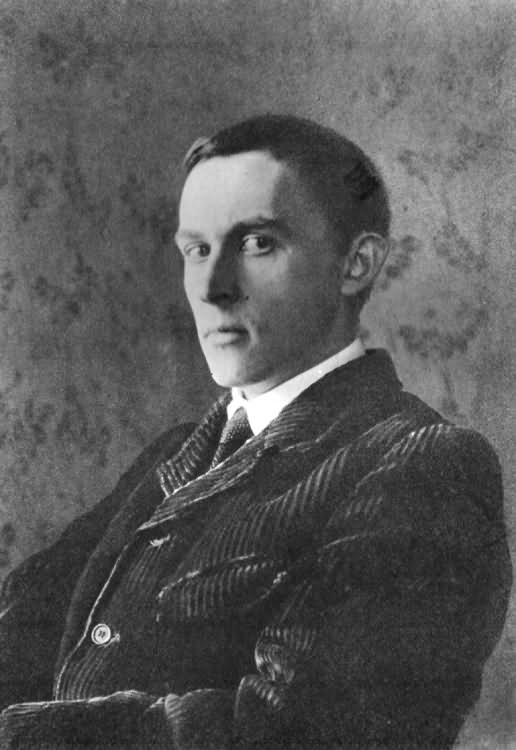
Stanisław Ignacy Witkiewicz
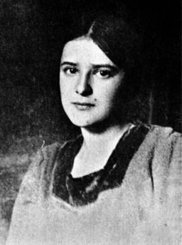
Stanisława Przybyszewska
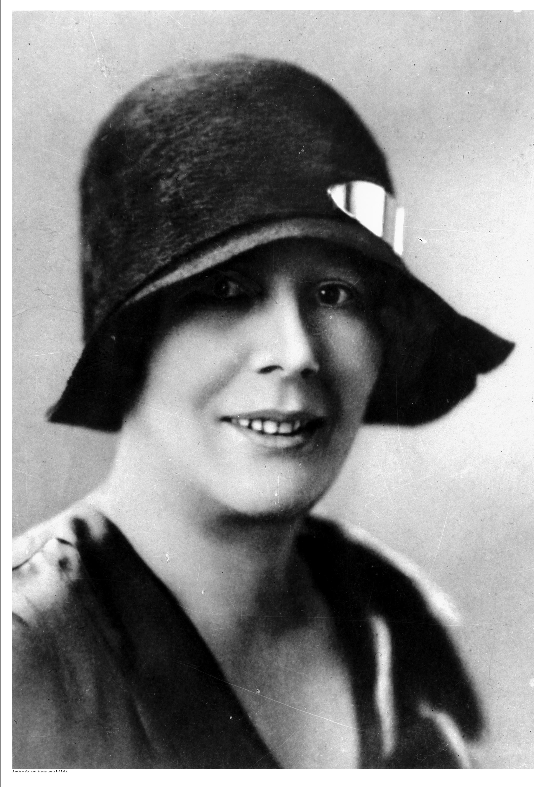
Zofia Kossak-Szczucka
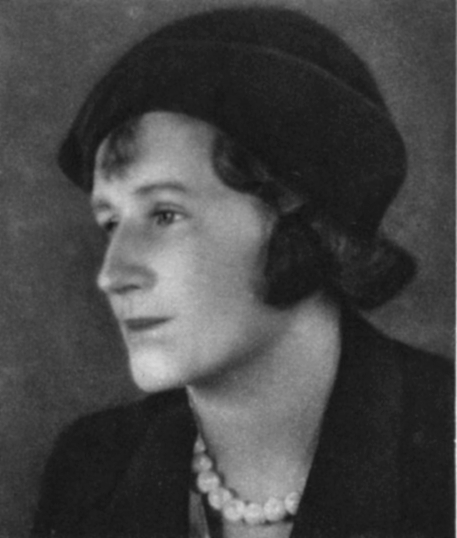
Maria Kuncewiczowa
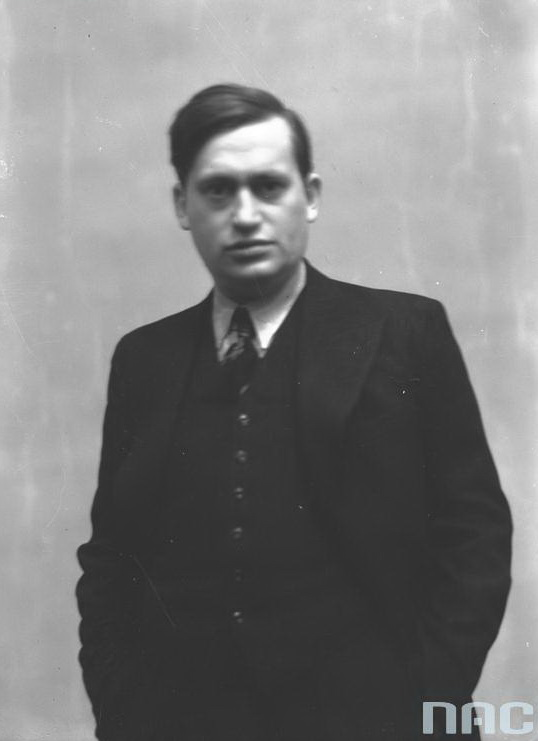
Stanisław Mackiewicz
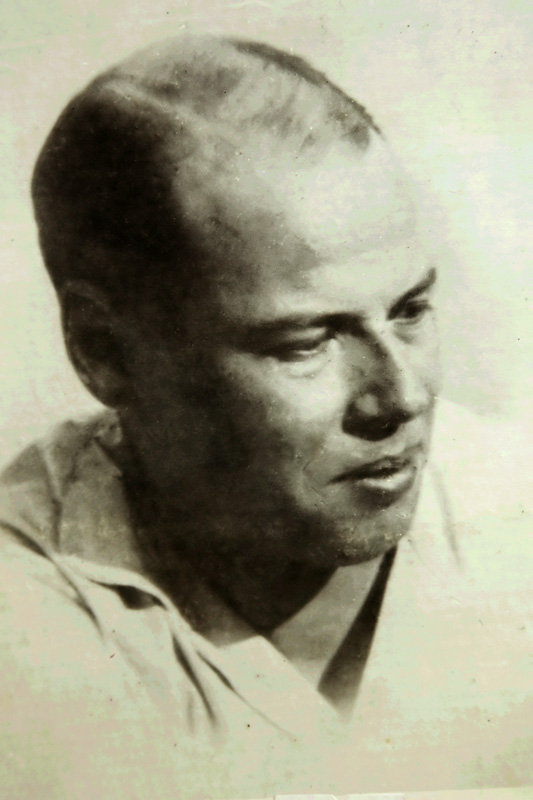
Michał Choromański
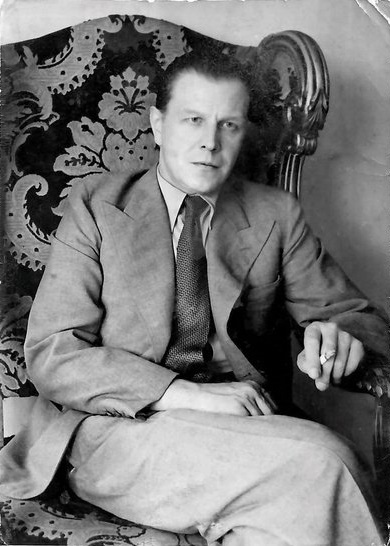
Tadeusz Dolega-Mostowicz
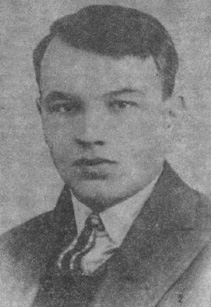
Józef Czechowicz
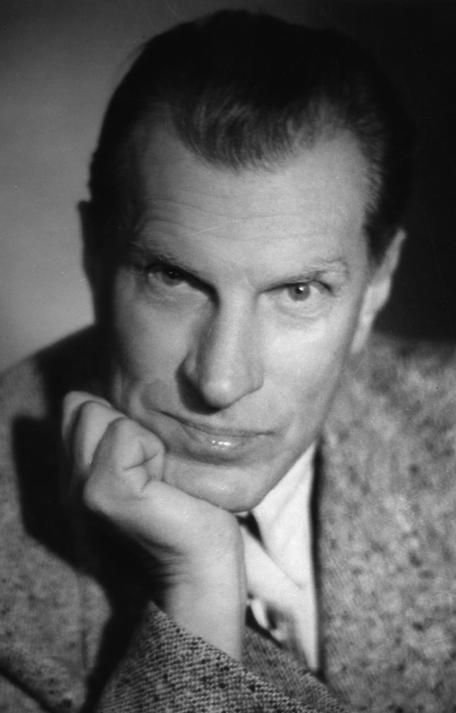
Arkady Fiedler
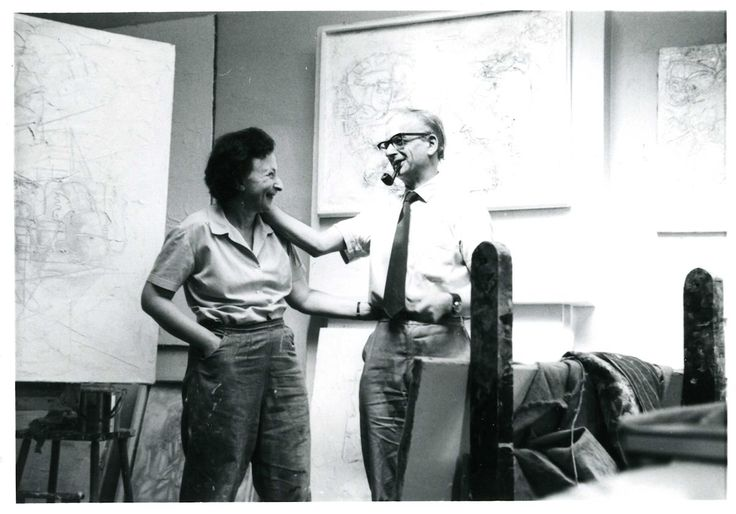
Franciszka et Stefan Themerson

## XXesiècle: Seconde guerre mondiale (1939-1945)
Le développement de la littérature polonaise est brutalement interrompu par le déclenchement de la Seconde Guerre mondiale. L'occupation hitlérienne et soviétique lui inflige des pertes irréparables : l'assassinat de nombreux écrivains, la suppression de toutes les formes de la vie littéraire, la terreur intellectuelle et la destruction planifiée des biens culturels. Cependant, les artistes ne se soumettent pas. Ils entrent dans la clandestinité pour témoigner de ce temps de l'apocalypse. Plus de 1 500 titres de presse clandestine paraissent au total pendant la guerre, dont 650 à Varsovie. Les éditions clandestines ont aussi publié plus de 1 500 livres et brochures.
Les années de guerre et d'occupation peuvent difficilement être considérées comme une période littéraire distincte. C'est plutôt un « état de guerre » de la littérature qui affectera son développement ultérieur. L'atmosphère n'étant pas propice aux expérimentations formelles, la production littéraire de cette époque est dominée par des récits et des témoignages. Cependant de grands talents poétiques se révèlent en ces temps d'épreuves, tels Krzysztof Kamil Baczyński (1921-1944), Tadeusz Gajcy (1924-1944), Andrzej Trzebiński (1922-1943), Tadeusz Borowski (1922-1951) et Tadeusz Różewicz (1921-2014). La saisissante poésie lyrique du désespoir, le catastrophisme et des visions apocalyptiques s'accompagnent d'une poésie de l'ardeur patriotique et de la farouche volonté de combattre l'ennemi.
C'est en avril 1942 que paraît le premier des quinze numéros de la revue clandestine Sztuka i Naród (Art et Nation) auxquels collaborent des poètes-résistants et soldats des organisations clandestines : Wacław Bojarski (1921-1943), Zdzisław Stroiński (1921-1944), Andrzej Trzebiński (1922-1943) et Tadeusz Gajcy (1924-1944) en y publiant sous divers pseudonymes essais et poèmes. La même année, les poètes de la génération précédente, Jerzy Zagórski et Czesław Miłosz éditent deux anthologies poétiques intitulées respectivement La parole vraie (Słowo prawdziwe) et Le chant insoumis (Pieśń niepodległa) qui incluent aussi des vers de Wacław Bojarski et Krzysztof Kamil Baczyński. Ce dernier coédite un autre mensuel littéraire, Droga (La route), et publie Poèmes choisis (Wiersze wybrane). C'est également en 1942 que Tadeusz Borowski, lié avec la revue Droga, fait paraître son cycle de poèmes Où que soit la terre (Gdziekolwiek ziemia). En 1943 paraît Fenêtres (Okna) de Zdzisław Stroiński (1921-1944). Les deux recueils de poèmes de Tadeusz Gajcy, Spectres (Widma) et Le tonnerre quotidien (Grom powszedni), paraissent le premier, en mai 1943 et le deuxième en mai 1944. Karol Wojtyła écrit le drama Job et Jeremiah.
Les œuvres en prose les plus notables de cette période sont : le recueil de nouvelles de Jerzy Andrzejewski (1909-1983) La Nuit (dont fait partie La Semaine Sainte), le roman-document Des pierres sur le rempart (1943) d'Aleksander Kamiński (1903-1978), La Bataille de Monte Cassino de Melchior Wańkowicz (1945–1947), Escadron 303 (1943) d'Arkady Fiedler (1894-1985) ou encore Souvenirs de Starobielsk (1944) de Józef Czapski (1896-1993).
De nombreux écrivains tiennent des journaux où ils consignent leurs observations et expériences de guerre : Karol Irzykowski (1873-1944), Zofia Nałkowska, Karol Koniński (1891-1943), Leopold Buczkowski (1905-1989), Miron Białoszewski (1922 -1983), Maria Dąbrowska (1889-1965), Maria Rodziewiczówna (1863-1944), Eugeniusz Szermentowski (1904-1970). La littérature créée dans les ghettos, également en polonais, constitue un témoignage historique et moral tout particulier, notamment la poésie de Władysław Szlengel (1912-1943) ou de Henryka Wanda Łazowertówna (1909-1942) et les journaux intimes de Janusz Korczak (1878-1942). De même, des écrivains détenus dans les camps de prisonniers de guerre en Allemagne, Konstanty Ildefons Gałczyński (1905-1953), Tadeusz Sułkowski (1907-1960), Stefan Flukowski (1902–1972) et dans des camps de concentration, Tadeusz Borowski, Seweryna Szmaglewska (1916–1992) et Zofia Romanowiczowa (1922-2010) laissent des récits littéraires de leurs épreuves.
Certains écrivains participent à la vie culturelle polonaise approuvée par les autorités soviétiques et, parmi les collaborateurs du mensuel socio-littéraire communiste Nowe Widnokręgi (Nouveaux horizons) publié par Wanda Wasilewska à Lwów, se trouvent : Tadeusz Boy-Żeleński (1874-1941), Janina Broniewska (1904-1981), Halina Górska (1898-1942), Mieczysław Jastrun (1903-1983), Adolf Rudnicki (1912-1990), Julian Przyboś (1901-1970), Jerzy Putrament (1910-1986), et Adam Ważyk (1905-1982). Après le déclenchement de la guerre germano-soviétique, une partie de ces écrivains de Lwów s'abritent au plus profond de l'URSS. Certains, comme Jerzy Putrament, Lucjan Szenwald (1909-1944), Adam Ważyk, rejoindront vers la fin de la guerre les rangs de l'armée polonaise sous tutelle soviétique formée en 1944. Jerzy Święch, dans sa Littérature polonaise durant la période de la Seconde Guerre Mondiale, PWN, Varsovie, 1997 « Il est difficile de nier que des écrivains approuvant le fait de l’annexion des territoires orientaux de la Pologne par l’Union soviétique, acceptant les mesures des autorités à l’égard de la population polonaise, y compris le fait de lui imposer la nationalité soviétique, élus dans les instances suprêmes de l’URSS, collaborant avec les journaux et les organes de la propagande, participant à de nombreuses manifestations de louange du système soviétique, devraient, à la lumière de ces faits, être qualifiés de collaborateurs. Leur comportement, au fond, n’est en rien différent de celui des collaborateurs “allemands”. Ils fournissent des justifications à la politique des autorités soviétiques, laquelle, sans aucun doute, va à l’encontre de l’intérêt de l’État polonais, et en l’occurrence contribue aux souffrances et aux vagues successives de répression qui frappent les Polonais sur ces territoires »
Les accords Sikorski-Maïski de juillet 1941 permettent de libérer les prisonniers polonais des goulags afin qu'ils puissent rejoindre une armée polonaise indépendante en formation en URSS sous l'égide du gouvernement polonais en exil à Londres et sous le commandement du général Władysław Anders. Ksawery Pruszyński (1907-1950) et Teodor Parnicki (1908–1988) publient dans l'hebdomadaire Polska, édité en 1941-1943 à Kuibyshev où stationne l'armée. En 1943, l'armée d'Anders quitte le territoire soviétique pour participer à la libération du Proche Orient et de l'Italie. Parmi les soldats de cette formation qui combattent sur les deux continents se trouvent des écrivains qui témoigneront de cette expérience après la guerre :  Herminia Naglerowa (1890-1957), Władysław Broniewski (1897-1962), Józef Czapski (1896-1993) Gustaw Herling-Grudziński (1919-2000), Marian Hemar (1901-1972), Janusz Poray-Biernacki (1907-1996), Melchior Wańkowicz (1892-1974) et Jan Bielatowicz (1913-1965), Artur Międzyrzecki (1922-1996). Plus de 150 titres de presse polonais paraissent au Proche Orient, dont des revues très importantes, comme le supplément littéraire du Journal militaire de l’Armée Polonaise de l’Est ou bien le bi-hebdomadaire politique et littéraire En route. Ensuite, l’activité littéraire de l'armée Anders se déplace en Europe, après son débarquement en Italie. Quelque 50 magazines et environ 150 livres paraissent au cours des deux années 1944 et 1945 en Italie seulement.
Si les écrivains polonais sont nombreux à se battre, un grand nombre réussit à trouver refuge à l'étranger : en 1940-1941 en France, puis en Grande-Bretagne ou aux États-Unis. À Paris, la communauté littéraire polonaise se concentre autour des magazines La Pologne au combat rédigé par Tymon Terlecki et Nouvelles littéraires et politiques polonaises rédigé par Mieczysław Grydzewski. Après la défaite française, les deux magazines déménagent à Londres qui deviendra désormais le centre de la "littérature d’émigration militante". À Londres paraîtra également une revue mensuelle Nowa Polska (La Nouvelle Pologne) rédigée par Antoni Słonimski. En Grande-Bretagne, se réfugient également : Stanisław Baliński, Maria Pawlikowska-Jasnorzewska, Maria Kuncewiczowa et Ksawery Pruszyński. Des écrivains polonais se trouvent également aux États-Unis (Julian Tuwim, Jan Lechoń, Kazimierz Wierzyński, Jerzy Wittlin), en Roumanie (Kazimiera Iłłakowiczówna), en Hongrie (Stanisław Vincenz), en Argentine (Witold Gombrowicz), en Espagne (Józef Łobodowski) et en Suisse (Jerzy Stempowski). Le journal tenu de 1940 à 1944 par Andrzej Bobkowski (1913-1961) apporte un témoignage unique de la vie en France occupée.
Ainsi, force est de constater que pour les écrivains, journalistes, critiques, rédacteurs qui pendant la guerre se sont retrouvés à l’étranger, c'est une période de forte activité. Étant donné la situation politique en Pologne après la guerre et l'installation du régime communiste hostile aux autres formations politiques, la plupart de ces exilés et des soldats ne reverront plus leur patrie. Il en résultera par la suite la création de deux centres de la dissidence polonaise : celui de la revue Kultura en France qui a ses origines dans le 2e Corps du général Anders où Jerzy Giedroyc dirige la Section de la presse et des éditions, et celui des Wiadomości (Nouvelles) de Mieczysław Grydzewski basé à Londres. Ces deux pôles, dont la généalogie remonte à la période de la guerre, pèseront de manière inestimable sur la littérature polonaise de l’après-guerre.
La génération née dans les années 1920, appelée ensuite "génération de la guerre" ou encore la "génération perdue" paie très cher ses rêves de liberté et d'indépendance : Baczyński, Stroiński, Gajcy, Szczepański, Romocki, Krahalska, Mencel et bien d'autres périssent dans l'Insurrection de Varsovie en 1944. Trzebiński est fusillé par les Allemands à l'issue d'une rafle, Bojarski est tué par un policier allemand, Kopczyński meurt dans le camp de concentration de Majdanek.
De la génération précédente, Stanisław Ignacy Witkiewicz se suicide après l'invasion de la Pologne par l'Armée soviétique en 39, Józef Czechowicz meurt dans le bombardement de Lublin en 39, Tadeusz Dołęga-Mostowicz est tué en septembre 39, Lech Piwowar et Władysława Sebyła sont assassinés à Katyń en 1940, Tadeusz Boy-Żeleński est fusillé avec les professeurs de l'université de Lwów en 1941, Janusz Korczak est assassiné dans le camp d'extermination de Treblinka en 1942, Mieczysław Braun meurt dans le ghetto de Varsovie en 1942, Bruno Schulz est fusillé à Drohobycz en 1942, Karol Irzykowski et Juliusz Kaden-Bandrowski meurent dans l'Insurrection de Varsovie en 1944. Władysław Broniewski, Aleksander Wat et Gustaw Herling-Grudziński sont envoyés au goulag, Tadeusz Borowski, Seweryna Szmaglewska, Pola Gojawiczyńska, Zofia Kossak-Szczucka, Gustaw Morcinek, Zofia Romanowiczowa dans les camps de concentration allemands.
L'expérience directe de la Seconde Guerre mondiale et des deux systèmes totalitaires avec leurs conséquences physiques, morales et politiques demeure un traumatisme national et personnel durablement présent dans la littérature polonaise. L’anéantissement quasi-total de la première minorité du pays, l’expérience concentrationnaire, l’existence des camps de la mort imposent à la littérature polonaise le devoir de témoigner.

### Auteurs notables
- Krzysztof Kamil Baczyński (1921–1944)
- Andrzej Bobkowski (1913-1961)
- Teresa Bogusławska (1929-1945)
- Tadeusz Borowski (1922–1951)
- Józef Czapski (1896-1993)
- Arkady Fiedler (1894-1985)
- Tadeusz Gajcy (1922–1944)
- Mordechai Gebirtig (1877-1942)
- Aleksander Kamiński  (1903-1978)
- Janusz Korczak (1878-1942)
- Zdzisław Stroiński (1921-1944)
- Wladyslaw Szlengel (1912-1943)
- Andrzej Trzebiński (1922-1943)
- Karol Wojtyła (1920-2005)

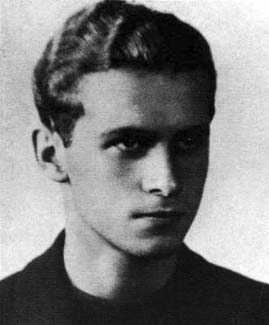
Krzysztof Kamil Baczyński, 1939
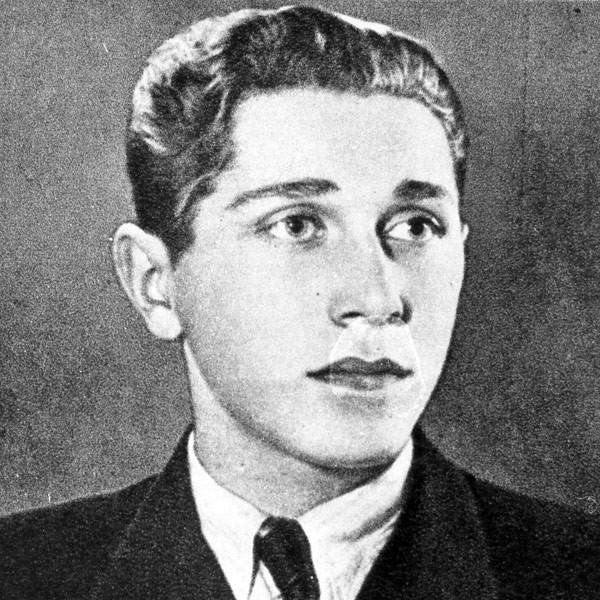
Tadeusz Gajcy
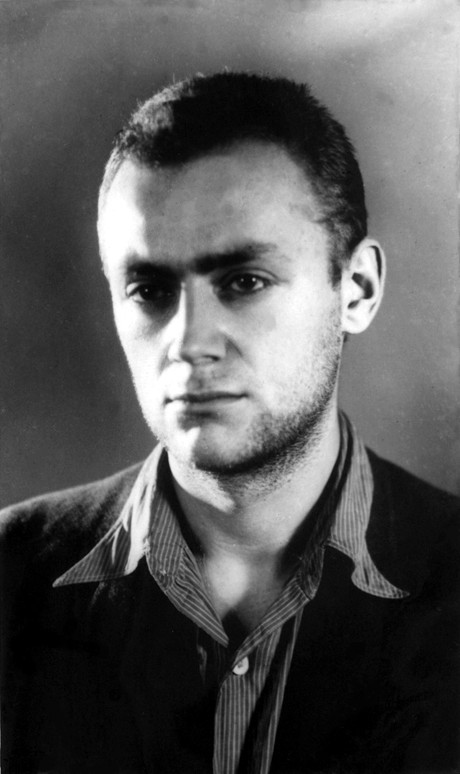
Zdzisław Stroiński, 1943 après sa libération de la prison de Pawiak
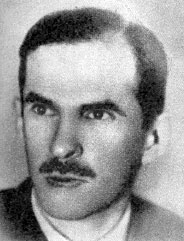
Aleksander Kamiński
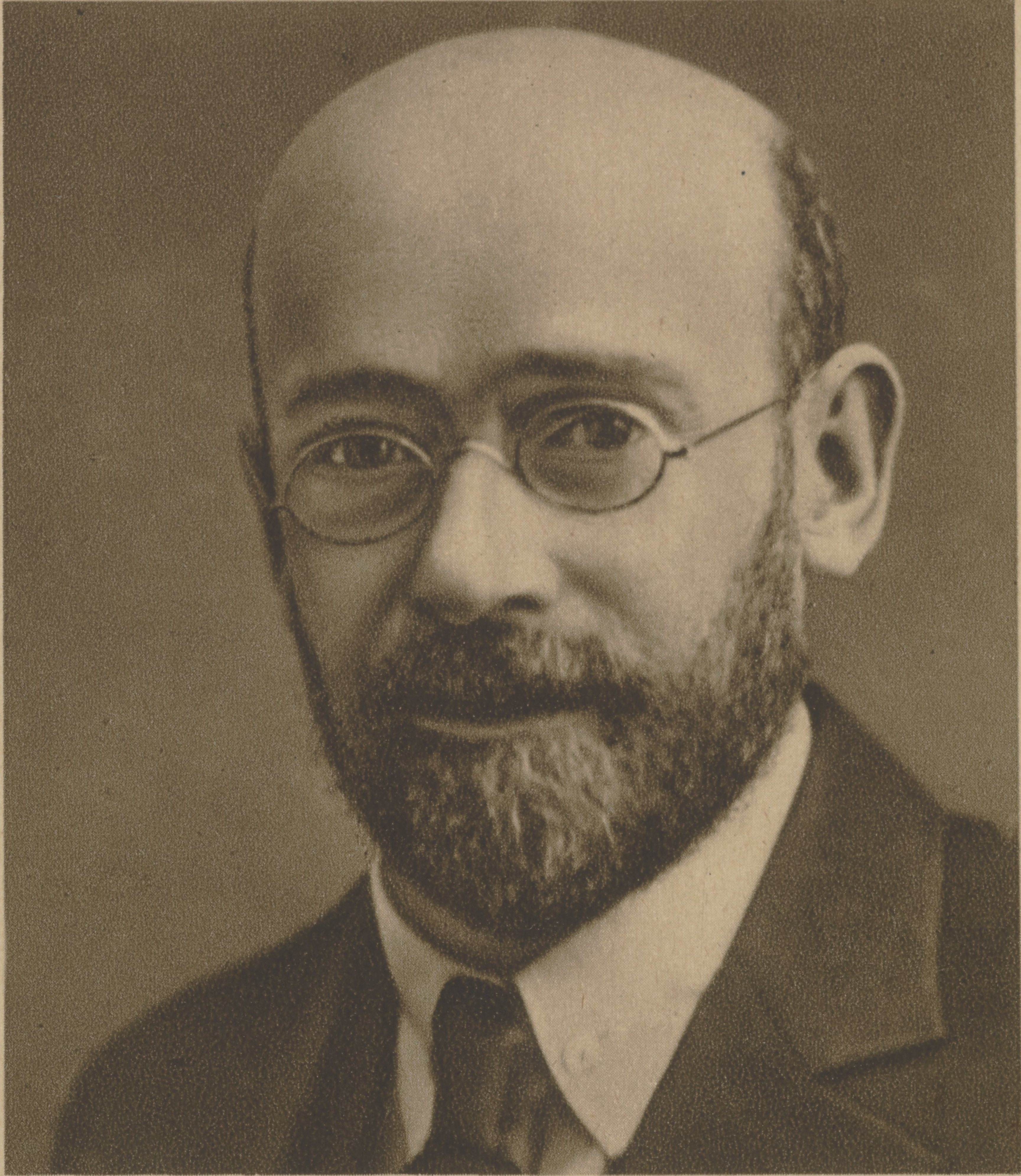
Janusz Korczak
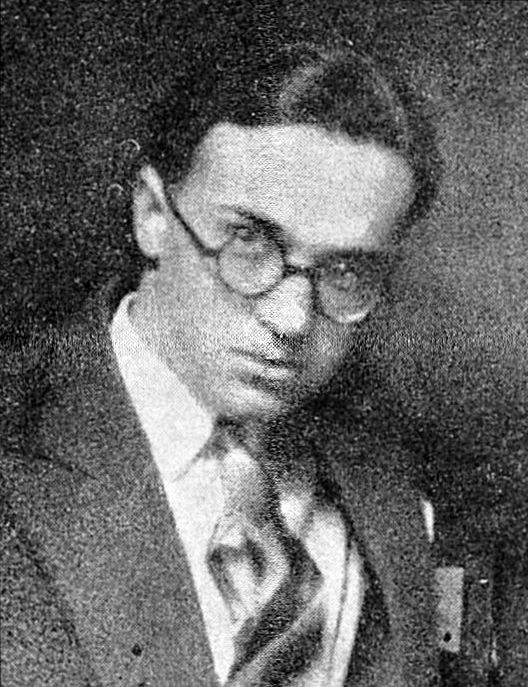
Władysław Szlengel
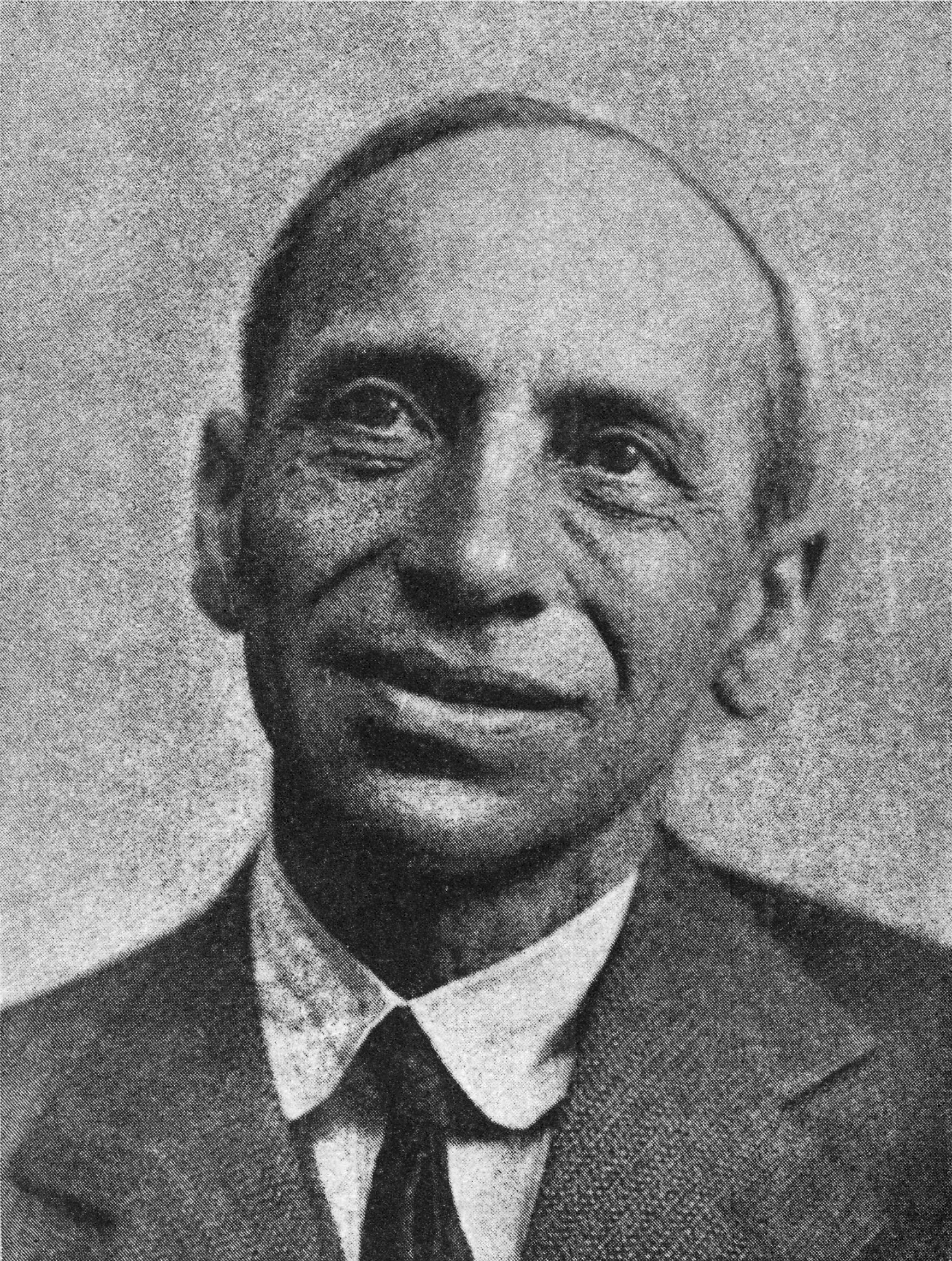
Mordechaj Gebirtig

## XXesiècle: la Pologne socialiste (1944-1989)
L'une des caractéristiques de la littérature polonaise des années 1945-1989 est son déchirement géographique et idéologique. D'un côté, une littérature du circuit officiel, produite et publiée dans le pays. De l'autre, celle conçue en exil par les écrivains qui n'acceptent pas le régime communiste en vigueur en Pologne à cette époque.

### Les années 1944-1948
Dans les premières années de l'installation du pouvoir communiste en Pologne, où la Guerre froide n'apparaît pas encore comme inéluctable, il existe un certain pluralisme des positions esthétiques et même politiques dans le domaine de la création littéraire. En septembre 1944, alors que l'insurrection de Varsovie bat son plein, à Lublin libéré par l'Armée rouge, le nouveau pouvoir communiste réactive l'Union des écrivains polonais, une institution créé en 1920 sur l'initiative de Stefan Żeromski. Son premier congrès élit Julian Przyboś au poste de président et son conseil comprend Mieczysław Jastrun, Kazimierz Andrzej Jaworski, Jerzy Pleśniarowicz, Jerzy Putrament, Józef Wasowski et Adam Ważek. Le 3 septembre 1944, toujours à Lublin, est publié également le premier numéro de l'hebdomadaire marxiste Odrodzenie (Renaissance). Une autre revue communiste, Kuźnica (La Forge), paraît à Łódź le 1 juin 1945. La revue Twórczość (Création, 1945-2010) sous la rédaction de Kazimierz Wyka sort à Cracovie en août. La même année en mars, l'archidiocèse de Cracovie initie Tygodnik powszechny dirigé par Jerzy Turowicz (1916-1999). Le 5 juillet 1946 est créé l’Office de contrôle de la presse, des publications et des spectacles, subordonné au Ministère de la sécurité publique. Malgré le début de la censure, les liens avec la culture de l’Europe occidentale ne sont pas encore rompus et les revues publient des œuvres et polémiquent sur des sujets politiques, culturels, philosophiques, historiques et civilisationnels. On cherche à appréhender à la fois l'expérience de la guerre et la réalité émergente de l'après-guerre.
Néanmoins, c'est à cette époque que s’accentue le clivage entre les écrivains vivant en Pologne communiste et les émigrés. Parmi eux, certains décident de retourner en Pologne : Julian Tuwim, Antoni Słonimski, Władysław Broniewski, Konstanty Ildefons Gałczyński, Ksawery Pruszyński. D’autres, et certains temporairement, choisissent l’exil politique : Jan Lechoń, Kazimierz Wierzyński, Melchior Wańkowicz, Teodor Parnicki, Witold Gombrowicz, Maria Kuncewiczowa, Stanisław Vincenz, Józef Czapski, Józef Wittlin, Zofia Kossak-Szczucka.
Coupés de leurs lecteurs en Pologne, les écrivains polonais en exil publient dans deux revues dissidentes : Nouvelles et Kultura. Le premier numéro des Nouvelles (Wiadomości) - dont le rédacteur en chef Mieczysław Grydzewski (1894 -1970) espère continuer les traditions des Nouvelles Littéraires d'avant la guerre - sort à Londres en avril 1946. En juin de la même année sort également le premier numéro de Kultura de Jerzy Giedroyc (1906-2000), publié d'abord à Rome, puis à Paris.

#### Expérience de la guerre
La Pologne sort de la guerre exsangue. Six millions de Polonais, soit un cinquième de sa population, sont morts. Les villes sont en ruines et la capitale, Varsovie, a pratiquement cessé d'exister, rasée par la folie nazie avec la tacite complicité soviétique. L'endurance de six longues années d'occupation inhumaine et dans le même temps le considérable effort militaire, sur tous les fronts de la deuxième guerre mondiale, se soldent par un échec politique. La Pologne perd son statut de pays allié et devient un pays satellite de l'URSS, occupé par l'Armée rouge.
La poésie
La génération des Colombs (terme forgé par Roman Bratny), des jeunes poètes nés au début des années 1920, qui comme Colomb se sont embarqués dans un voyage de tous les périls vers la terre de la Liberté, pour beaucoup, ne sont pas revenus. Les poètes du groupe Skamander qui avant la guerre réclamaient le droit de jouir de la vie, de chanter cette joie de vivre et la liberté, ont du mal à se retrouver dans les paysages apocalyptiques de leur monde en ruine hanté par des fantômes. Jan Lechoń (1899-1956) et Kazimierz Wierzyński (1894-1969) restent à l'étranger et se taisent pendant de longues années.
Pour décrire un univers qui échappe à toutes les normes culturelles, morales et humaines, l’expression artistique revient vers le réalisme et choisit le registre de l'intime et du personnel. Pour rendre compte de l’expérience individuelle et collective traumatisante de la seconde guerre mondiale, le langage littéraire se simplifie et se dépouille des artifices. Les premiers poèmes d'après-guerre de Czesław Miłosz (1911-2004) inclus dans le recueil Le Salut (1945) oscillent entre perte de la foi dans l'ordre humaniste du monde et espoir dans le triomphe ultime de la raison sur la barbarie. Cependant le pessimisme du poète est plus grand. Ce qu'il croyait civilisation n’a pas protégé de l’horreur et de la destruction de toutes les valeurs.
Le débutant Tadeusz Różewicz (1921-2014), dans ses premiers recueils de poésie, Inquiétude (1947) et Le Gant rouge (1948), fait le récit du vide, de son for intérieur ravagé par la violence quotidienne des rafles, des exécutions de masse, des camps. Malgré les doutes, d’abord sur le droit moral d’écrire après le désastre, et ensuite sur le fait que tous les mots sont tant et tant salis et usés, il témoigne. Minimaliste, fuyant les images et les métaphores, débordant de souffrance et de hurlements silencieux. Ses vers se caractérisent par l’abandon des procédés poétiques traditionnels, tels le mètre, le découpage en strophes et la rime.
La prose
Dans son récit autobiographique Les Fumées sur Birkenau (1945), Seweryna Szmaglewska (1916–1992), qui y a été déportée en 1942, décrit minutieusement la vie des femmes dans le camp. Malgré l'horreur, leur solidarité lui donne à espérer. Mais cette attitude est rare. Zofia Kossak-Szczucka (1889-1968) déportée à Auschwitz en témoigne elle aussi dans Du fond de l'abîme (1946). Pour elle, le camp est l’œuvre de Satan.
Pour Zofia Nałkowska (1884-1954), les camps et la mise à mort massive et méthodique qui y est organisée posent la question de l'essence de l'homme et de sa capacité à vivre avec le Mal. En tant que membre de la Commission d'Enquête sur les Crimes Allemands en Pologne, elle enregistre des témoignages et prépare la documentation pour le procès de Nuremberg. Son recueil de nouvelles Médaillons (1946) est le fruit de ce travail. Il en émerge une image des bourreaux, des victimes, des témoins qui sont tous moralement abîmés, broyés dans une implacable entreprise d'anéantissement où, face à la mort devenue quotidienne et presque banale, la souffrance et la dignité humaine ont perdu tout leur sens. Le style de Nałkowska, sec, concis, réduit au simple récit des faits glaçants et dépourvu de commentaire, est une accusation d'une redoutable efficacité.
Dans son recueil de nouvelles intitulé Adieu à Marie (1948) Tadeusz Borowski (1922-1951) lui aussi détenu des camps, va encore plus loin dans son pessimisme quant à la nature humaine. Il montre l’individu brimé par le mal absolu du monde concentrationnaire, où la seule préoccupation est la stratégie de survie. La frontière entre bourreau et victime est ténue et floue. Le béhaviorisme, une objectivité sarcastique de son approche choque certains de ses contemporains et le font accuser d'être cynique et nihiliste. Pourtant Borowski n'a décrit que ce qu'il avait vécu. En 1951, il se suicide.
Dans la quasi-totalité des œuvres en prose de cette période, la guerre en Pologne est présentée comme la destruction des valeurs et des codes sociaux, la négation des idéaux chéris par la tradition humaniste, un phénomène néfaste et dévastateur. Telle est la vérité des jeunes auteurs qui ont participé aux combats de la campagne de septembre 1939, des maquisards et des insurgés de Varsovie. Certains récits sont publiés dans les journaux, d'autres doivent attendre la fin de l'époque stalinienne comme : L'Automne polonaise (1955) et Chaussures (1956) de Jan Józef Szczepański (1919-2003), Les feuilles sont tombées des arbres (1955) de Tadeusz Różewicz (1921-2014), Rojsty (1956) de Tadeusz Konwicki (1926-2015) qui retrace la tragédie des maquisards de Wilno, ou encore Torrent noir (1954) de Leopold Buczkowski (1905-1983). Ce dernier roman décrit la collectivité anéantie par la folie d'extermination, terrifiée et tourmentée, incapable de sortir du cercle maudit de la mort qui s’imprègne et se reproduit à l'infini dans son subconscient.
Dans ce contexte, les récits d'Adolf Rudnicki (1909-1990) se démarquent par un ton différent. Dès ses premières nouvelles d'après guerre, Shakespeare (1948) et La Fuite de Iasnaia Poliana (1949), l'auteur évoque l'holocauste des Juifs polonais et mène une réflexion sur la nature humaine loin de la martyrologie et du manichéisme.
Sur le même thème, Des voix dans le noir que Julian Stryjkowski (1905-1996) a écrit par pendant la guerre ne pourront paraître qu'en 1956.
Le théâtre
Dans la production théâtrale plutôt maigre de ces années, deux pièces se démarquent et s'inscrivent durablement dans le répertoire polonais : Deux théâtres (1946) de Jerzy Szaniawski (1886-1970) et Les Allemands (1949) de Leon Kruczkowski (1900-1962).
La nouvelle réalité
A cette période, la thématique contemporaine est presque totalement absente de la littérature qui se consacre à l'expérience de la guerre et ses conséquences. Plus tard, elle sera plus abondante mais soumise aux schémas idéologiques de l'époque stalinienne. Cendres et Diamant (1948) de Jerzy Andrzejewski (1909-1983) est pratiquement le seul roman qui décrit la Pologne de ces premières années d'après guerre et notamment le drame de la jeunesse qui a combattu au sein de l'AK, l'Armée de l'Intérieur, et cherche à reprendre une vie normale. Mais la nouvelle réalité politique lui est hostile.

#### Littérature de l’émigration polonaise
Les œuvres littéraires publiées en nouvelle Pologne ne parlent pas de tous les aspects de la guerre. Il est notamment interdit de mentionner l'invasion puis l'occupation soviétique, les déportations en masse au goulag et le sort des soldats polonais de Katyń. Le combat du gouvernement polonais en exil et de son réseau en France (POWN, F2) et en Pologne (Armia Krajowa) l'épopée de l'Armée Anders et de la brigade du général Maczek sont également de grands absents de la littérature officielle du fait de la censure mais aussi parce que les écrivains qui en ont fait l'expérience sont condamnés à rester en exil.
En 1945 se crée à Londres l'Union des écrivains polonais en exil qui, comme l'Union des écrivains polonais réactivé en Pologne, revendique l'héritage de l'Union des écrivains d'avant-guerre. Stanisław Stroński, l'ancien ministre dans le gouvernement du général Sikorski, devient son premier président. Au début de 1946 à Rome, Jerzy Giedroyc, Józef Czapski, Zofia et Zygmunt Hertz fondent auprès du 2e Corps d’Armée Polonais l'Institut littéraire, transféré plus tard en France. Cette maison édite la revue Kultura et plus tard Zeszyty Historyczne (Cahiers d'Histoire), deux institutions qui joueront un rôle inestimable dans la poursuite de la pensée littéraire, artistique et politique polonaise indépendante. À Londres, Mieczysław Grydzewski reprend la publication de Wiadomości (Nouvelles).
Contrairement à la littérature née dans le pays, les œuvres conçues en exil sur le parcours des soldats, maquisards et résistants polonais combattant à l'Ouest exaltent le patriotisme, la bravoure, le dévouement et le sacrifice ultime des combattants. Cette vision héroïque est la part des volontaires qui s'engagent dès septembre 1939 et, en sortant des camps soviétiques grâce à l'Armée Anders, retrouvent leur dignité d'êtres humains et de citoyens. Ils renouent avec la devise romantique des légions polonais de Napoléon qui se battent "Pour notre liberté et la vôtre". Les reportages Bataille de Monte Cassino (1947) de Melchior Wańkowicz (1892-1974), Treize paraboles (1946) de Ksawery Pruszyński (1907-1950) et Un mot sur une bataille (1955) de Janusz Jasieńczyk (1907-1996) en sont les meilleurs exemples.
Parallèlement à cet hommage aux combattants en guise de consolation d'une patrie à nouveau perdue, paraissent de premiers mémoires de rescapés du goulag : Personnes malmenées (1945) (réédités ensuite sous le titre Nuits en Kazachstan) de Herminia Naglerowa (1890-1957), Dans une maison de captivité (1946) de Beata Obertyńska (1898-1980), Entre marteau et faucille (1948) de Wacław Grubiński (1883-1973) ainsi que Souvenirs de Starobielsk (1944) et Terre inhumaine (1949) de Józef Czapski (1896-1993).

### Auteurs notables
- Jerzy Andrzejewski (1909-1983)
- Tadeusz Borowski (1922–1951)
- Józef Czapski (1896-1993)
- Gustaw Herling-Grudziński (1919–2000)
- Tadeusz Konwicki (1926-2015)
- Zofia Nałkowska (1884-1954)
- Beata Obertyńska (1898-1980)
- Ksawery Pruszyński (1907-1950)
- Tadeusz Różewicz (1921–2014)
- Adolf Rudnicki (1909-1990)
- Seweryna Szmaglewska (1916–1992)
- Józef Szczepański (1922-1944)
- Melchior Wańkowicz (1892-1974)

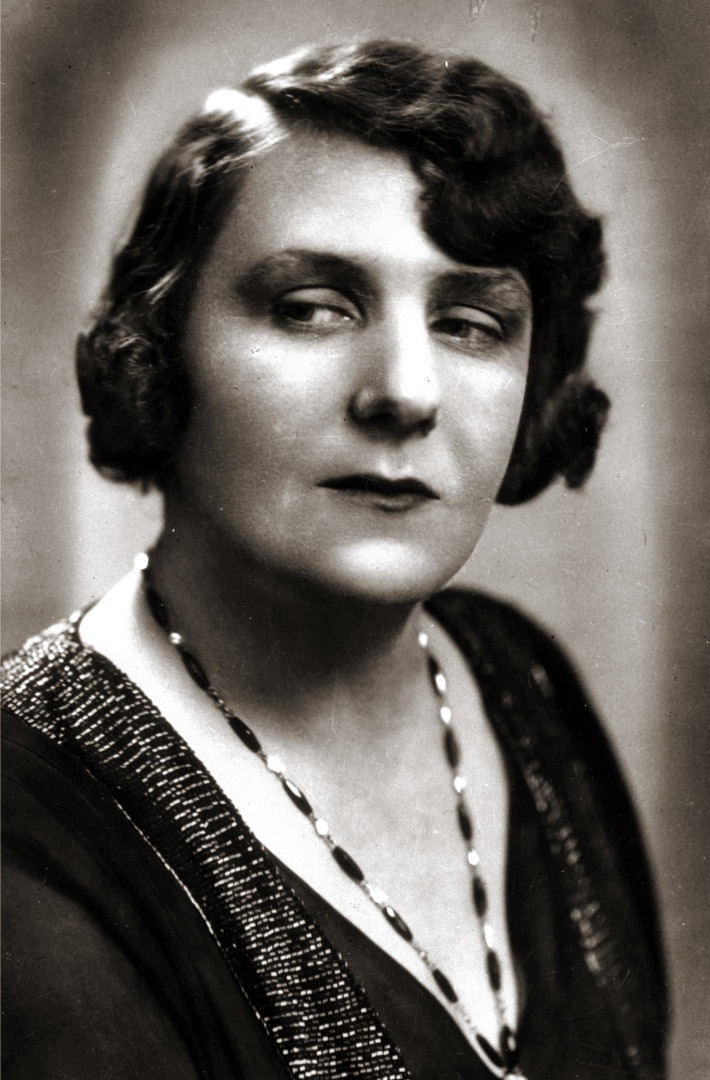
Zofia Nałkowska
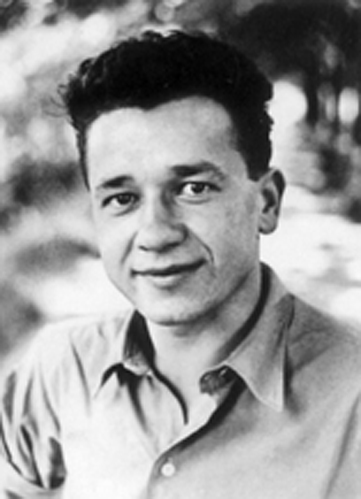
Tadeusz Borowski
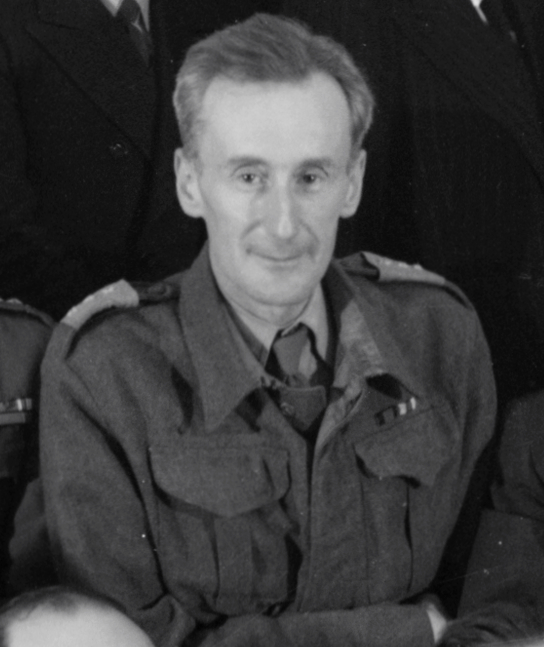
Józef Czapski, 1943, dans l'armée Anders
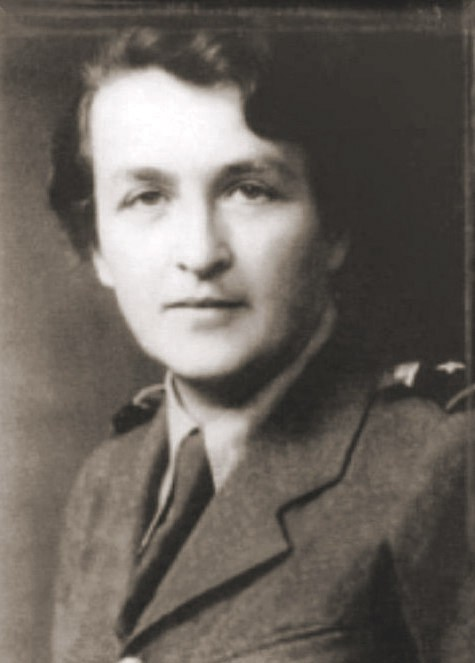
Beata Obertyńska, avant 1945, dans l'armée Anders
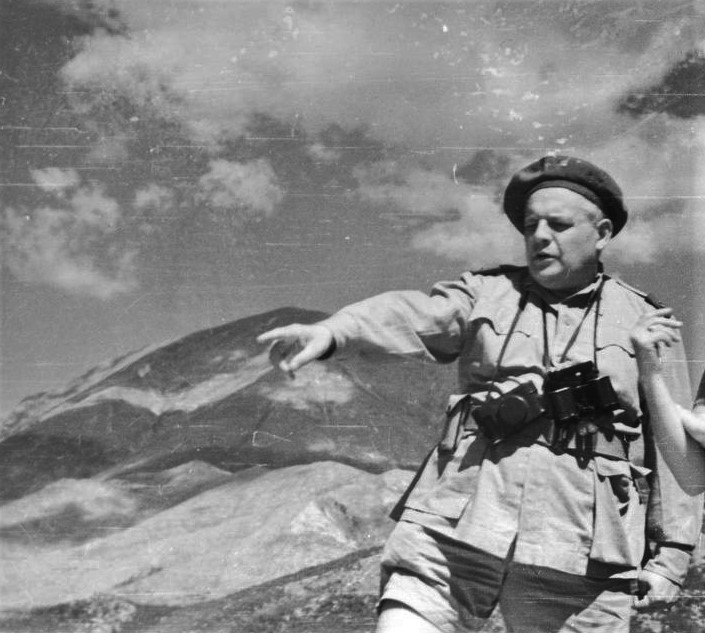
Melchior Wańkowicz à Monte Cassino, mai 1944
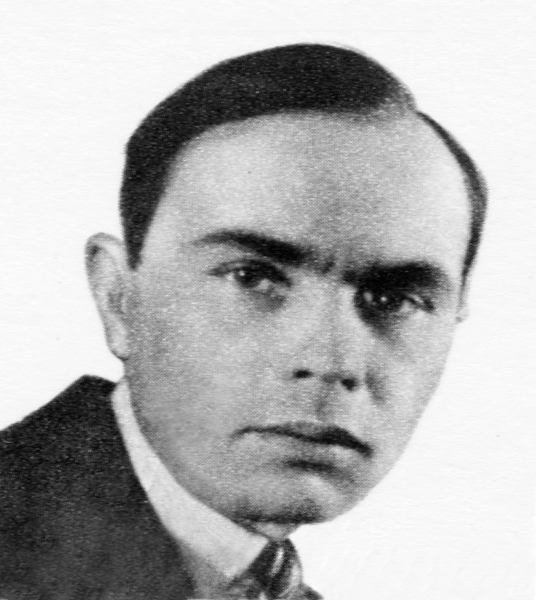
Ksawery Pruszyński, 1945

### 1949-1956: Réalisme socialiste
Lors de son deuxième congrès organisé en janvier 1949 à Szczecin, l'Union des écrivains polonais adopte le réalisme socialiste comme forme d'expression artistique obligatoire. Dans le même temps, le premier ministre interdit la divulgation en Pologne des publications éditées à l’étranger. L'organisation adopte également le modèle institutionnel de l'Union des écrivains soviétiques. D'ailleurs, c'est la seule qui est autorisée. Désormais, tout en exerçant le contrôle sur les auteurs au nom du Parti, l'Union leur procure tout le confort matériel nécessaire à la création. La littérature participe activement à la construction de la société nouvelle. Elle a une fonction éducative et se charge de légitimer le nouveau régime politique. Politiquement et matériellement soumis, l'écrivain membre de l'Union se voit accorder de nombreux privilèges : droit à un meilleur logement, approvisionnement dans des magasins alimentaires à régime spécial, prix, médailles et distinctions. Il peut aussi voyager à l’étranger et disposer de devises. Les privilèges sont distribués par l'administration de l'Union gérée par des secrétaires (notamment Jerzy Putrament et Jan Maria Gisges). Jarosław Iwaszkiewicz, président de l'Union dans les années 1945–1946, 1947–1949,1959–1980, se distingue par une attitude particulièrement servile envers le régime.
Ainsi, les œuvres réalistes socialistes insufflent de l'optimisme en mettant en scène des héros triomphant des complots contre-révolutionnaires, avec un large catalogue de stéréotypes positifs : Staline, le Parti, l'Armée rouge, les héros du travail stakhanoviste. Et négatifs : ingénieur saboteur, « bikiniarz » (fêtard), « bumelant » (tire-au-flanc), etc. On établit une liste de sujets obligatoires : l’URSS, Staline, la paix, le Parti, la patrie. Et une autre liste des sujets interdits : le scoutisme, les Légions de Piłsudski et Piłsudski lui-même, les relations polono-juives et polono-ukrainiennes, l’Église, la noblesse. On interdit les auteurs « réactionnaires » ainsi que toute mention de leur existence afin de les gommer de la conscience collective, tels que Juliusz Kaden-Bandrowski, Ferdynand Goetel, Zofia Kossak-Szczucka, Maria Kuncewiczowa, Czesław Miłosz, Ferdynand Ossendowski ou encore Melchior Wańkowicz. En 1950, 2 482 livres, dont 562 titres pour enfants, sont mis à l'index et font l'objet de retrait immédiat des bibliothèques.
La doctrine du réalisme socialiste ne laisse aucune liberté de création. Cependant, peu nombreux sont les écrivains qui refusent de s'y soumettre comme Jerzy Zawieyski, Aleksander Wat, Jan Józef Szczepański, perdant ainsi la possibilité de s'exprimer et les moyens de subsistance. Les autres gaspillent leur talent en servant la nouvelle idéologie. Julian Tuwim, qui revient des États-Unis en 1946, n'écrira plus rien de notable, à l'exception de son inachevé poème épique Les Fleurs polonaises dans lequel il se souvient avec nostalgie de son enfance à Łódź et chante les louanges du nouveau régime. Comme le font également Antoni Słonimski (1895-1976), Władysław Broniewski (1897-1962), Konstanty Ildefons Gałczyński (1905-1953), Jan Brzechwa (1898-1966), Mieczysław Jastrun (1903-1983), Jarosław Iwaszkiewicz (1894-1980). Certains, comme la poétesse Wisława Szymborska (1923-2012) qui débute alors, voudront plus tard oublier cet épisode de leur vie.
En 1950, les revues Kuźnica et Odrodzenie "fusionnent"  dans une revue plus conformiste, Nowa Kultura (Culture nouvelle, 1950–1963).

Utilitaire et dogmatique, la production artistique de cette période ne l'est que de nom. 

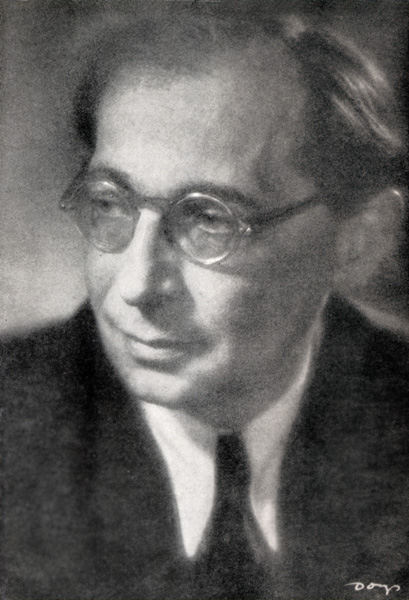
Adam Ważyk
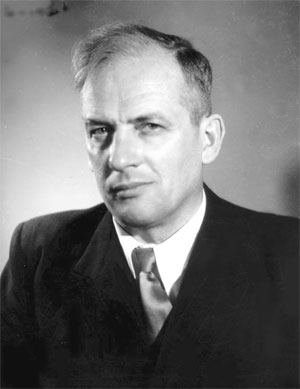
Jerzy Putrament
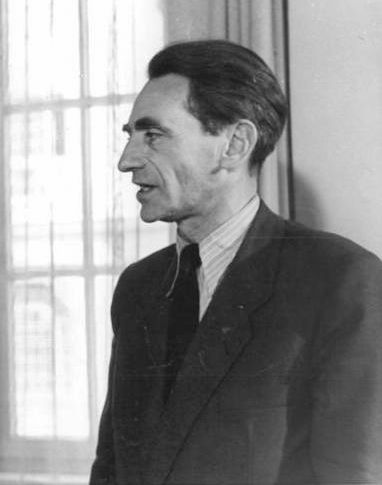
Mieczysław Jastrun
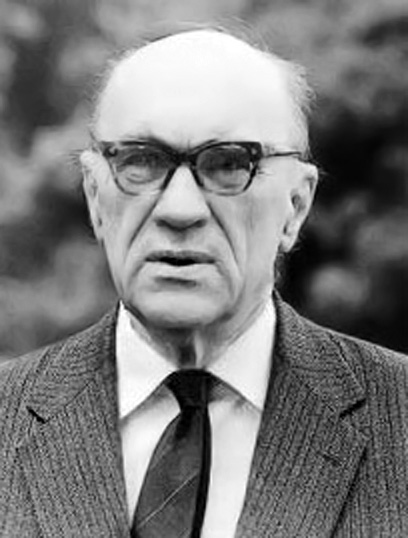
Jarosław Iwaszkiewicz
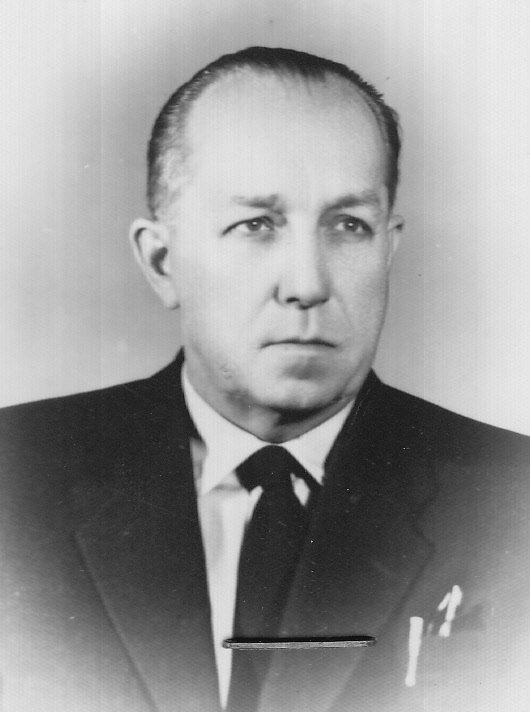
Leon Kruczkowski
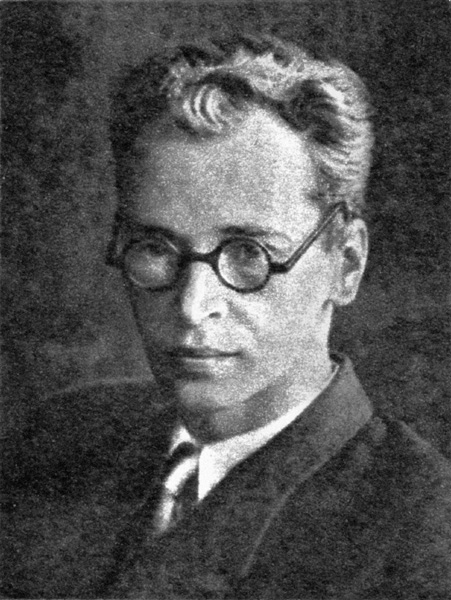
Jerzy Andrzejewski

#### Littérature dissidente
C'est avec les fonds du 2e Corps d’Armée polonais qui stationne après la guerre à Rome que naît la maison d'édition Institut Littéraire. Parmi ses premières œuvres éditées se trouve la trilogie de Sergiusz Piasecki (1901-1964) : La petite pomme, Je m’en vais regarder par la fenêtre, Nul ne va nous accorder le salut (1946-1947). Cependant, le retour à la vie civile des soldats polonais de l'Armée du général Anders au cours de 1946, l’éloignement de Rome par rapport aux principaux foyers de l’émigration polonaise, et surtout les possibilités insuffisantes de communication avec le pays, poussent son directeur Jerzy Giedroyc à transférer en juillet 1947 le siège de l'Institut à Paris, puis à Maisons-Laffitte. Dans un premier temps, l'Institut édite seulement la revue Kultura. Les premiers livres qu'il fait paraître en 1953 au sein de la Bibliothèque de Kultura sont le roman Trans-Atlantique et la pièce Le Mariage de Witold Gombrowicz (1904-1969) ainsi que La pensée captive de Czesław Miłosz (1911-2004). En 1954, l’Institut publie aussi les débutants : Marian Pankowski (1919-2011), Leo Lipski (1917-1997) et Andrzej Chciuk (1920-1978). La diffusion de ces publications est interdite en Pologne.
A Paris s’installe aussi Kazimierz Romanowicz, également un ancien soldat de l’Armée Anders. Avec son épouse Zofia, une rescapée du camp de Ravensbruck, ils fondent au cœur de l’Île Saint-Louis la maison d’édition Libella et la Galerie Lambert. Pendant un demi-siècle, ce couple exceptionnel donne vie à ces deux institutions au service de la pensée et de la culture polonaise libres. Le premier livre qu'ils éditent est Baśka et Barbara (1956) de Zofia Romanowicz. Après ce début encourageant, elle écrira en 1960 La Traversée de la Mer Rouge.
Un nombre très important de Polonais se trouvent à Londres où siégeait pendant la guerre le gouvernement polonais en exil. C'est ici que Maria Kuncewiczowa (1895-1989) publie Conspiration d’absents (Londres 1946) et Anatol Krakowiecki (1901-1950) Un livre sur Kolyma (1950). C'est également à Londres que paraissent en 1951 le saisissant Un Monde à part de Gustaw Herling-Grudziński (1919-2000) ainsi que des recueils de poèmes de Jan Lechoń (Recueil 1916-1953) et de Józef Łobodowski (Festin des pestiférés, 1954).
Le couple des artistes de la veine surréaliste, Franciszka et Stefan Themerson, auteurs de livres pour enfants et pionniers du cinéma expérimental à base des photogrammes qui, après Varsovie, ont poursuivi leurs expérimentations pataphysiques, d'abord à Paris (1937-1940) puis à Londres, y fondent en 1948 la Maison d'édition, Gaberbocchus Press (en). Elle publie entre autres Alfred Jarry, Raymond Queneau, Bertrand Russell ainsi que leurs propres œuvres. Stefan Themerson, qui écrit en polonais, en français puis, après son installation en Angleterre en 1942, en anglais, est l'inventeur de la poésie sémantique qui privilégie le sens le plus prosaïque (sens propre) aux acceptions métaphoriques et euphémistiques. Son premier roman Bayamus (1949) en est un bon exemple.
Kazimierz Wierzyński publie à New York Sept fers à cheval (1954).
Un monde à part de Gustaw Herling-Grudziński publié à Londres en 1951 avec une préface de Bertrand Russell est à la fois témoignage et fiction, mémoire et chronique de l’univers concentrationnaire soviétique. En France, il faudra attendre trente-quatre ans pour découvrir ce récit magistral.
Attaché culturel de la Pologne populaire, Czesław Miłosz s'enfuit à l'Ouest en 1951 et demande l'asile politique à la France. Selon ses propres mot, il "a choisi la liberté". Il rédige alors ses œuvres non-poétiques, notamment l'essai La pensée captive, qui, mêlant introspection et observations, révèle les mécanismes de l’aliénation culturelle exercée par les Communistes et analyse le rôle des artistes dans les régimes autoritaires. Lorsqu'il est publié, les intellectuels occidentaux de gauche ne jurent que par le Communisme et sa mise en application à l'Est. Quelques années plus tard, quand ils reviendront sur leur jugement, Miłosz sera porté jusqu'à la gloire du prix Nobel pour avoir dénoncé les abus du système communiste dès ses débuts.

À partir de 1953 jusqu'à 1966, Witold Gombrowicz publie dans Kultura son Journal, suivi, après la mort de Gombrowicz par le Journal écrit la nuit de Gustaw Herling-Grudziński. Ces journaux, à mi-chemin entre récit intime, faits divers, mémoires et commentaires de la vie politique en Pologne, sont un étrange bloc-notes qui se transforme peu à peu en une grande fresque de l’histoire et de la culture du XXe siècle et fait depuis lors, partie du corpus littéraire polonais.

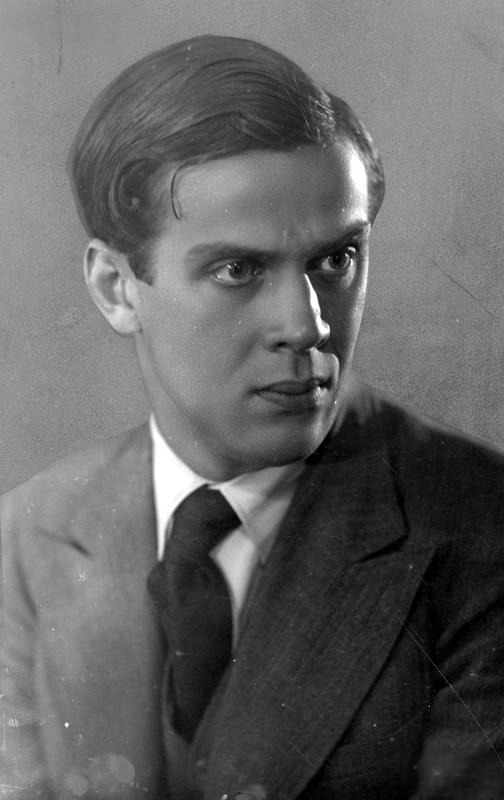
Józef Łobodowski
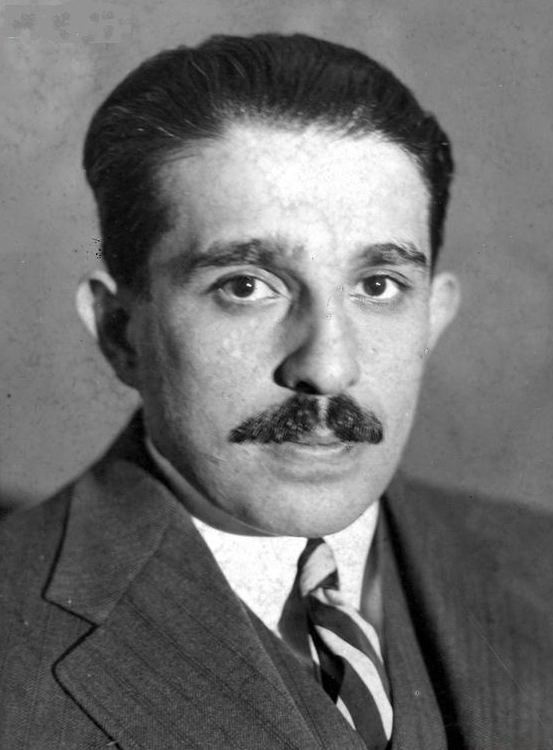
Marian Hemar
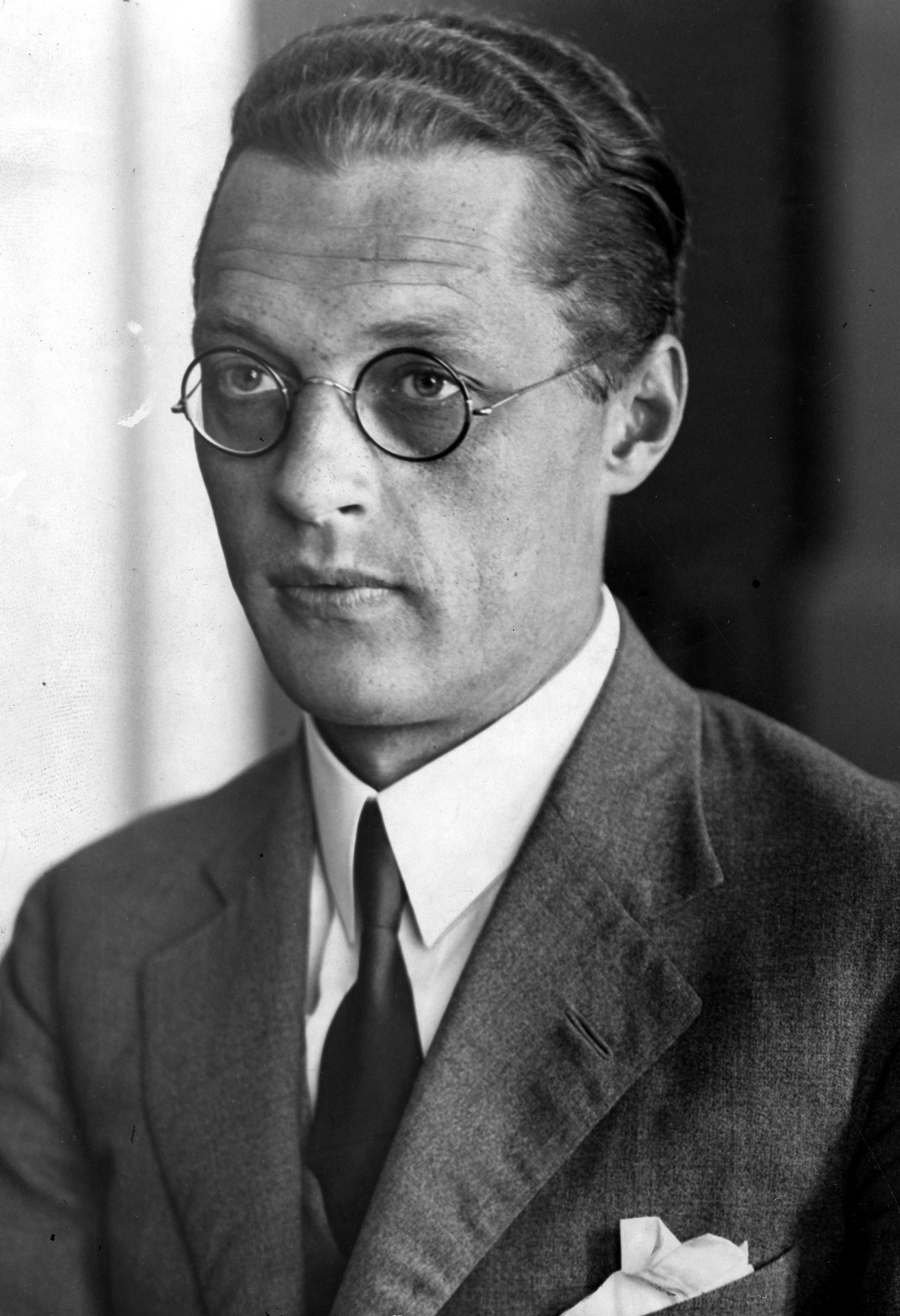
Kazimierz Wierzyński
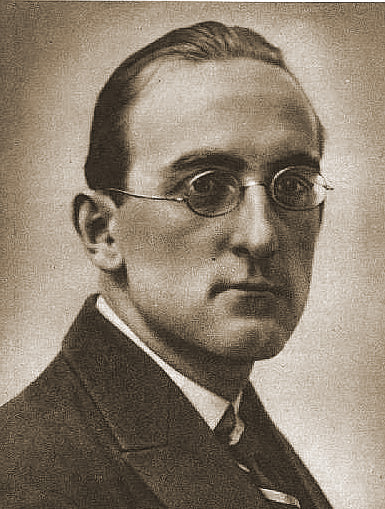
Jan Lechoń
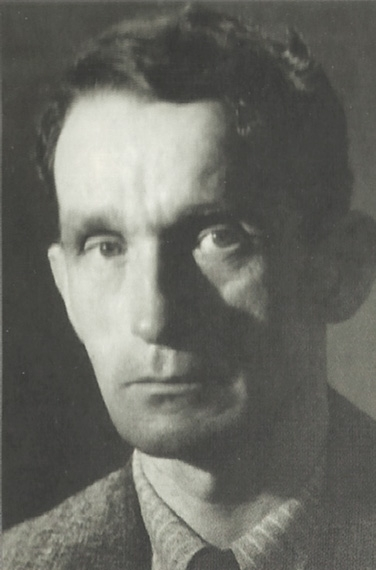
Sergiusz Piasecki
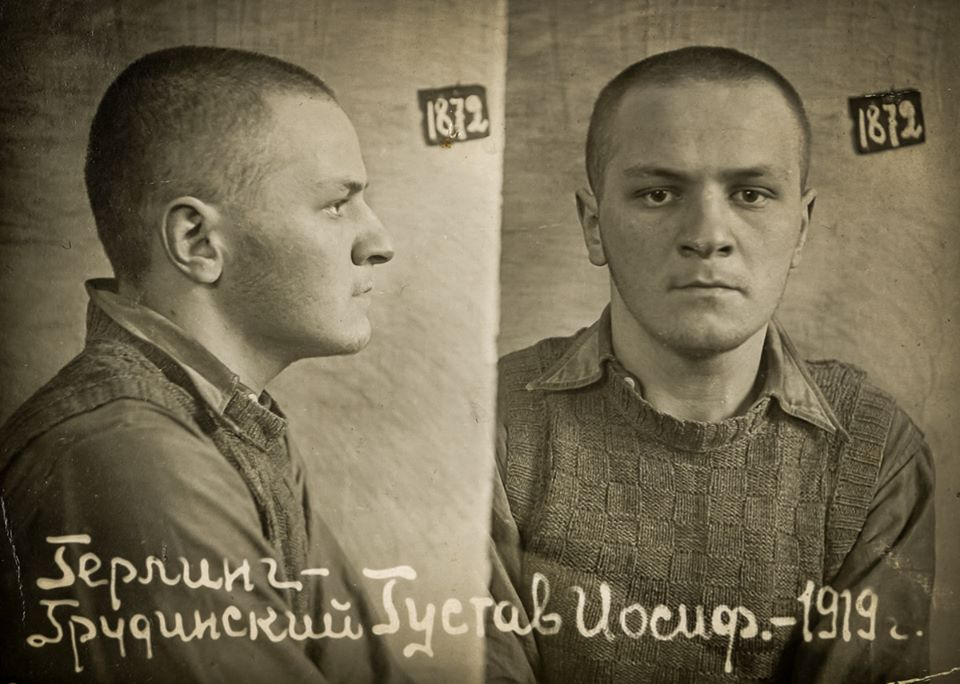
Gustaw Herling-Grodziński, 1940, prison de Hrodna, avant la deportation en Sibérie
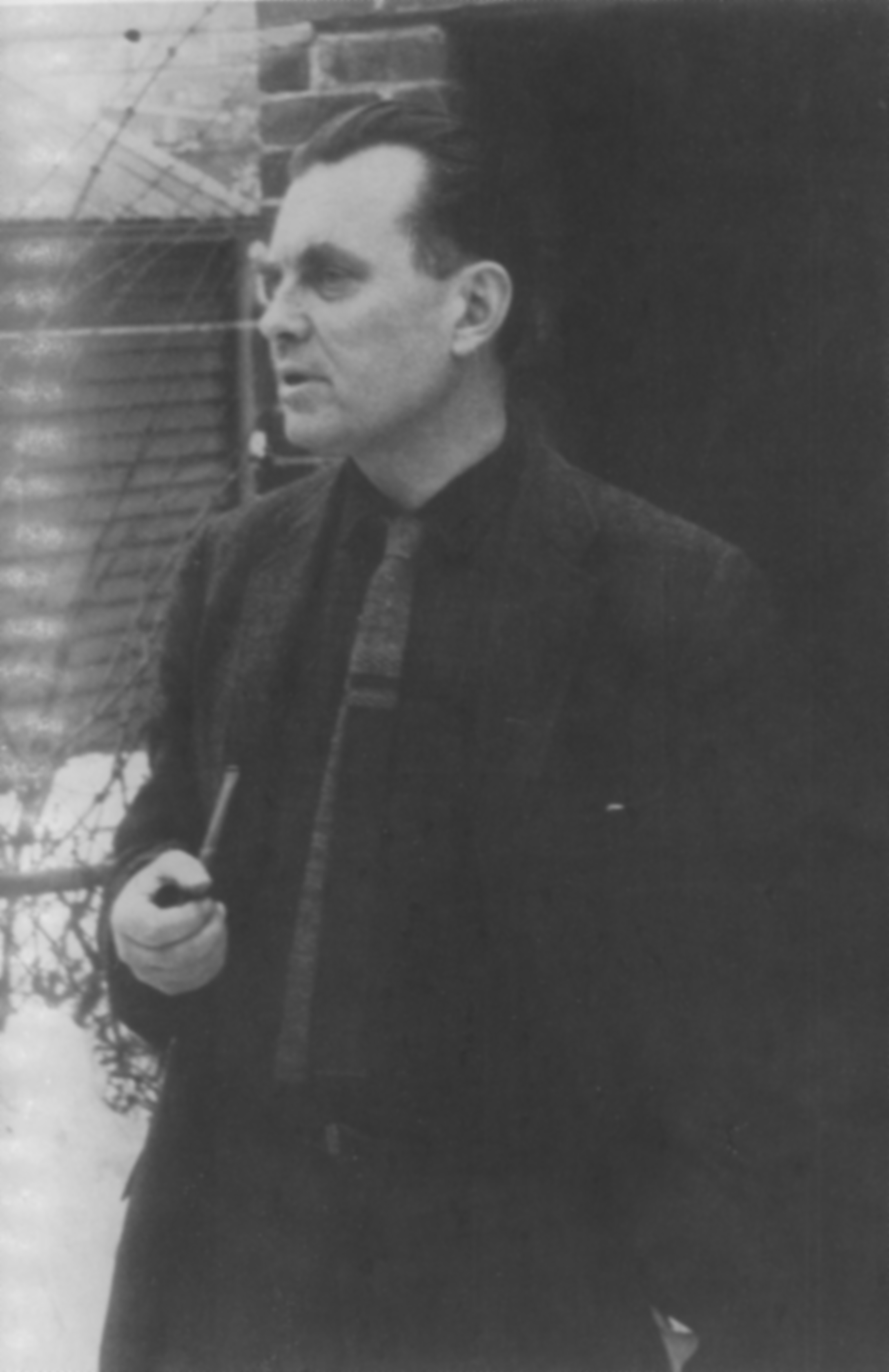
Czesław Miłosz
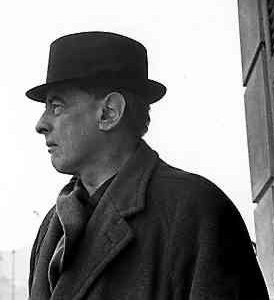
Witold Gombrowicz

### Octobre polonais (1956)
- Octobre polonais de 1956

La mort de Staline, en 1953, entraîne des changements en URSS et le vent de changement souffle aussi en Pologne.
En 1955, la revue de l'Union de la Jeunesse polonaise Po prostu se transforme en hebdomadaire "des étudiants et de la jeune intelligentsia" où publient, entre autres, Marek Hłasko, Ernest Bryll et Józef Lenart. Po prostu s'engage dans le mouvement pour les réformes politiques. La même année, Życie Literackie (La Vie Littéraire, 1951–1990) publie Zbigniew Herbert (1924-1998) et Miron Białoszewski (1922-1983), deux poètes qui ont refusé la dogme du réalisme socialiste et n'ont jamais prêté leurs plumes pour faire l'éloge de l'époque stalinienne.
Commencent à paraître des livres arrêtés dans les années 40 par la censure : L'Automne polonaise (1955) et Chaussures (1956) de Jan Józef Szczepański (1919-2003), Les feuilles sont tombées des arbres (1955) de Tadeusz Różewicz (1921-2014), Torrent noir (1954) de Leopold Buczkowski (1905-1983) ou encore Rojsty (1956) de Tadeusz Konwicki (1926-2015). Julian Stryjkowski (1905-1996) publie enfin Des voix dans le noir, suivi d'Austeria (1966).
Fin décembre 1955, lors de la réunion du Parti consacrée à la situation qui règne « sur le front culturel », le tout-puissant ministre Jakub Berman, responsable des services de Sécurité intérieure, de la propagande et de l'idéologie, et Jerzy Putrament, président de l'Union des écrivains, interviennent et tentent désespérément de freiner le nouveau courant, mais en vain.
En février 1956, lors du 20e congrès du Parti communiste de l’Union soviétique, le nouveau dirigeant soviétique Nikita Khrouchtchev dénonce le culte de la personnalité de Staline et les égarements de son régime. La mort en mars 1956 à Moscou du Premier secrétaire du PZPR et stalinien convaincu Bolesław Bierut précipite les événements en Pologne. Le soulèvement de Poznań de juin 1956, une grève des ouvriers qui se transforme en insurrection générale, est sévèrement réprimée par l’armée. Le général Popławski donne l’ordre de tirer sur la foule et fait entre 57 et 78 morts. Bouleversée, Kazimiera Iłłakowiczówna écrit un poème Mon cœur a été fusillé à Poznań (1956).
En août 1956, la revue Nowa Kultura publie Poème pour adultes d'Adam Ważyk (1905-1982) qui décrit la misère idéologique, morale et matérielle des Polonais et dénonce la langue de bois et l'hypocrisie de la vie politique et sociale en Pologne. Jusqu'alors fervent partisan et théoricien du réalisme socialiste, Ważyk change de bord et il n'est pas le seul. Jerzy Andrzejewski écrit des nouvelles réunies dans le recueil Le renard d'or (1955), où la fin des illusions est comparée aux fruits de l'imagination d'un enfant. Les deux romans suivants de l'auteur, Les ténèbres couvrent la terre (1957) et  Les portes du paradis (1960) utilisent l'allégorie de l'engagement et du fanatisme religieux menant au crime et à l'avilissement de l'humain. Le fraîchement converti Kazimierz Brandys (1916-2000) écrit Mère des Rois (1957). Cette grande fresque sur une mère-courage à la polonaise montre le drame des membres du PC disciplinés et enthousiastes, mais victimes de la mauvaise politique adoptée par leurs dirigeants.
En octobre 1956, Władysław Gomułka, "plus modéré", prend la tête du PZPR, annonce la recherche de la « voie polonaise vers le socialisme » et lance des réformes. Le cardinal Wyszyński et de nombreux soldats de l'Armia Krajowa sont libérés.

#### Génération 56
Après 1956, on réduit la censure, réhabilite et réédite des artistes d’avant-garde "honnis" : Witkacy, Witold Gombrowicz, Bruno Schulz ou encore Michał Choromański. La littérature occidentale est à nouveau autorisée en Pologne et on traduit Albert Camus, Jean-Paul Sartre, Ernest Hemingway, Wiliam Faulkner, Samuel Beckett et Eugène Ionesco.
La vie culturelle renaît et voit le développement spontané d'institutions indépendantes : Théâtre Bim-Bom à Gdańsk, Théâtre Étudiant des Satiristes (STS) à Varsovie, Cabaret Piwnica pod Baranami (Cave aux moutons) de Piotr Skrzynecki à Cracovie, Teatr rue Tarczyńska de Miron Białoszewski, Théâtre Cricot II de Tadeusz Kantor à Cracovie, Studio de Mime de Henryk Tomaszewski à Wrocław. Les groupes de discussions, Club d'intelligentsia catholique et Club du Cercle Tordu, commencent alors leurs activités et deviennent une enclave de pensée libre dans une vie publique entièrement dominée par la pensée unique du Parti.
Commencent également à paraître de nouvelles revues : Współczesność (L'ère contemporaine, 1956–1971), la nouvelle version du mensuel de l'entre-deux-guerres Rocznik Literacki (l'Annale littéraire, 1956–84) et des revues Dialog, Więź, Odra et Przegląd Humanistyczny, qui existent toujours, et bien d'autres. L’hebdomadaire catholique Tygodnik Powszechny, suspendu après la mort de Staline pour avoir refusé de publier son éloge, est réactivé.
Encouragés par ces changements positifs, certains écrivains décident de retourner en Pologne : Stanisław Mackiewicz en 1956, Stanisław Młodożeniec, Zofia Kossak-Szczucka et Michał Choromański en 1957 et Melchior Wańkowicz et Maria Kuncewiczowa en 1958.
Une nouvelle génération d'artistes voit le jour, dont la pléiade des poètes liés à la revue d'abord mensuelle, puis bi-hebdomadaire, Współczesność (L'ère contemporaine) parmi lesquels : Stanisław Grochowiak, Andrzej Bursa, Halina Poświatowska, Urszula Kozioł, Jerzy Harasymowicz, Edward Stachura, Ernest Bryll, Marek Hłasko ou encore Włodzimierz Odojewski.
En raison de leurs débuts poétiques tardifs, Zbigniew Herbert (1924-1998) avec Corde de lumière (1956) et Miron Białoszewski (1922-1983) avec Rotations des choses sont souvent considérés comme appartenant également à cette génération. Cependant, ce n'est qu'une classification formelle puisque l'expérience générationnelle et le style de ces poètes sont bien différents.
Zbigniew Herbert (1924-1998), qui deviendra pour ses concitoyens le symbole de la lutte contre le régime d'une intégrité absolue, considère que le communisme est un totalitarisme aussi néfaste que le nazisme. En 1951, alors qu'il n'a publié que quelques poèmes dans des revues, il démissionne de l'Union des écrivains en signe de désaccord et d'indépendance. Il exerce alors divers métiers et doit attendre 1956 pour voir paraître son premier recueil de poèmes, Corde de lumière, et sa première pièce de théâtre, sur la mort de Socrate, La Caverne des philosophes. Très bien accueilli par la critique et le public, ils sont bientôt suivis par les recueils Hermès, le chien et l'étoile (1957), Étude d'objet (1961) et Inscription (1969). Appréciée pour la qualité prosodique et le classicisme épuré du style, la poésie de Herbert, laconique et baignée de références culturelles et philosophiques européennes, est une libre méditation sur la condition de l'homme, et celle d'un intellectuel dans un monde privé de libertés. À la fin des années soixante, le poète introduit dans son œuvre un personnage récurrent, qu’il nomme : Monsieur Cogito. Cet alter ego du poète, un peu naïf, ordinaire et courageux, observe le monde qui l’entoure avec une certaine distance. C'est un esprit libre et un citoyen engagé, fort de sa conscience, dignité morale et traditions.
Populaire, mais dans un registre très différent, Miron Białoszewski (1922-1983) expérimente avec le langage, ce qui lui vaudra le classement un peu schématique dans la catégorie « poésie linguistique ». Dans son premier recueil Rotations des choses (1956), comme dans les suivants : Calcul velléitaire (1959), Emotions erronées (1961), Il y avait et il y avait (1965), Białoszewski prône un retour aux bases de la perception des objets quotidiens et du moi existentiel. Dans le contexte de la novlangue du régime, la langue n'est plus seulement un outil d'expression mais devient la réalité en elle-même que la poésie "scrute, soupçonne, démasque ou sublime". Publié en 1970, sa Mémoire de l’insurrection de Varsovie, un journal intime en prose poétique très proche de la parole quotidienne, qui relate jour par jour, presque rue par rue, l'insurrection de Varsovie d'août 44, deviendra un grand classique de la littérature polonaise.
Les innombrables recueils poétiques de jeunes auteurs qui voient le jour dans cette période sont tous d'une tonalité sombre, grinçante ou ironique, bien éloignée des accents dithyrambiques des textes écrits à la gloire du régime. Ce qui prédomine dans l'œuvre de ces jeunes révoltés, c'est le désarroi. Stanisław Grochowiak (1934 -1976), le jeune rédacteur en chef de Współczesność, polémique avec Julian Przyboś, poète constructiviste et l'un des principaux représentants du mouvement d'avant-garde poétique de Cracovie de la période de l'entre-deux-guerres qui continue à exalter le progrès. Baroque et "fétichiste de la laideur", Grochowiak ne croit pas à la rationalité de l'homme et emplit ses poèmes de moisissures, de squelettes, de corps torturés, agonisant ou en décomposition. L'anti-esthétisme d'Andrzej Bursa (1932-1957) est encore plus radical.
Cependant, c'est à l'écrivain Marek Hłasko (1934-1969), l'enfant terrible des belles lettres polonaises, qu'appartient l'entrée en scène la plus fracassante. Ses nouvelles, Premier Pas dans les Nuages, parues en 1956, sont accueillies avec enthousiasme tant par les critiques que par les lecteurs, pour qui l'écrivain comme son œuvre deviennent le symbole de l'époque. L'auteur lui-même se transforme en légende vivante, comparé à Jack Kerouac pour son approche de la littérature et à James Dean pour son destin brûlé. Ces récits noirs expriment des doutes, des angoisses et le mal de vivre. En outre, leur style rompt avec toutes les conventions littéraires préexistantes. Sa syntaxe est coupée, sa langue est nerveuse, proche du langage parlé et truffée de vulgarismes. Chef de file des "jeunes gens en colère", il exprime avec brutalité son refus des valeurs intellectuelles et morales de l'étouffante société socialiste. Dans son roman Le huitième jour de la semaine, un jeune couple cherche désespérément un endroit décent où la jeune fille pourrait offrir sa virginité à son amoureux. Mais, dans la Pologne de l’après-guerre, on manque de tout et surtout d’intimité, les logements font cruellement défaut et il faut partager les appartements. Dans Le Nœud coulant le héros ne supporte pas qu'on lui parle de son alcoolisme, et se pend. A vingt-quatre ans, Hłasko profite d’une bourse d’études à Paris pour échapper au régime communiste. Vie folle et scandaleuse, entre l’Europe, Israël et Los Angeles, où l’invite Roman Polanski. Il meurt en 1969 à l’âge de trente-cinq ans.
Dandy par protestation et grand promoteur du jazz, Leopold Tyrmand (en) (1920-1985) signe en 1955 le premier roman policier de la Pologne communiste, Le Méchant (Zły), qui devient un véritable phénomène de société. Tyrmand restera l'auteur d’un seul livre. Son Journal qu'il écrit en 1954, un fabuleux témoignage de l'époque stalinienne, ne sera publié dans son pays qu'en 2009, bien après sa mort en exil en 1985.
L'Hôpital des transfigurés, le premier roman de Stanisław Lem (1921-2006) écrit en 1948 et dont l'action se déroule dans un hôpital pour malades mentaux liquidés par les Allemands en 1940 fait l'objet des ingérences de la censure et ne paraîtra dans son intégralité qu'en 1975. L'auteur se tourne vers la science-fiction mais ce n'est qu'après 1956 que son œuvre prend son essor. Solaris (1961), son roman le plus connu, est considéré comme l'un des textes fondateurs de la science-fiction moderne.
Au fil des années 1950 et 1960, Tadeusz Kantor affine sa conception d'un théâtre "autonome" et "total". Autonome par rapport au système de l'institution, par rapport à la réalité, dont il refuse d'être la reproduction, par rapport à la littérature dont le théâtre ne saurait être la traduction ou l'illustration. « Tous les éléments de l'expression scénique, mot, son, mouvement, lumière, couleur, forme sont arrachés les uns des autres, ils deviennent indépendants, libres, ils ne s'expliquent plus, ils ne s'illustrent plus les uns les autres » écrit Kantor dans un carnet de notes dès 1957.
Cependant, dès 1957, la censure s’intensifie de nouveau. L’hebdomadaire Po prostu est interdit. Après 1958, même si la recherche de nouvelles formes d’expression artistique est toujours autorisée, la liberté de création est à nouveau surveillée. Les hebdomadaires libéraux Nowa Kultura et Przegląd Kulturalny disparaissent eux aussi.
En 1959, Wiesław Gomułka attaque toute forme de révisionnisme dans la culture.
Aleksander Wat (1900-1967) quitte la Pologne en 1959.

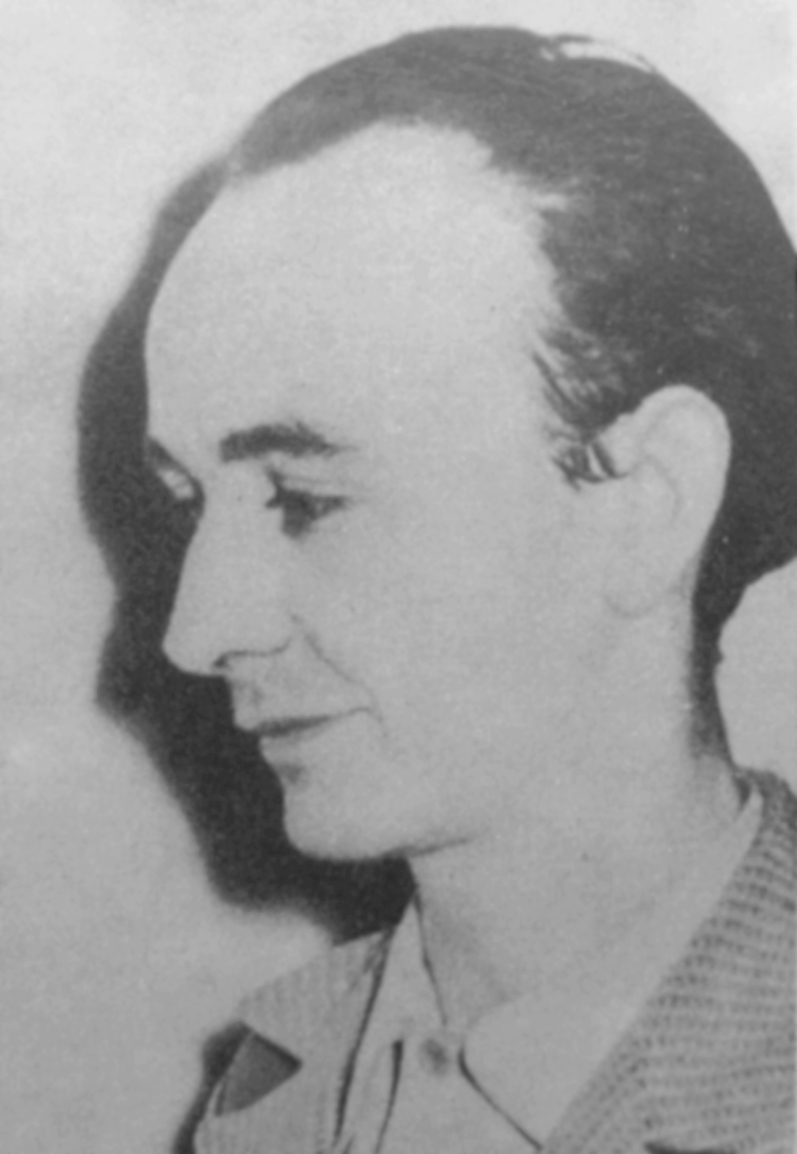
Stanisław Grochowiak
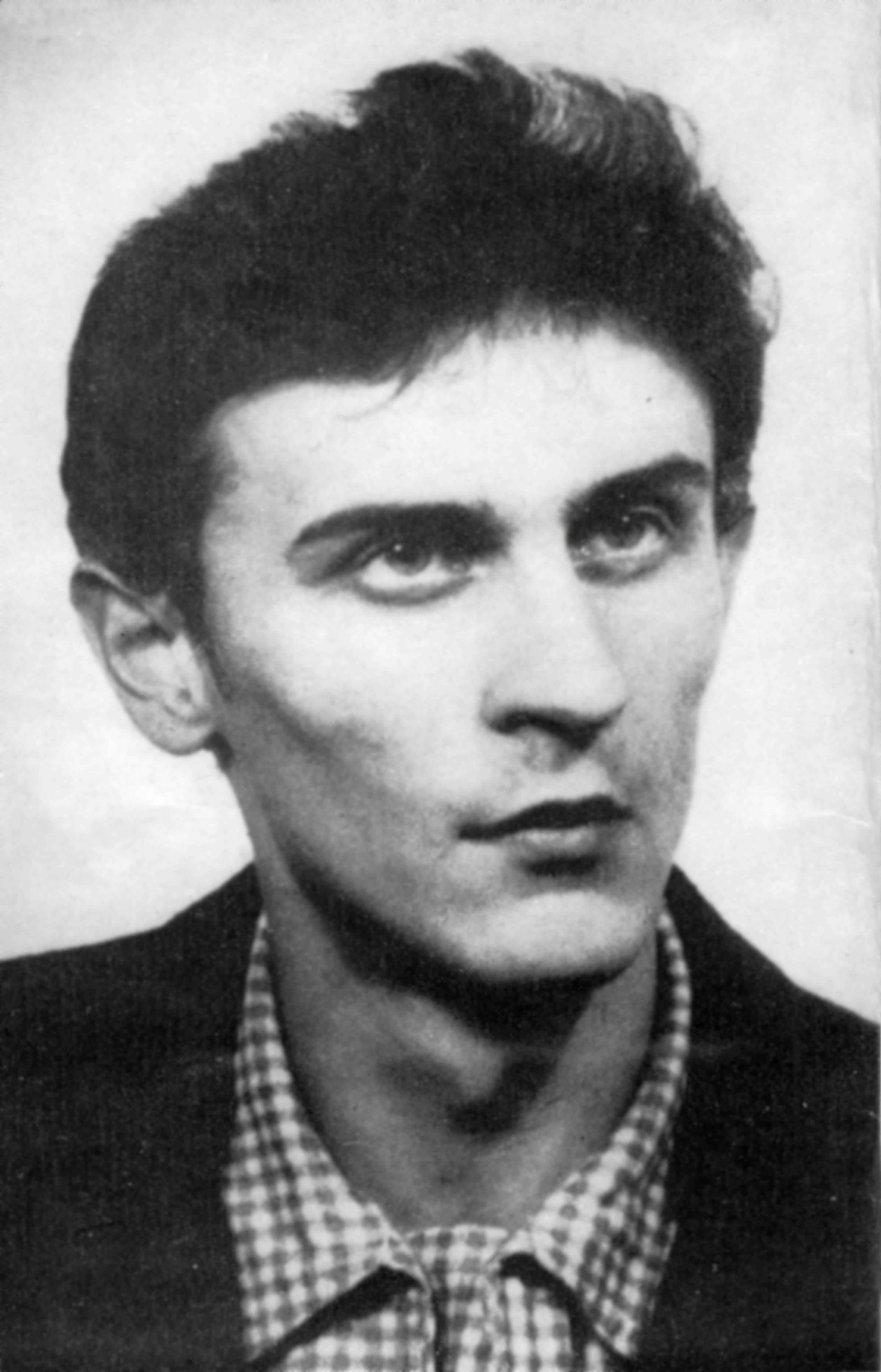
Andrzej Bursa
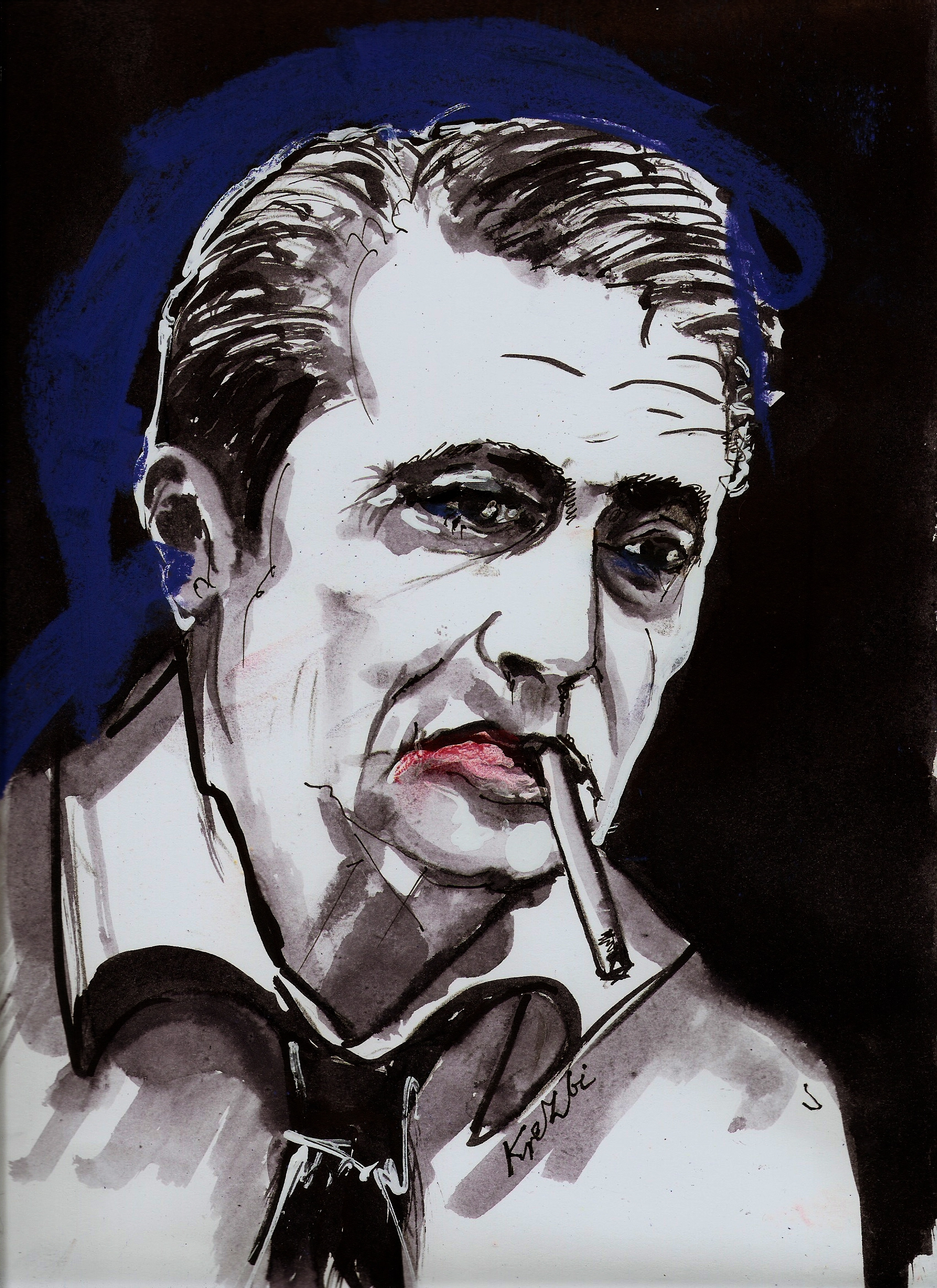
Marek Hłasko
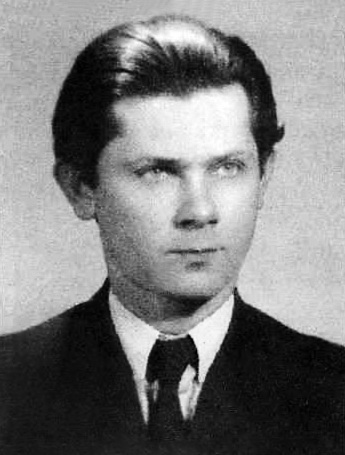
Zbigniew Herbert
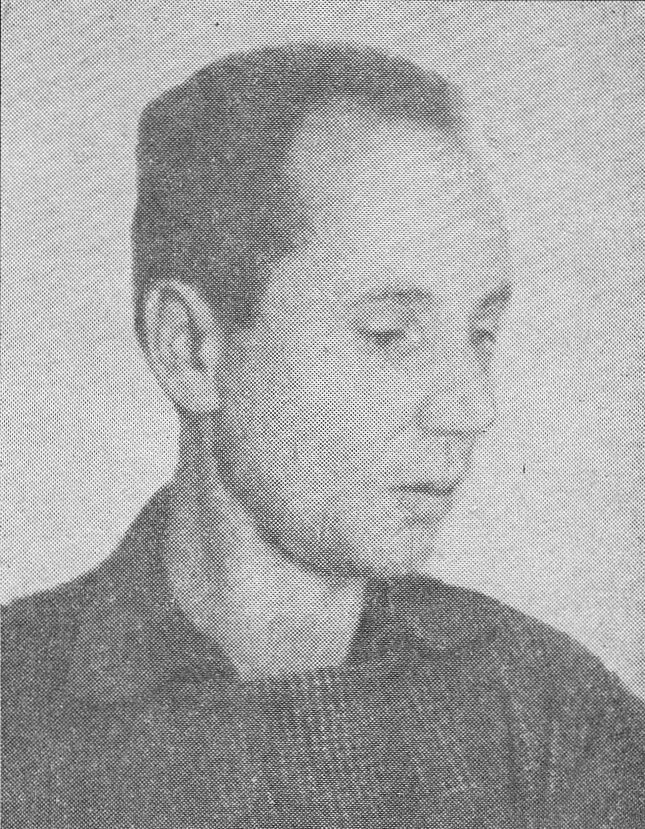
Miron Białoszewski
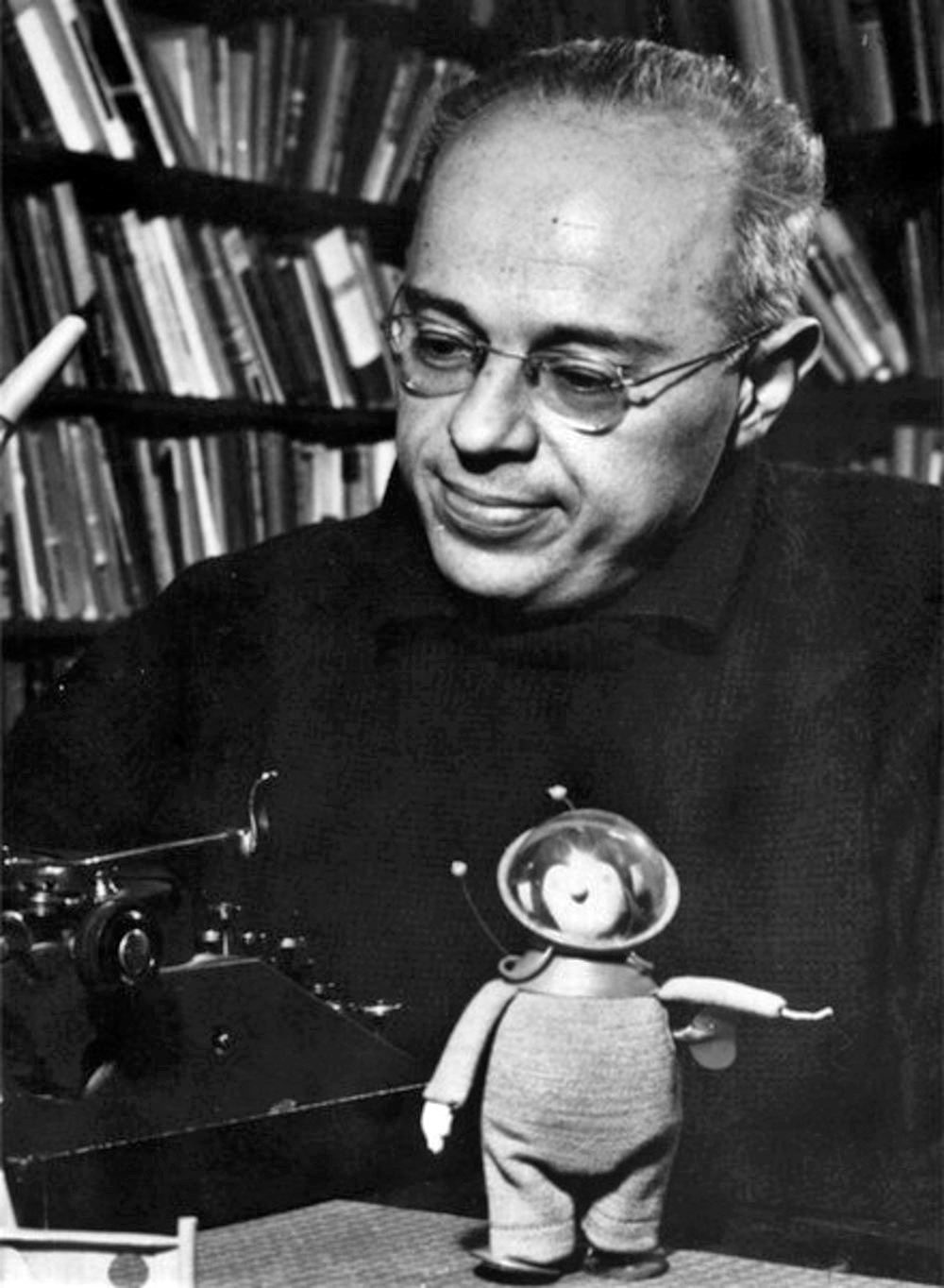
Stanisław Lem
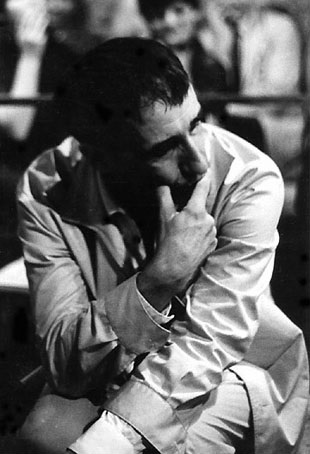
Tadeusz Kantor

### Les années 60
Tadeusz Różewicz (1921-2014), le père de la poésie polonaise contemporaine, a nommé cette période « notre petite stabilisation » (l'expression vient de sa pièce Le Témoignage ou notre petit confort). La littérature et l'art, avec tous les moyens dont ils disposent, doivent contribuer à la formation d'une société édifiant le socialisme, mais les écrivains sont de moins en moins d'accord avec cette doctrine.
Après avoir suivi la ligne officielle du Parti communiste et avoir publié quelques romans dans la ligne du réalisme socialiste, Tadeusz Konwicki (1926-2015) entre dans l'opposition et abandonne l'autocensure. En 1963 parait son roman La Clé des songes contemporains dans lequel il décrit sur le déchirement des anciens partisans impuissants devant l'avenir de leur pays. Viennent ensuite : L'Ascension (1967) et Bêthofantôme (1969).
En 1964, La Lettre des 34 (en) intellectuels polonais adressée au premier ministre Józef Cyrankiewicz critique l’aggravation de la censure et réclame une libéralisation de la politique culturelle. La liste comprend des personnalités très connues : le physicien Leopold Infeld, le mathématicien Wacław Sierpiński, le sociologue Jan Szczepański, les philosophes Tadeusz Kotarbiński, Władysław Tatarkiewicz et Maria Ossowska, les historiens de la littérature : Karol Estreicher, Kazimierz Kumaniecki, Kazimierz Wyka, Julian Krzyżanowski et Stanisław Pigoń, l'historien Aleksander Gieysztor, l'économiste Edward Lipiński, les écrivains : Maria Dąbrowska, Zofia Kossak-Szczucka, Jerzy Andrzejewski, Antoni Słonimski, Adolf Rudnicki, Melchior Wańkowicz, Stanisław Dygat, Stanisław Mackiewicz, Jan Parandowski, Jan Kott, Artur Sandauer, Stefan Kisielewski, Mieczysław Jastrun, Anna Kowalska, Jerzy Turowicz, Adam Ważyk, Jerzy Zagórski, Artur Górski, Paweł Hertz et Falski.
Les répressions frappent les signataires. Melchior Wańkowicz est condamné à trois ans de prison.
Fin 1966, pour protester contre l'exclusion du PC de Leszek Kołakowski qui a critiqué les réalisations de l'équipe de Gomułka lors du dixième anniversaire d'octobre 56, un groupe important d'écrivains quitte les rangs du parti : Jacek Bocheński, Tadeusz Konwicki, Wacław Zawadzki, Igor Newerly, Roman Karst, Kazimierz et Marian Brandys, Julian Stryjkowski, Seweryn Pollak, Wiktor Woroszylski, Marcelina Grabowska, Arnold Słucki, Wisława Szymborska.
Dans la seconde moitié des années soixante, se forme le premier mouvement anticommuniste Ruch (1965-1970). En 1966, la célébration du millénaire du christianisme en Pologne par l'Église catholique qui réunit des millions de Polonais lance un défi au pouvoir communiste.
La guerre des six jours de 1967 entre Israël et ses voisins arabes, alliés de l'URSS, provoque une série de violentes attaques de la part des autorités communistes contre les Juifs polonais accusés d'être la "cinquième colonne" de l'impérialisme américain et fournit un prétexte au courant nationaliste montant au sein du PC pour lancer une purge antisémite dans l'appareil du parti unique et de l'Etat. En février-mars 1968, l’interdiction qui frappe la représentation du drame d'Adam Mickiewicz Les Aïeux, symbole de la liberté du théâtre et de la tradition nationale, provoque un violent conflit entre les milieux intellectuels et les autorités communistes. Des enseignants de l’université de Varsovie et des étudiants signent une pétition contre la suspension de la pièce. Plusieurs d’entre eux sont arrêtés et battus. Deux mille cinq cents étudiants et quelques professeurs se mettent en grève. Les autorités ripostent par des actions de persécution contre l’intelligentsia. Paweł Jasienica, écrivain et historien, qui a dénoncé la dictature culturelle, est taxé de bandit, January Grzędziński, doyen des journalistes polonais, est enfermé dans un asile d'aliénés. Stefan Kisielewski, brillant essayiste, romancier et musicologue, est sauvagement roué de coups, en pleine rue. Conséquence, treize mille citoyens polonais, pour la plupart d’origine juive, dont nombre d’universitaires et d’écrivains, doivent quitter le pays dont Henryk Grynberg, Jerzy Pomianowski, Włodzimierz Odojewski, Jan Kott et Leszek Kołakowski.
En août 1968, le Pacte de Varsovie entreprend une intervention armée en Tchécoslovaquie, pour empêcher les réformes du printemps de Prague. Mrożek dénonce la position du gouvernement polonais dans une lettre publiée dans Le Monde. L'ostracisme politique qui s'ensuit décide l'écrivain à quitter le pays.
Les années 1968-1970 constituent un tournant politique mais aussi générationnel. Kazimierz Wierzyński, Jerzy Stempowski, Witold Gombrowicz et Marek Hłasko tirent leur révérence.

#### La poésie
Les jeunes auteurs Edward Stachura (1937-1979) et Rafał Wojaczek (1945-1971), poètes en révolte contre toutes conventions, crient leur refus du monde réel. Wojaczek, auteur maudit de deux recueils publiés de son vivant et dont la vie est rythmée par l'alcool et les tentatives de suicide à répétition, devient après sa mort une véritable icône de jeunes révoltés. Stachura, qui terminera lui aussi ses jours par le suicide, explore plusieurs genres littéraires, léguant à la littérature polonaise une œuvre riche et variée dont le recueil de nouvelles Un seul jour, le roman Siekierezada (Hacherézade) et le poème Je m'approche de toi.

#### Le théâtre
Le courant absurde et grotesque dans le théâtre polonais, dont on trouve les fondements dans le grotesque macabre des pièces de Witkacy, devient progressivement un phénomène à part. Tadeusz Różewicz, Sławomir Mrożek et Ireneusz Iredyński donnent un tour particulier à ce type d’écriture, tandis que Tadeusz Kantor et Jerzy Grotowski élaborent des théories de théâtre très personnelles.
En 1959, à Opole, commence l’activité du Théâtre des 13 Rangs - bientôt connu sous le nom de Théâtre Laboratoire - sous la direction de Jerzy Grotowski (1933-1999) et Ludwik Flaszen (né en 1930). Leur "théâtre pauvre" valorise le corps de l'acteur et sa relation avec le spectateur, et délaisse les costumes, les décors et la musique.
La première pièce de théâtre du poète Tadeusz Różewicz (1921-2014), Le fichier (1960) est considéré par nombre de metteurs en scène comme la " meilleure pièce de l'après-guerre " et la "matrice" de toute la dramaturgie contemporaine en Pologne. Elle est suivie par Le Témoignage ou notre petit confort (1964), Un vieillard cocasse (1965), Une vieille dame n'en finit pas d'attendre (1969). Dans ces pièces, Różewicz bouleverse les catégories scéniques établies, pour y introduire l’absurde, le grotesque, le chaos et la poésie. Ses personnages sont désemparés, sans identité établie, convaincus de la mort de Dieu et de la petitesse de l’homme.
Sławomir Mrożek (1930-2013) commence sa carrière comme caricaturiste et écrivain satirique. Dans ses courtes nouvelles, il tourne en dérision et avec une ironie mordante les stéréotypes polonais et les absurdités de la vie quotidienne sous le régime communiste. Elles paraîtront plus tard rassemblées dans deux recueils : L'Éléphant et Les Porte-plumes. En 1956, Mrożek publie sa première pièce de théâtre, La Police, une fable dramatique sur les services de milice dans un État totalitaire. Montée en 1959 à Varsovie, la pièce est rapidement interdite en Pologne, mais sera jouée en Europe. En 1960, Antoine Bourseiller la met en scène au Théâtre du Tertre. Sa pièce suivante Tango (1964) est un manifeste du désarroi d'une génération devant le vide laissé par l'écroulement des anciennes valeurs.

#### La dissidence
Au cours des années 1956-1976, les publications de l'Institut littéraire et de la revue Kultura à Paris prennent de plus en plus d'importance puisque, jusqu'à la création des maisons d'édition et du circuit de distribution clandestins dans le pays au milieu des années 70, ces institutions offrent aux écrivains polonais vivant dans le pays une chance unique de pouvoir s'exprimer librement. Stefan Kisielewski, interdit de publication à cause de ses critiques envers le PC en 1968, y publie sous pseudonyme T. Staliński ses chroniques confisquées par la censure en Pologne, dans les rubriques Cri dans la jungle et Vu autrement. Dans la revue, paraissent fréquemment aussi ses analyses sur la situation politique en Pologne et des extraits de ses romans Vu d'en haut (1967) et Ombres dans la caverne (1971). Stanisław Vincenz (1888-1971) jusqu'à sa mort travaille sur son chef-d’œuvre Dans les hauts pâturages. Un autre chef-d'œuvre écrit dans le pays et publié en exil est le roman de Włodzimierz Odojewski (1930-2016) La neige et le vent tout emporteront...(1973).
En exil depuis 1967, Henryk Grynberg continue à traiter les thèmes juifs entamés dans La guerre juive (1965), dans Victoire (1969 et La vie idéologique (1975).

Parmi les poètes, Kazimierz Wierzyński se démarque particulièrement dans les recueils poignants Polonaise Noire (1968) et Mauvais rêves (1969).

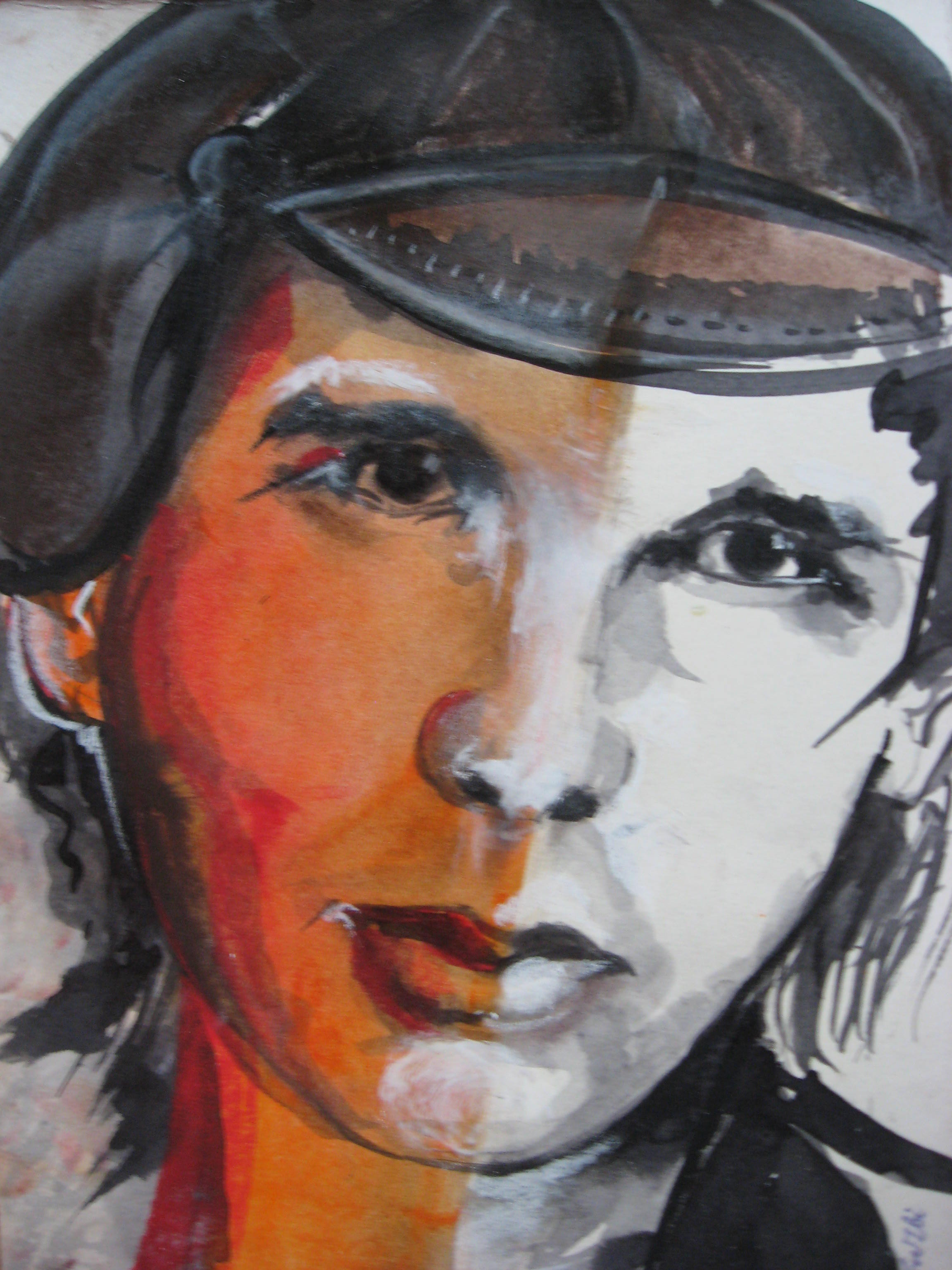
Rafał Wojaczek
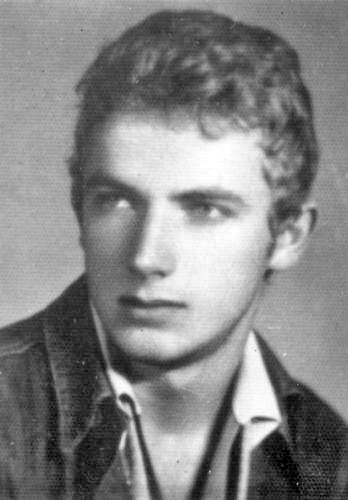
Edward Stachura
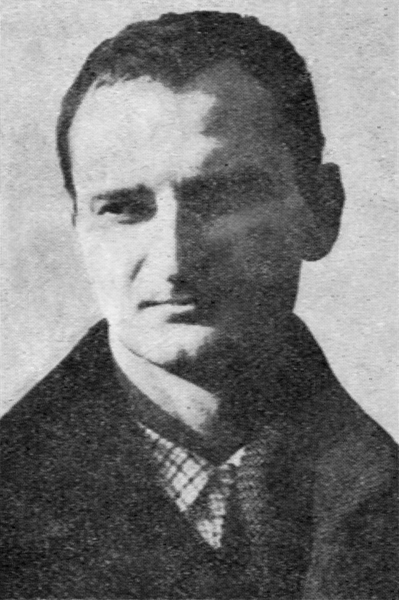
Sławomir Mrożek
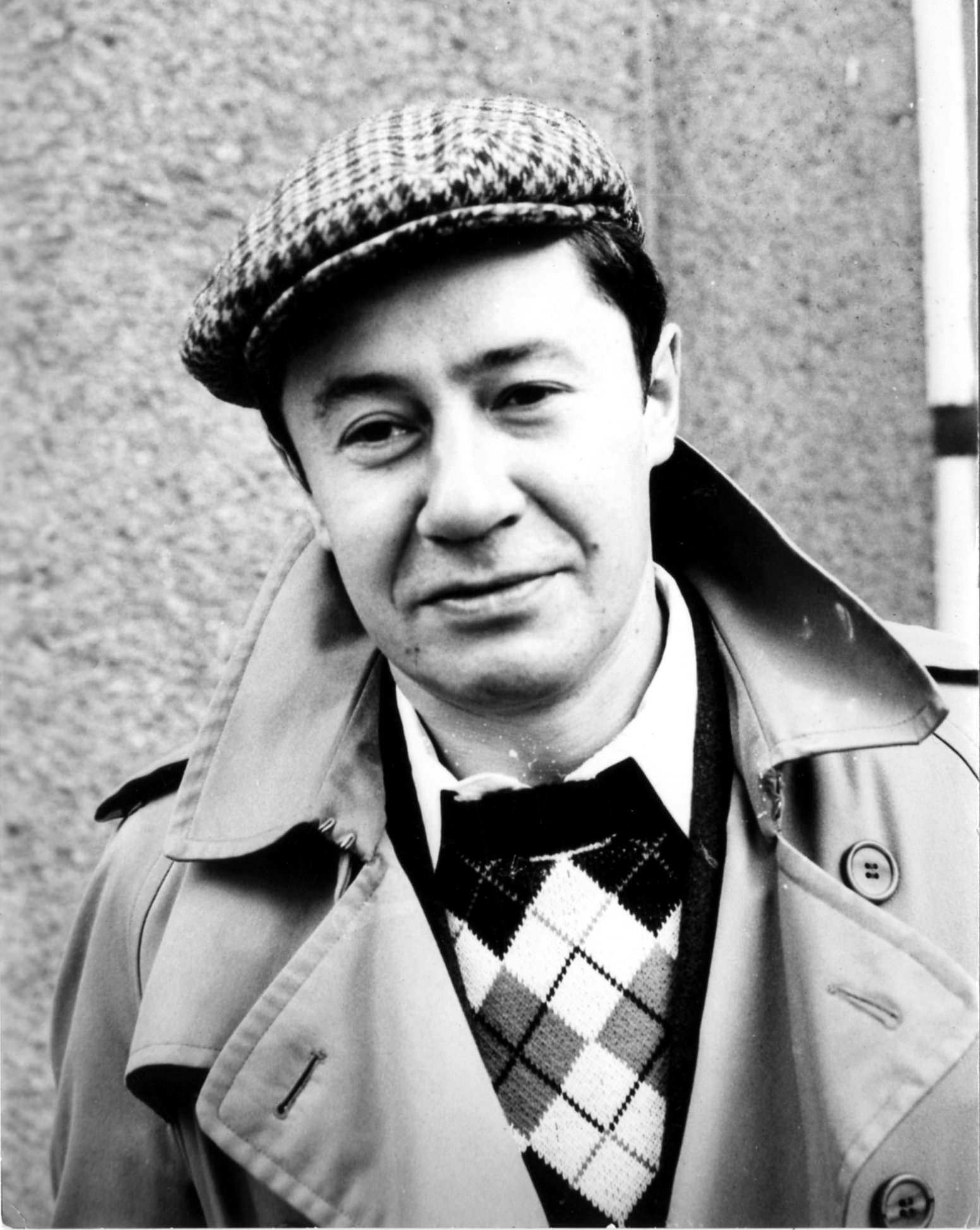
Ireneusz Iredyński
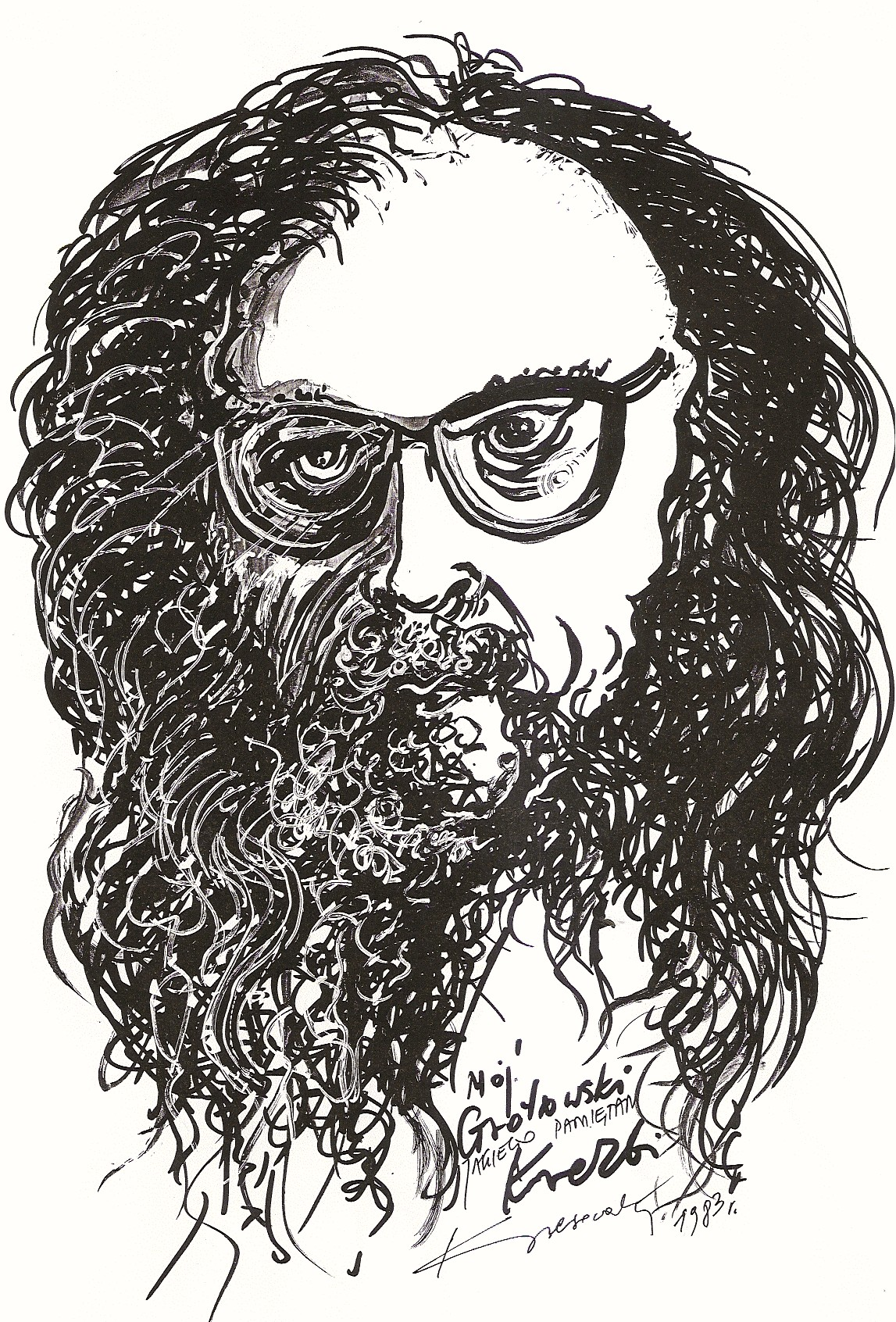
Jerzy Grotowski
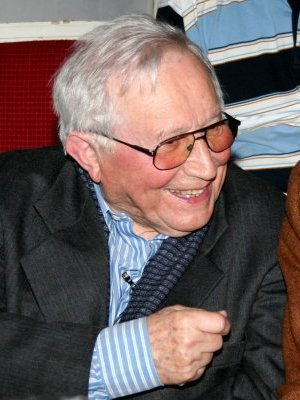
Tadeusz Różewicz

### La nouvelle vague des années 70
La nouvelle décennie s'ouvre avec une crise sociale mais les manifestations ouvrières de décembre 1970 sont violemment réprimées et font au moins quarante-deux morts et plus de mille blessés. Elles précipitent le changement à la tête du Parti unique où Władysław Gomułka est remplacé par Edward Gierek. Le nouveau dirigeant promet des changements et débride la consommation, financée en grande partie par des emprunts discrètement contractés à l'Ouest. Mais alors que la coopération avec les pays occidentaux s'intensifie, sur le plan intérieur de nouveaux signes de tension sont perceptibles entre le pouvoir d'une part et les intellectuels et l'Église d'autre part, surtout après l'annonce d'un projet de réforme constitutionnelle. Dans une lettre ouverte adressée au Parlement, cinquante-neuf personnalités rejettent l'inscription dans la loi fondamentale du pays du " rôle dirigeant " du Parti Ouvrier Unifié. L'appel est signé notamment par certains écrivains : Zagajewski, Barańczak, Krynicki, Kornhauser, Drawicz, Bieńkowska, Ficowski, Herbert, Szymborska, Stryjkowski, Kamieńska, J.N. Miller, J. J. Szczepański, Filipowicz.
L'année 1976 marque un tournant brutal mais important. À la suite des grèves de juin et de la répression violente qui touche des milliers des personnes, un groupe de quatorze intellectuels fonde le Comité de défense des ouvriers (KOR).
Le mouvement dissident crée en Pologne un véritable réseau d’imprimeries clandestines où des livres et des revues illégaux se comptent par centaines. La première revue littéraire « hors censure » est le trimestriel Zapis (janvier 1977), animés par Jerzy Andrzejewski, Stanisław Barańczak, Jacek Bocheński, Kazimierz Brandys, Tomasz Burek, Marek Nowakowski, Barbara Toruńczyk et Wiktor Woroszylski. Les éditions clandestines Niezależna Oficyna Wydawnicza (Maison d’Edition Indépendante) publient les meilleurs écrivains polonais du pays et de l'émigration, en contournant la censure officielle : Andrzej Kijowski, Czesław Miłosz, Witold Gombrowicz, Sławomir Mrożek, Tadeusz Konwicki. Ainsi, dans les années 1977-1978, on assiste à un rapprochement de la littérature du pays et de celle de l´émigration. Aussi certaines oppositions et des antagonismes s'estompent-ils dans la lutte commune pour la liberté. Des chrétiens et des intellectuels de formation marxiste, des émigrés et des Polonais de l'intérieur se retrouvent côte à côte.
En 1977, la mort suspecte de Stanisław Pyjas, un étudiant de Cracovie, provoque une vive agitation dans les milieux universitaires de la ville. Le 16 octobre 1978, le cardinal Wojtyła, ancien archevêque de Cracovie, est élu pape sous le nom de Jean-Paul II. Un an après, malgré les réticences des autorités à l'inviter, il effectue une visite triomphale en Pologne. Le 11 novembre 1978, cinq mille contestataires manifestent dans les rues de Varsovie, à l'occasion de l'anniversaire de l'indépendance de la Pologne. En août 1980 éclatent des grèves dans les chantiers navals à Gdansk qui embrasent ensuite tout le pays. Elles aboutiront à la création du premier syndicat indépendant Solidarność.

#### La poésie
Les années 1970 apportent un renouveau réel de la poésie. Elle est engagée et dénonce le hiatus entre la vérité officielle et les pratiques sociales, le pouvoir absolu de l'appareil politique et policier. En 1971, paraît Méfiants et prétentieux de Stanisław Barańczak (1946-2014). En 1974 sort Le monde non représenté de Julian Kornhauser (né en 1946) et Adam Zagajewski (né en 1945) qui devient le manifeste de la nouvelle génération qui accuse celle des années 60 de l'incapacité de faire face à la réalité et la fuite vers l’esthétique et l’expérimentation formelle.
Leur poésie, initialement appelée « linguistique », évolue vers une forme élaborée de contestation du système par des moyens artistiques talentueux. Stanisław Barańczak donne la pleine mesure de sa richesse créative en poussant la langue poétique jusqu'à des limites extrêmes dans D'une seule traite, (1970), Journal du matin (1974), la Respiration artificielle (1978).
La lyrique religieuse fait son réapparition en Pologne dont le prêtre Jan Twardowski (1915-2006) est le représentant le plus éminent. Sa poésie fait une large part aux paradoxes psychiques de l'homme contemporain, souvent sous forme de plaisanterie ou d'ironie de soi-même.

#### La prose
Dans Complexe polonais (1977) de Tadeusz Konwicki (1926-2015), le premier roman de l'auteur sorti dans des éditions clandestines, le seul homme à mener une vie normale est un mendiant et l'identité ne se structure que dans la dissimulation. Sa Petite Apocalypse (1979) est un pastiche et une dénonciation provocatrice de l’état de la société polonaise des années 1970, de plus en plus soviétisée. Konwicki déclare n'être qu'un passant qui s'interroge sur ce qu'il voit. Le narrateur de chacun de ses romans, auquel le lecteur identifie aisément l'auteur aux différentes époques de sa vie, est pourtant toujours à la recherche de ce qui se cache derrière les simulacres de vérité. Dans le roman la Pulpe (écrit en 1970 et publié en 1979), Jerzy Andrzejewski (1909-1983) dépeint, à la faveur d'un mariage dans une bourgade voisine de Varsovie, l'absurdité de la Pologne populaire, amorphe, déconstruite. La réalité est malade.
Les écrivains se préoccupent du danger de la désagrégation culturelle de la société soumise à l'uniformisation progressive. En gardiens de l'identité polonaise multiple et complexe, ils témoignaient de l'extrême diversité du pays, de son passé tissé des affluents ethniques, religieux et intellectuels des plus divers. Ainsi, leurs romans font-ils revivre les provinces perdues, paysages oubliés, mœurs anachroniques, milieux écrasés par la guerre, les génocides et les déportations. Jarosław Iwaszkiewicz ne cesse de peindre son Ukraine natale, Andrzej Kuśniewicz rêve de la Galicie, Tadeusz Konwicki et Czesław Milosz de la Lituanie. Julian Stryjkowski, Henryk Grynberg et Adolf Rudnicki se penchent sur le monde complexe du judaïsme polonais à la veille de la catastrophe, hésitant entre traditions et Révolution, où le sionisme paraît aussi absurde que l'assimilation. Cependant l'Histoire empêche les consolations trop faciles, d'où l'humour noir, le sarcasme de la désillusion, l'appel au grotesque.
Cette littérature de "petites patries", autour du lieu d'enfance souvent idéalisé, est un sujet majeur dans la prose polonaise du 20e siècle. Les bouleversements historiques et sociaux engendrent des questions sur l'identité et l'enracinement. Les transformations après 1945 et les migrations massives des paysans vers les villes, font disparaître la culture rurale traditionnelle. Les romans de Wiesław Myśliwski (né en 1932) se penchent sur la promotion sociale dans les milieux ruraux où les fils des paysans, cherchant leur avenir à la ville, se retrouvent doublement traîtres, aliénés à la communauté qu'ils quittent, étrangers à celle qu'ils conquièrent.
Le Samizdat apporte plus de documents, reportages et essais que des romans de grande envergure. Ainsi, les années 70 sont une grande époque du reportage littéraire et du roman documentaire. En 1977, paraissent Entretiens avec le bourreau de Kazimierz Moczarski (1907-1975) dans lequel l'auteur relate ses conversations avec le criminel de guerre général SS Jürgen Stroop avec qui il partage la même cellule. En effet, le régime communiste a trouvé bon d'enfermer un résistant de l'Armée de l'Intérieur (A.K.) avec un nazi. Faisant taire sa haine et les souvenirs des combats de la veille, oubliant sa propre condamnation à mort et les tortures auxquelles il est soumis, Moczarski tente pendant 225 jours de comprendre les mécanismes qui ont pu conduire un Allemand très ordinaire à prendre part au génocide. La même année parait également Prendre le bon Dieu de vitesse de Hanna Krall (née en 1935), une transcription de ses conversations avec Marek Edelman, le dernier dirigeant survivant du soulèvement dans le ghetto de Varsovie. A Londres, Czesław Milosz fait publier Mon siècle : confession d'un intellectuel européen, livre d'entretiens avec Aleksander Wat, un poète marxiste passé par le goulag.
Mais c'est Ryszard Kapuściński (1932-2007), grand reporter, correspondant en Asie et au Moyen Orient puis en Amérique latine et en Afrique depuis des années 60 qui connaîtra un succès mondial. Son premier roman documentaire Pourquoi Karl von Spreti est-il mort? sort en 1970. Suivront D’une guerre à l’autre (1976), Négus (1978) sur la destitution de Hailé Sélassié, La Guerre du foot et autres guerres et aventures (1978), Shah ou la démesure du pouvoir (1982) et son roman le plus ambitieux et souvent primé Imperium (1993) sur l'Union soviétique en train de se disloquer. Des livres-enquêtes, polyphoniques où se mêlent les informations, les impressions, les émotions et les idées de l'auteur.

En 1980, Czesław Miłosz reçoit le prix Nobel de littérature. En proclamant le lauréat, l'Académie suédoise déclare vouloir honorer un écrivain qui, " avec une lucidité sans compromis, exprime la condition de l'homme livré à un monde de conflits aigus ". 

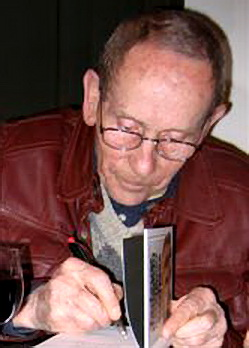
Tadeusz Konwicki
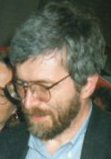
Stanisław Barańczak
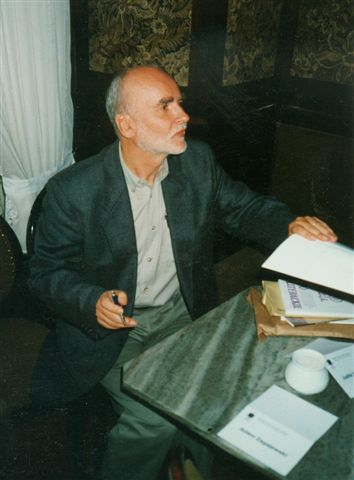
Adam Zagajewski
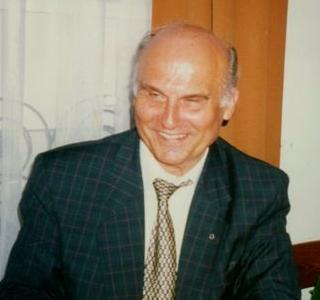
Ryszard Kapuściński
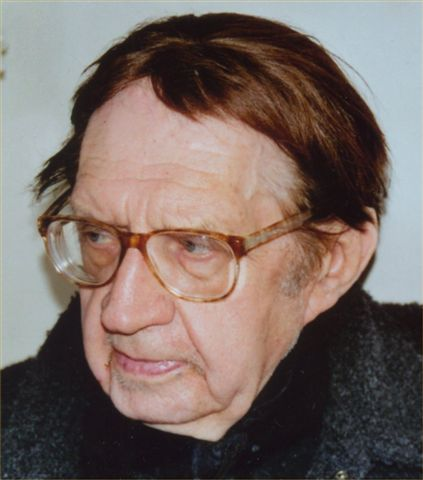
Jan Twardowski
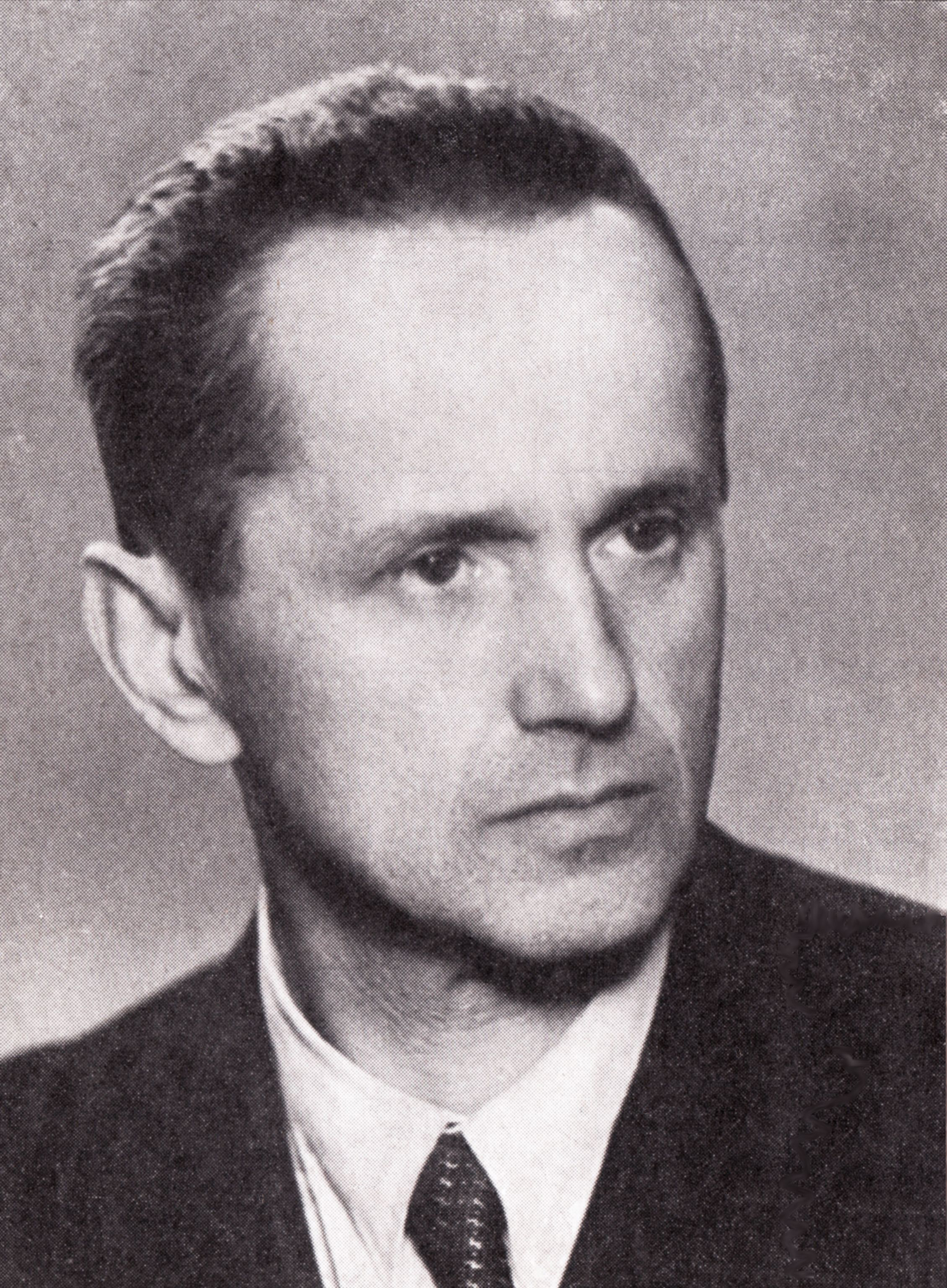
Kazimierz Moczarski
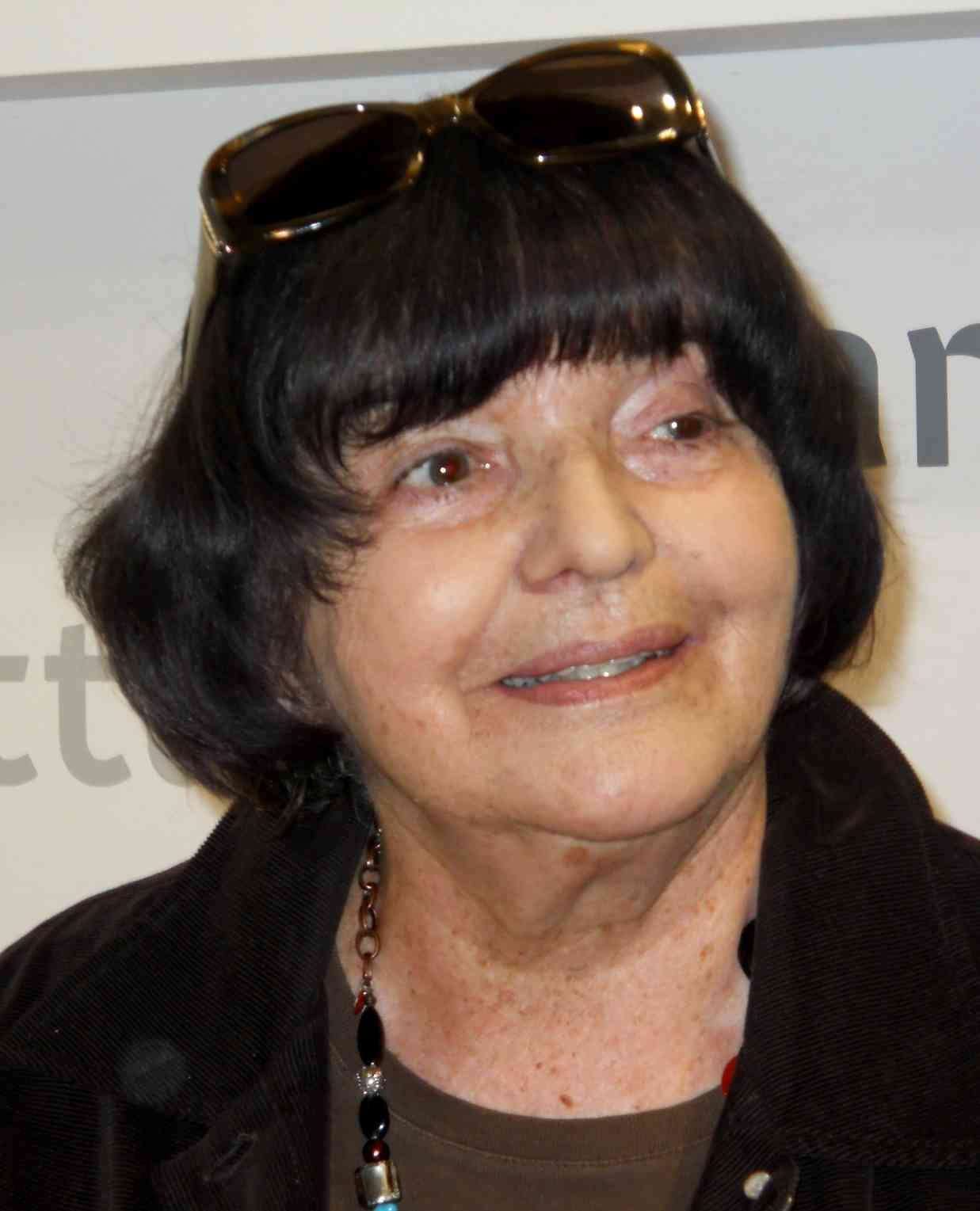
Hanna Krall
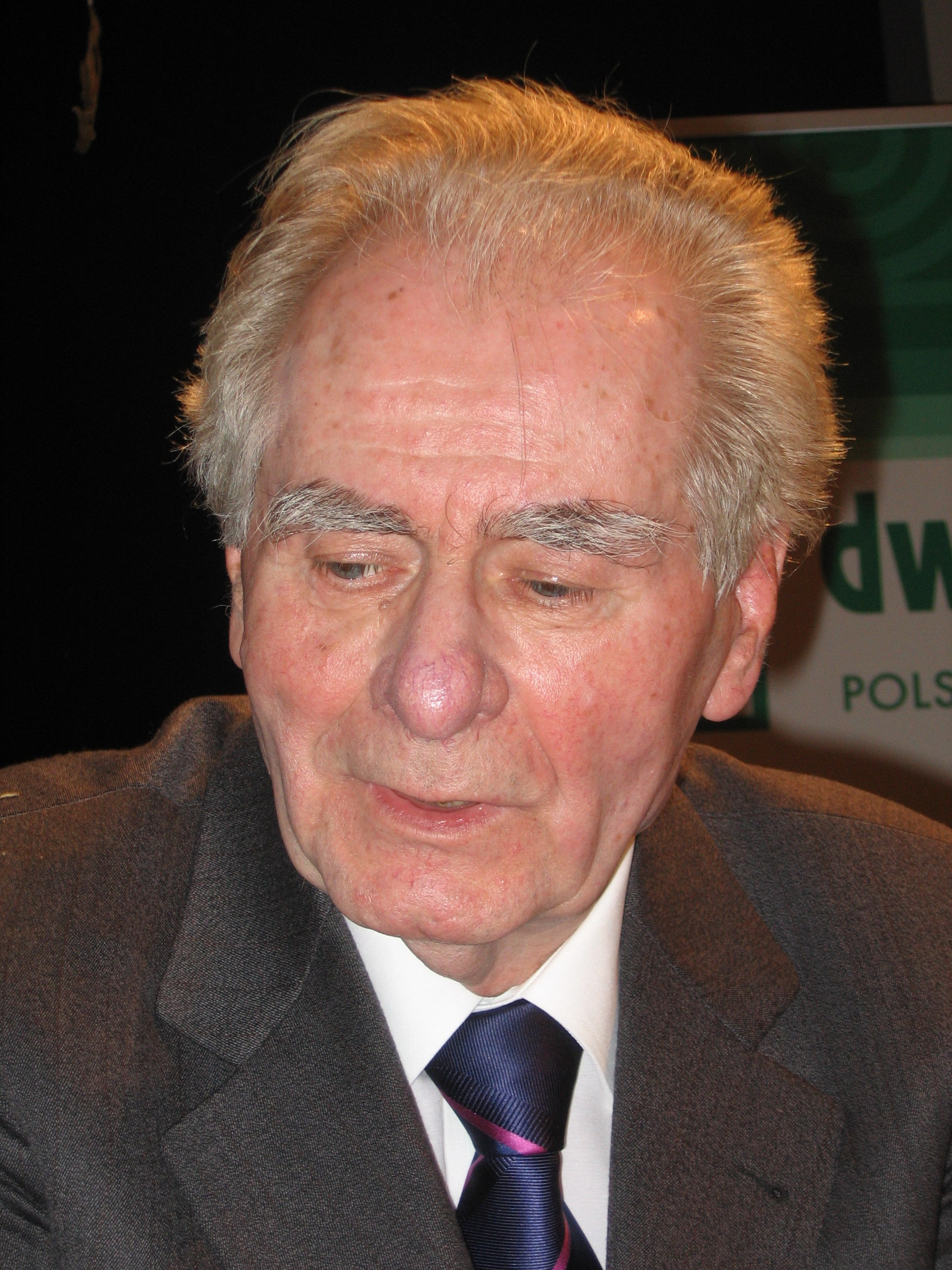
Wiesław Myśliwski

### 1981-1989 - de la loi martiale à la table ronde
Les années 1980 accentuent à nouveau les problèmes de différences réelles et imaginaires entre le monde occidental et la Pologne, considérée parfois comme étant hors de l’Europe. Les poètes polonais observent et ressentent l’Incompatibilité des mondes (Nieprzystawalność światów, 1988), comme l’indique un des titres poétiques de Stanisław Barańczak.

### Auteurs notables
- Stanisław Barańczak (1946-2014)
- Miron Białoszewski (1922-1983)
- Andrzej Bursa (1932-1957)
- Marek Hłasko (1934-1969)
- Witold Gombrowicz  (1904-1969)
- Stanisław Grochowiak (1934-1976)
- Zbigniew Herbert (1924-1998)
- Gustaw Herling-Grudziński (1919-2000)
- Ireneusz Iredyński (1939-1985)
- Ryszard Kapuściński (1932–2007)
- Andrzej Kijowski (1928–1985)
- Tadeusz Konwicki (1926-2015)
- Ryszard Krynicki (1943-
- Maria Kuncewiczowa (1895-1989)
- Stanisław Lem  (1921-2006)
- Ewa Lipska (1945-
- Leo Lipski (1917-1997)
- Waldemar Łysiak (1944 -
- Czesław Miłosz (1911-2004)
- Sławomir Mrożek (1930-2013)
- Wiesław Myśliwski (1932 -
- Włodzimierz Odojewski (1930-2016)
- Sergiusz Piasecki (1901-1964)
- Halina Poświatowska (1935–1967)
- Tadeusz Różewicz (1921-2014)
- Jarosław Marek Rymkiewicz (1935-
- Edward Stachura (1937-1979)
- Julian Stryjkowski (1905-1996)
- Andrzej Szczypiorski (1928-2000)
- Jan Józef Szczepański
- Wisława Szymborska (1923-2012)
- Jan Twardowski (1915-2006)
- Leopold Tyrmand (1920-1985)
- Aleksander Wat (1900-1967)
- Rafał Wojaczek (1945-1971)
- Adam Zagajewski (1945 -
- Janusz A. Zajdel (1938–85)
- Jerzy Zawieyski

## XXesiècle: la Pologne libre (après 1989)
Depuis 1989, on ne divise plus les écrivains polonais entre ceux du pays et les émigrés, ni entre justes et réactionnaires. La censure d’État reste en vigueur jusqu’au 1er avril 1990, date à laquelle l’Office Principal du Contrôle de Publications et de Spectacles cesse officiellement d’exister. Le pluralisme et la diversité s’introduisent dans la politique mais aussi dans le domaine littéraire. Les Polonais qui ne pouvaient accéder à l’objectivité du récit historique et à une information non manipulée, ont enfin la possibilité de reconnecter avec leur histoire.
Ainsi les années 1990 apporteront-elles entre autres la forte empreinte de poètes placés sous le signe du périodique bRULION, qui se détache de la tradition nationale proche de Solidarność. Marcin Świetlicki (né en 1961), Marcin Baran (né en 1963), Jacek Podsiadło (né en 1964), Dariusz Sośnicki (né en 1969), Marcin Sendecki (né en 1967), bien qu’avec des styles poétiques différents, parlent alors d’une autre histoire dans une forme inspirée de John Ashbery et de Frank O’Hara : celle du postmoderne, alors tout récent en Pologne. Dans la veine postmoderniste s'inscrivent les romans Rien ne va plus (1992) d’Andrzej Bart (né en 1951), Liste des femmes adultères (1993) de Jerzy Pilch (1952-2020), Mademoiselle Personne (1993) de Tomasz Tryzna (né en 1948), les romans de Manuela Gretkowska (née en 1964), les premiers romans d’Olga Tokarczuk (née en 1962) et les récits de Paweł Huelle (né en 1957).
Le leitmotiv de "petites patries" est également important pour la génération des auteurs qui débutent dans les années 90. Dans Weiser David (1987), le premier roman de Pawel Huelle, un jeune Polonais évoque l’été de ses 11 ans, dans le port de Gdansk, en 1957, l’année de la sécheresse où se produisit une catastrophe écologique qui transforma la baie en « une soupe puante » où l’on ne pouvait pas se baigner. L’année aussi où disparut mystérieusement un des élèves de l’école, le plus brillant, le plus subversif aussi : David Weiser, David le Sage, le garçon juif. Anna Bolecka (née en 1951) écrit des romans de nature intimiste et autobiographique. Le premier roman très remarqué de Magdalena Tulli (née en 1955) Des rêves et des pierres paru en 1995.
Sous l'aile d'un ange, l'autobiographie romancée de Jerzy Pilch (1952-2020) est l'un des textes les plus forts qui aient jamais été écrits sur le calvaire des alcooliques. Il oscille entre l'évocation de ses dérives amoureuses, pulsions sexuelles et ivresses, et l'apprentissage d'une rédemption par l'amour. Il a été adapté au cinéma par Wojciech Smarzowski en 2014.
L'un des succès les plus fulgurants de cette époque est celui d’Andrzej Stasiuk (né en 1960) qui débute avec Mury Hebronu (Les murs d'Hebron,1992), roman sur la déshumanisation en milieu carcéral, suivi par Le Corbeau blanc (1994). Dans Par le fleuve (2000), le prosateur restitue la géographie intérieure d'une Pologne post communiste en marge du pays officiel dont les habitants refusent la loi de la jungle qui tente de s'imposer après les années de cauchemar. Dans L’Est, il relate son périple au-delà du fleuve Bug et ses paysages dantesques.

En 1996, Wisława Szymborska (1923-2012) reçoit le prix Nobel de littérature « pour une poésie qui, avec une précision ironique, permet au contexte historique et biologique de se manifester en fragments de vérité humaine ». En effet, philosophique, sensible et concise, l'œuvre de la poétesse s'est construite à l'écart des soubresauts politiques de son pays.

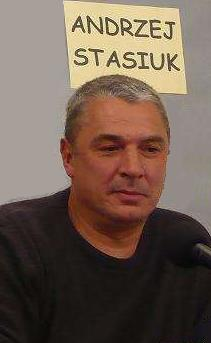
Andrzej Stasiuk
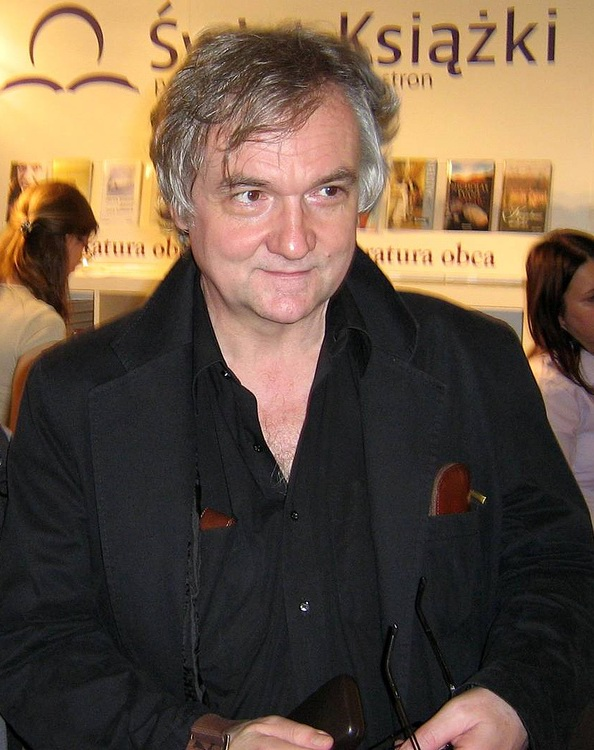
Jerzy Pilch
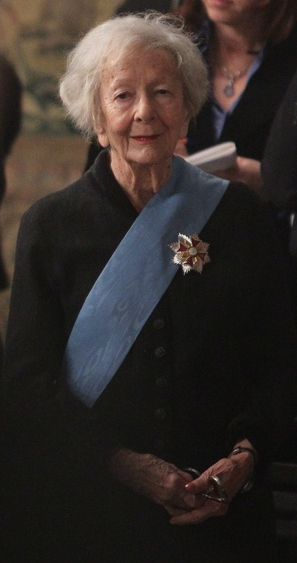
Wisława Szymborska
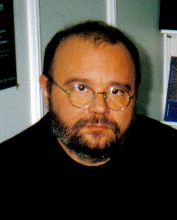
Paweł Huelle

## XXIesiècle
Le XXIe siècle apporte de nouveaux sujets et de nouvelles formes artistiques liées à la technologie et aux nouveaux medias. L’écran, la cyber-littérature, la performance littéraire, le nouvel engagement politique et social vont de pair avec les thèmes de l’homosexualité, de l’abus de drogues, la question du genre et les actualités des mass-médias. Les poètes polonais décrivent le danger de l’uniformisation et l’attrait pour l’universalité et le global.
Les best-sellers polonais de ces dernières années sont Sur les ossements des morts, d’Olga Tokarczuk (2012), Le Mont-de-sable de Joanna Bator (2014) et Morphine de Szczepan Twardoch (2016).
En 2018, Olga Tokarczuk est récompensée du prix Nobel de littérature pour sa dernière œuvre, Les livres de Jacob, qui retrace l'histoire méconnue des Frankistes, une secte messianique juive ayant absorbé des éléments chrétiens, née en Pologne dans la seconde moitié du XVIIIe siècle. L'écrivaine affiche une œuvre extrêmement variée, qui va d'un conte philosophique, Les Enfants verts (2016), à un roman policier écologiste, engagé et métaphysique "Sur les ossements des morts" (2010), en passant par un roman historique, Les livres de Jacob (2014).
Mariusz Szczygieł (né en 1966) se spécialise dans le reportage littéraire. Son Gottland est consacré à l'histoire de la Tchécoslovaquie au XXe siècle. Agata Tuszynska, également journaliste, a à son actif plusieurs livres, dont trois recueils et trois best-sellers.

### Roman policier
Depuis la sortie du pays de la zone d’influence soviétique, le roman policier et le polar y sont devenus un phénomène très expansif. Dans la catégorie roman noir, il convient aujourd'hui de citer Marek Krajewski (né en 1966), créateur de l'enquêteur Mock, hanté par ses fantasmes, ses terreurs et son goût des humanités classiques, ou encore Zygmunt Miłoszewski (né en 1976), l'auteur des enquêtes de Teodor Szacki, polars ésotériques et ironiques, bourrés d’humour noir. Wojciech Chmielarz (né en 1984) avec sa série centrée sur l’inspecteur Jakub Mortka offre un formidable observatoire des mentalités et des difficultés du quotidien à Varsovie : cherté des loyers, montant des retraites insuffisant, prêts hypothécaires.
Les femmes sont de plus en plus nombreuses à « pratiquer ce genre », et cela concerne tout autant des écrivaines qui en ont fait leur spécialité (ainsi Katarzyna Bonda, Marta Guzowska, Magdalena Parys, Joanna Jodełka, Marta Mizuro, Gaja Grzegorzewska, Nadia Szagdaj, Anna Fryczkowska) que des écrivaines déjà reconnues en tant qu’écrivaines « tout court » comme Olga Tokarczuk ou Joanna Bator (née en 1958). C'est Katarzyna Bonda qui est aujourd'hui proclamée, à juste titre, reine de la fiction policière polonaise.

### Science fiction
Sorceleur d'Andrzej Sapkowski (né en 1948) raconte à travers huit romans les aventures des chasseurs de monstres dont la profondeur morale et intellectuelle tranche avec les canons du genre fantastique.

### Auteurs notables
- Tomasz Bąk (1991-
- Joanna Bator (1968-
- Marek Bieńczyk (1956 -
- Katarzyna Bonda (1977-
- Wojciech Chmielarz (1984 -
- Jacek Dukaj  (1974 -
- Manuela Gretkowska (1964-
- Paweł Huelle (1957-
- Wojciech Kuczok (1972-
- Marek Krajewski (1966-
- Jakub Małecki (1982-
- Dorota Masłowska (1983 -
- Zygmunt Miłoszewski (1976-
- Remigiusz Mróz
- Jerzy Pilch (1952-2020)
- Andrzej Sapkowski (1948-
- Andrzej Stasiuk (1960-
- Olga Tokarczuk (1962-
- Magdalena Tulli  (1955 -
- Szczepan Twardoch (1979-
- Jakub Żulczyk

## Les plus importants prix littéraires polonais
- Prix littéraire Kościelski (depuis 1962)
- Prix Kazimierz-Wyka (depuis 1980)
- Paszport "Polityki" (depuis 1993)
- Prix Nike (depuis 1997)
- Liste Goncourt : le choix polonais (depuis 1998)
- Prix Jan-Długosz (depuis 1998)
- Prix Ryszard-Kapuściński du reportage littéraire (depuis 2010)
- Prix littéraire Witold-Gombrowicz (de) (2016)
- Prix Wisława Szymborska (poésie)
- Prix du Pen Club polonais (traductions)

Ces dernières années ont vu l’essor des prix littéraires en Pologne. Cependant, ils ne stimulent pas vraiment les ventes. À part le prestige et une éventuelle récompense financière, l’auteur du prix ne peut pas espérer que les ventes augmentent visiblement, du moins à court terme. Exception : le prix littéraire Nike, considéré comme le plus prestigieux. Cependant, même si les ouvrages couronnés du prix Nike se vendent d’habitude à plusieurs milliers d’exemplaires, l’impact commercial des prix en Pologne, n’est pas comparable à la situation française.
Liste internationale :
- Prix européen de littérature (2005)
- Prix Angelus de littérature d'Europe centrale (de) (2006)

## Institutions
- Académie polonaise de littérature (1933)
- Bibliothèque nationale
- Société historique et littéraire polonaise (1832)
- Librairie polonaise de Paris

Créé en janvier 2004, l’Institut polonais du Livre promeut, à travers des programmes adressés aux traducteurs et aux éditeurs étrangers, la publication de la littérature polonaise à l’étranger.

## Foires et festivals littéraires
Il existe deux foires principales en Pologne. La Foire internationale du livre de Varsovie organisée depuis 1956 et la Foire du livre de Cracovie (depuis 1997).
L’un des atouts de la foire de Cracovie est qu’elle se tient en même temps que le  Festival Conrad (en) (depuis 2009), ce qui garantit la présence d’auteurs nationaux et étrangers ainsi qu’une couverture médiatique considérable. Le festival Conrad organisé en automne à Cracovie invite régulièrement les plus grandes figures de la littérature internationale, ce qui constitue pour les éditeurs une occasion de présenter au public polonais des écrivains étrangers qui autrement seraient passés inaperçus.
- Vapeur des poètes germano–polonais (en) (1995-1999)
- Herbertiada (en), festival d'hommages à Zbigniew Herbert
- Mois de la lecture des auteurs d'Europe centrale (en) (depuis 2000)
- Cracovie, cité de la littérature (en) (2013)
- Festival des hauteurs littéraires (en) (depuis 2015, Nowa Ruda)